# 国鉄キハ185系気動車
キハ185系気動車（キハ185けいきどうしゃ）は、日本国有鉄道（国鉄）が開発した特急形気動車である。1986年（昭和61年）11月1日のダイヤ改正から営業運転を開始した。
1987年（昭和62年）4月の国鉄分割民営化に際しては全車が四国旅客鉄道（JR四国）に引き継がれ、同社でも継続して増備された。その後、一部の車両が九州旅客鉄道（JR九州）に譲渡されている。

## 概要
国鉄が最後に開発した特急形車両で、国鉄分割民営化を控えた1986年に、四国地区向けに製造された車両の一つである。
老朽化した急行形のキハ58系・キハ65形の代替車と位置付けられ、置き換えと同時に急行列車を特急列車に格上げし、民営化後のJR四国の経営基盤安定化を図る目的で開発された。
それまでの国鉄の特急・急行型気動車は専ら長大編成を組むことを前提としており、特定の車両の床下に発電専用のディーゼルエンジンを搭載し、冷暖房電源や食堂車の調理電源等を確保していた。これは長い固定編成を組む列車には相応に適した手法であったが、電源確保のために編成の組み方を拘束し、編成の走行出力を確保する上でも難があった。とりわけ四国のように輸送単位が小さく、輸送量の変動が大きく、加えて急勾配のある地域では柔軟性に欠けた。
当形式ではこの問題点を解消するため、固定編成を前提とする考えから脱却した。特急形気動車ではあるが、電気式冷暖房など一般形気動車と異なる「特別な構造」を用いることをやめ、一般形気動車に近い機器構成とされた。また冷房装置にはバス用既製品を使用し、キハ185形は走行用エンジンで、キロハ186形は専用の小型エンジンで、それぞれコンプレッサーを直接駆動する方式（機関直結式）を採用した。これにより、従来の特急型気動車に存在した機械室の廃止および冷暖房の1両単位での完結が実現し、最短2両編成の組成が可能となり自由度が大幅に向上した。6両以上の編成を組むとキハ181系よりも座席定員が少なくなるという問題はあったが、当時の特急は短編成化の傾向が強く、編成自由度のメリットの方が重視され、さほど懸念されるものではなかった。

## 車両概説
※以下は製造当初の仕様に基づいて記述する。

### 車体

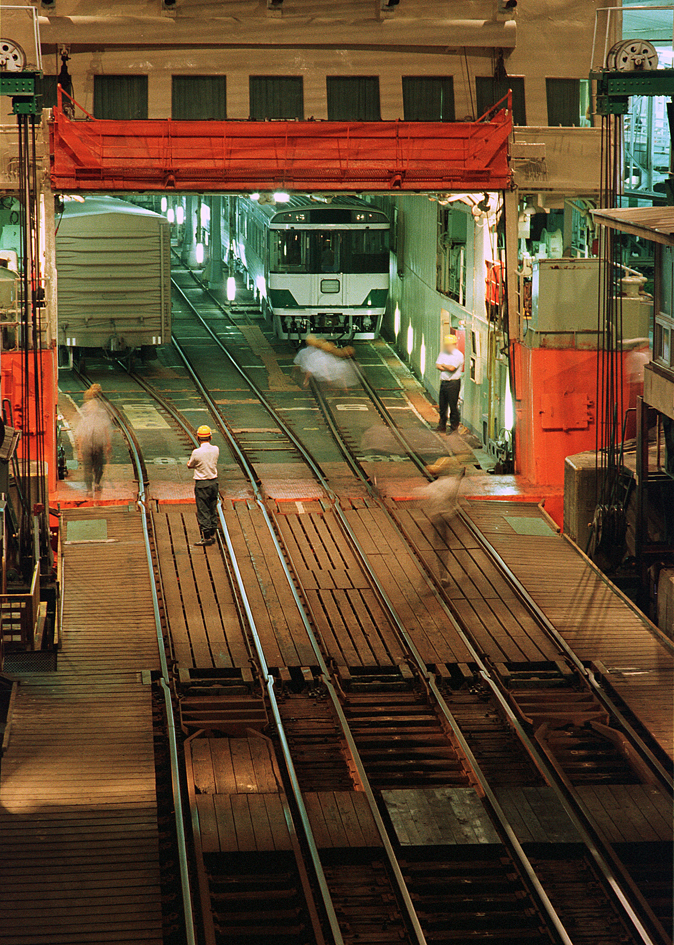
宇高連絡船伊予丸によって本州から四国へ航送されたキハ185系
（1986年 高松駅）

国鉄特急形車両としては初めてステンレス車体が採用され、軽量化とメンテナンスフリーが両立された。側面窓の上下寸法は従来の車両より拡大した740 mmとされ、連続窓風の外観処理がなされた。
急行型気動車の代替車であり、当初より普通列車での使用が考慮されていたため、客用扉が在来形特急気動車の1両1箇所から急行形同様に前後2箇所に増やされている。客用扉は折戸であるが、窓の形状を半円のようにデザインし、窓間を暗色で塗ることによって1枚扉風に見せている。
前面デザインは、同時期に北海道向けに製造されたキハ183系500番台に近い貫通型である。前灯・尾灯は前面窓上部の保護ガラス内の左右ライトケースに振り分けた。また、キハ183系500番台と同様に、それまで特急型車両の先頭車に設置されていた特急シンボルマークおよびステンレス切抜きのJNRマークが廃止された。
カラーリングは地色を無塗装、ライトケース周辺、運転室窓周辺および側面帯、形式番号標記に緑16号、客窓周りおよび客用扉の窓間はぶどう色5号を採用した。
なお、JR移行に伴い、キハ185形の後部乗降口と客窓の間にJRマークが貼り付けられたが、新塗装採用と同時にサイズを小型化したものへ変更された。

### 主要機器
エンジンはキハ31形やキハ38形と同一の新潟鐵工所製新型直噴式エンジン DMF13HS(250 ps/1,900 rpm) を1両につきキハ185形には2基、キロハ186形は1基搭載している。
一方で、国鉄時代に製造された車両については製造コスト削減を目的とし、変速機や運転台機器など一部の機器は在来形気動車の廃車発生品を整備・手直しの上で流用している。このため、TC2A/DF115A を変速機として使用し、かつ250 ps級機関を1基ないしは2基搭載することから、機構が複雑になりやすい1台車2軸駆動方式は採用されず、逆転機は従来通り台車のトランサムと2本のリンクで結合されるシンプルな機構とされ、駆動軸も在来型気動車の2エンジン車と同様、各動力台車のエンジン寄り1軸とされている。
キロハ186形が250 psエンジン1基搭載であるため、これを組み込んだ編成あたりの総出力はキハ181系よりやや小さくなるが、軽量ステンレス車体やサイズダウンしたエンジンの採用による大幅な自重軽減により、ほぼ同等の加速性能を確保している。
また、1988年製造のキハ185形の液体変速機は DF115A型 の同規格新製品の DB115型 を搭載した。
当時の四国の各線区の最高速度は予讃本線・土讃本線でも95 km/hにとどまっており、設計最高速度は将来の高速化を考慮しても110 km/hとした。

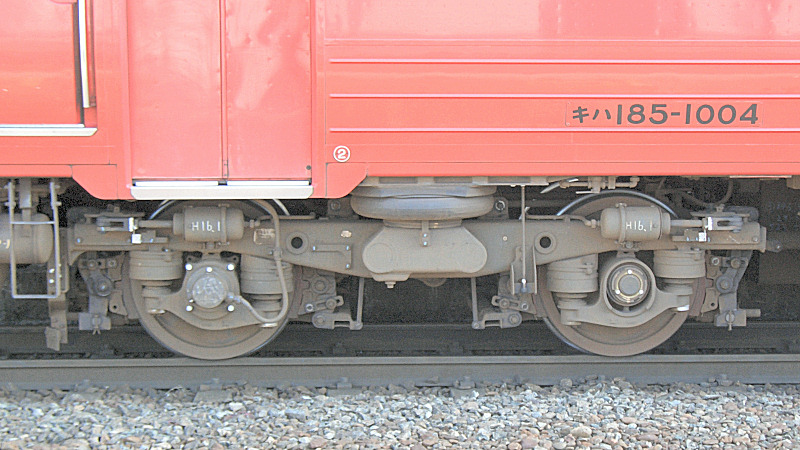
DT55台車

台車は同時期に北海道向けに新製されたキハ183系500番台と同様に、205系電車で初採用されたDT50を基本とする当時最新の円錐積層ゴム支持式ボルスタレス台車であるが、側梁の形状がキハ183系と異なる DT55（動力台車）および TR240（付随台車）が新規設計された。前述の通り逆転機が台車装架であることや、ヨーダンパ取り付け準備工事の有無などの仕様の相違のため、別形式が起こされたものである。結果的にこの DT55・TR240 は日本国有鉄道が新規開発した最後の台車形式となった。
なお、制輪子には当初鋳鉄製を採用していたが、後にレジン（合成樹脂）製に交換されている。

### 接客設備
| アコモ改良後の普通車のシート |  | 座席の冷風吹き出し口 |
| アコモ改良後の普通車のシート |  | 座席の冷風吹き出し口 |

本系列では車内の座席などの接客設備も大幅な改良が図られている。車内の仕切扉は空気式の自動扉とされた。
キハ185形では同時期に製造されたキハ183系500番台と同様、背面に大形テーブルを設けたR-55系フリーストップ式リクライニングシートを採用した。座席の前後間隔はキハ181系より30 mm拡大した940 mmとしているが、機器室を省略した分、キハ181形（定員52名）よりも定員が多くなっている。
キロハ186形のグリーン室は1列4人掛けのフリーストップリクライニングシートで、やはり背面に大形テーブルを持つほか、フットレストや中肘掛、側面テーブルを設置し、座席間隔を従来のグリーン車と同じ1,160 mmとしている。普通室は0系新幹線の発生品である転換クロスシートが1,020 mmの座席間隔で設置され、グループ客の利用を想定して座席間に折り畳み式の大型テーブルを設置した。

冷暖房装置やドアエンジン等にはバス用の汎用部品を活用し、さらに徹底した部品点数の削減を行っている。冷房装置はバス用のエンジン直結式冷房機を流用したAU26で、観光バス車両などに用いられているような、各自で風量・風向の調節が可能な冷風吹き出し口を各席の荷物棚の下に設けている。

## 形式
本系列は、運転台付き普通車の「キハ185形」、運転台無しグリーン・普通合造車の「キロハ186形」から構成され、普通車の中間車は存在しない。

### 新製形式

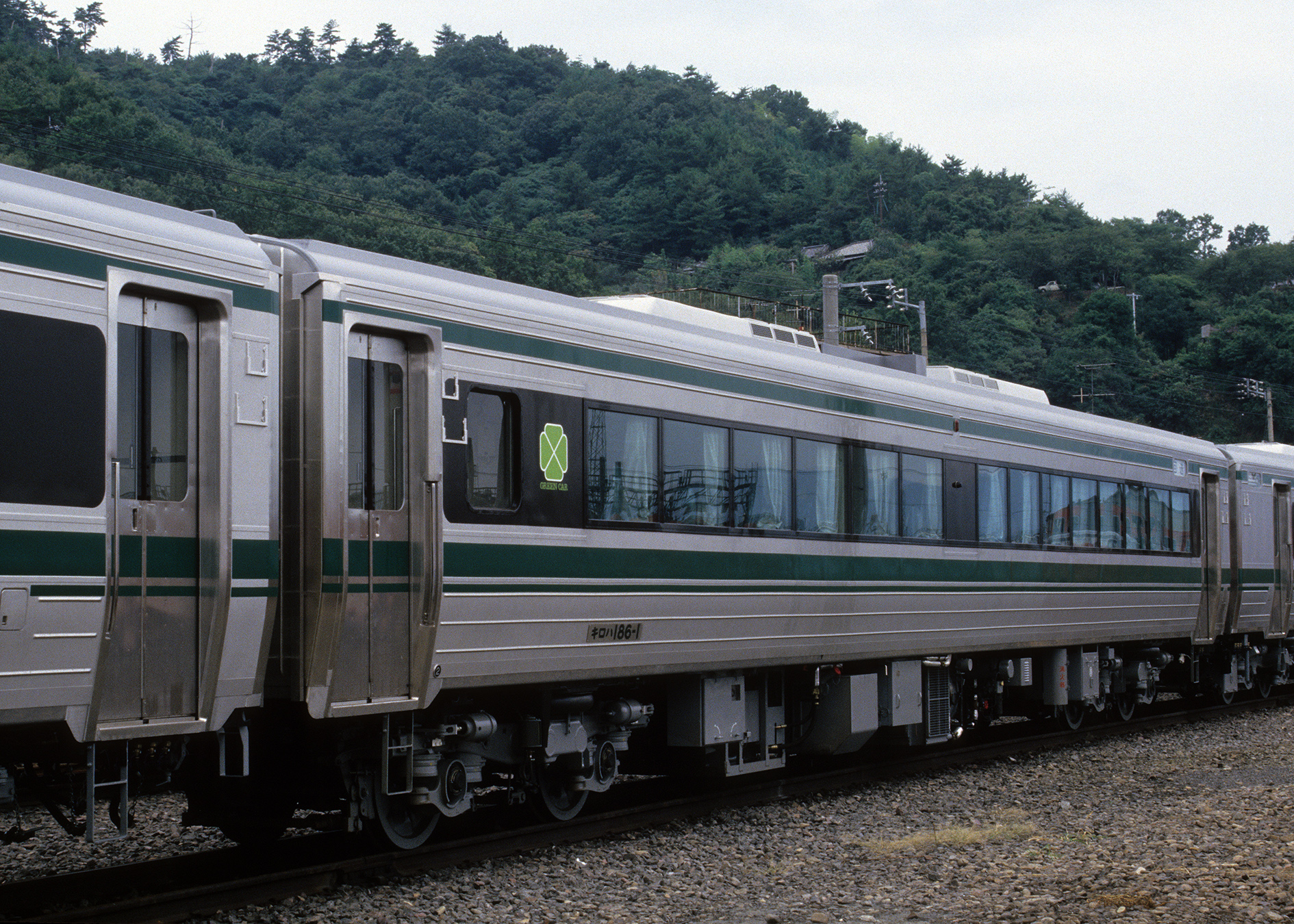
キロハ186-1
（1986年 高松運転所）

キハ185形0番台（Mc）
| キハ185-11（2008年1月8日 多度津駅）  |  | キハ185-6の運転席 |  | キハ185-25（枕カバーの色違いは指定席）  |
| キハ185-11 （2008年1月8日 多度津駅） |  | キハ185-6の運転席 |  | キハ185-25 （枕カバーの色違いは指定席） |

片運転台を持つ普通車。行先表示器、トイレと洗面所を設置、26両製造。定員60名、車重39.0t。九州旅客鉄道（JR九州）所属車のうち6両は車内販売準備室と電話室の設置に伴い、定員52名となる。
キハ185形1000番台（Mc'）
| キハ185-1018（2010年5月26日 牟岐駅）  |  | キハ185-1004（2014年11月19日 別府駅）  |
| キハ185-1018 （2010年5月26日 牟岐駅） |  | キハ185-1004 （2014年11月19日 別府駅） |

片運転台を持つ普通車。トイレ無し、18両製造。定員64名、車重38.3t。なお、JR九州所属車は全車「九州横断特急」仕様となっている。
キロハ186形（Mhs）
中間車両でグリーン席・普通席の合造車。前記したように落成時の当形式の普通席は転換クロスシートであったが、その後大型テーブルは撤去され、リクライニングシートに取替えられている。冷房装置の動力は、2エンジン搭載で出力に余力があるため機関直結とされたキハ185形と異なり、床下に装架された専用の小型エンジンから得ている。行先表示器設置。8両製造。定員グリーン席24名、普通席32名、自重33.7t。
- 2 は2002年（平成14年）10月6日に運転開始した「剣山」・「うずしお」の「アンパンマン列車」用「ゆうゆうアンパンマンカー」とされた。形式や車番の変更はしていないが、専用塗装に変更し、グリーン室は車端寄りの座席1列を撤去してベビーカー置場とし、普通席との仕切り扉を撤去し、普通席部分は座席を撤去してプレイルームを設置した。1位側の仕切りには原作者のやなせたかしが落成を記念してアンパンマンとばいきんまんをフェルトペンで揮毫している。座席はグリーン席時代と同じシートピッチ1,160 mmのまま定員20名の普通車指定席として利用しているため、居住性はグリーン席時代とほとんど変わりがない。この結果、キロハ186形のオリジナルで残存していたのは-1のみとなっていたが、同車は定期運用がなくなった後長期間高松運転所構内に放置された末、2013年（平成25年）3月31日付で廃車され、本系列の廃車第1号となった。廃車後も高松での放置状態が続いたが、2015年（平成27年）12月14日に多度津工場に回送され、後に解体された。
- 2はリニューアルを施して2007年（平成19年）10月6日から新しいラッピングで営業運転を開始した。このとき2位側のベビーカー置場を売店に改造している。

### 改造形式

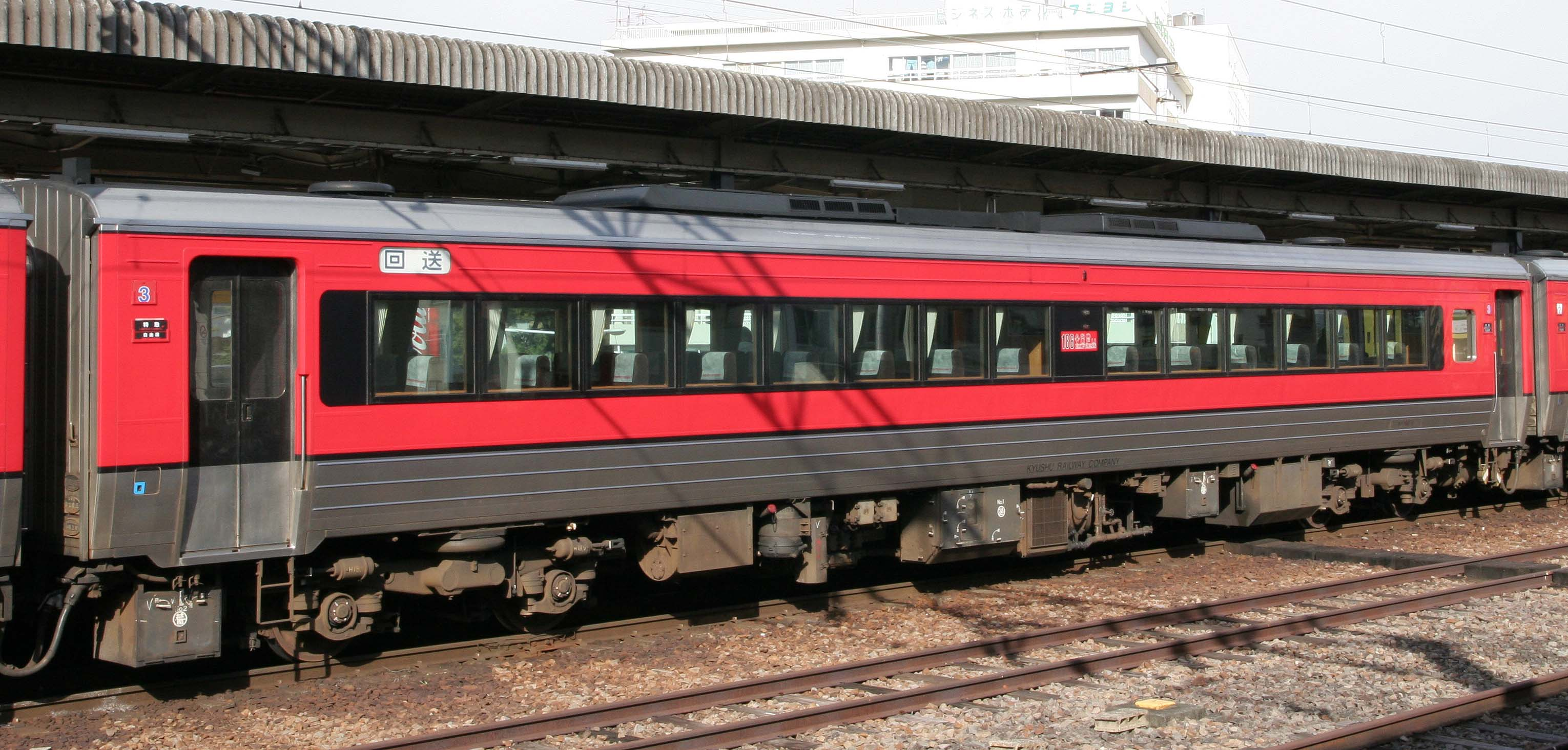
キハ186-6
（2007年12月31日 別府駅）

キハ186形 (M)
JR九州が購入したキロハ186形を、1992年（平成4年）に小倉工場、鹿児島車両所で4両改造。仕切りはそのまま残されて全室普通車に格下げの上、DMF13HSを2基搭載とした。冷房装置は2エンジン化に伴い専用の小型エンジンを撤去し、キハ185形と同様の機関直結とされた。座席は旧グリーン室はフットレストも残されてモケット張替えのみ実施、旧普通席室は大型テーブルを撤去し、リクライニングシートに取替えられた。定員56名、自重34.5t。
- キロハ186-3・5 - 7→キハ186同番号（改番なし）

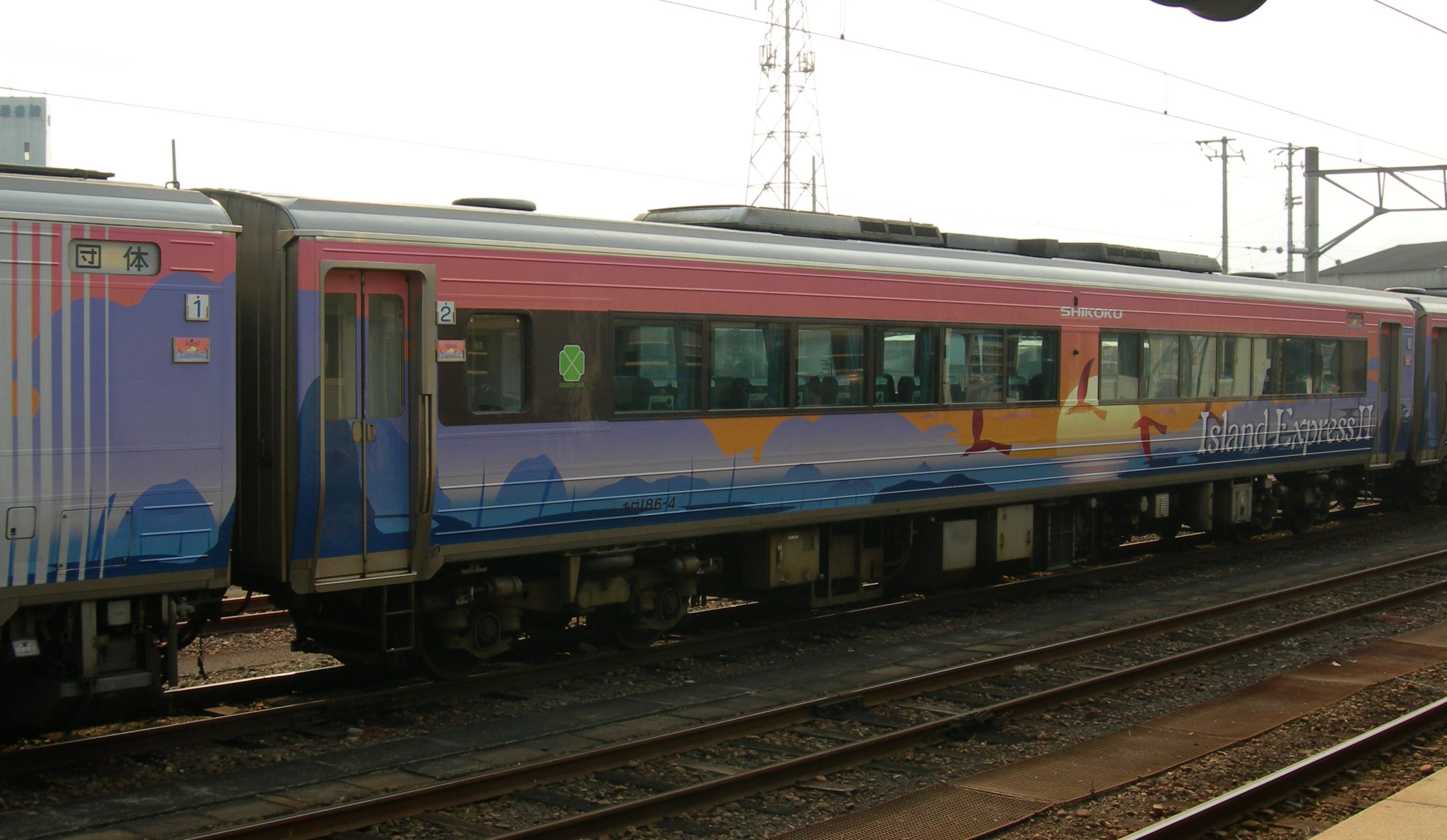
キロ186-4
（2008年1月8日 多度津駅）

キロ186形0番台 (Ms)
キロハ186形のうち、JR四国のジョイフルトレイン「アイランドエクスプレス四国II」として2000年（平成12年）に多度津工場で改造された。プラズマディスプレイや最新のカラオケ機材等を装備。座席は廃車となった50系客車の「アイランドエクスプレス四国」から流用され、先代と同じ3列配置となった。車体は専用のラッピングが施されている。定員は30名。 運転台とトイレ、洗面所を持たないため、両端には、キハ185形0番台（主に車体後部にラッピングを施した11・12）を連結して運転される。
- 2016年（平成26年）に 4 が運用を終了、後述の「四国まんなか千年ものがたり」2号車に再改造された。
- 2017年（平成29年）4月5日 - 8日にかけて、8 は近畿日本ツーリストとクラブツーリズムが主催した『四国クルーズ列車でぐるり四国めぐり』ツアーで、高松駅 - 多度津駅間を予讃線 → 土讃線 → 予土線 → 予讃線経由で4日間かけて運転された。
- 2021年（令和3）3月に 8 が運用を終了、「伊予灘ものがたり」二代目となる編成の2号車に再改造された。

- キロハ186-4・8→キロ186同番号（改番なし）

キロ186形1000番台 (Ms)
2017年（平成29年）4月運行開始の土讃線の観光列車「四国まんなか千年ものがたり」の2号車として同年に「アイランドエクスプレス四国Ⅱ」で使用されていた0番台から改造された。客室はソファタイプのロングシートとダイニングカウンターが設置された。前位側のデッキを撤去し、その跡に多目的トイレ・洗面台などを設置した。定員は11名。
- 2022年（令和4年）4月2日からキロ47形の後継として運行を開始した予讃線の観光列車「伊予灘ものがたり」の2号車として2017年（平成29年）に「アイランドエクスプレス四国Ⅱ」で使用されていた0番台から改造された。

- キロ186-4・8→キロ186-1002・1402

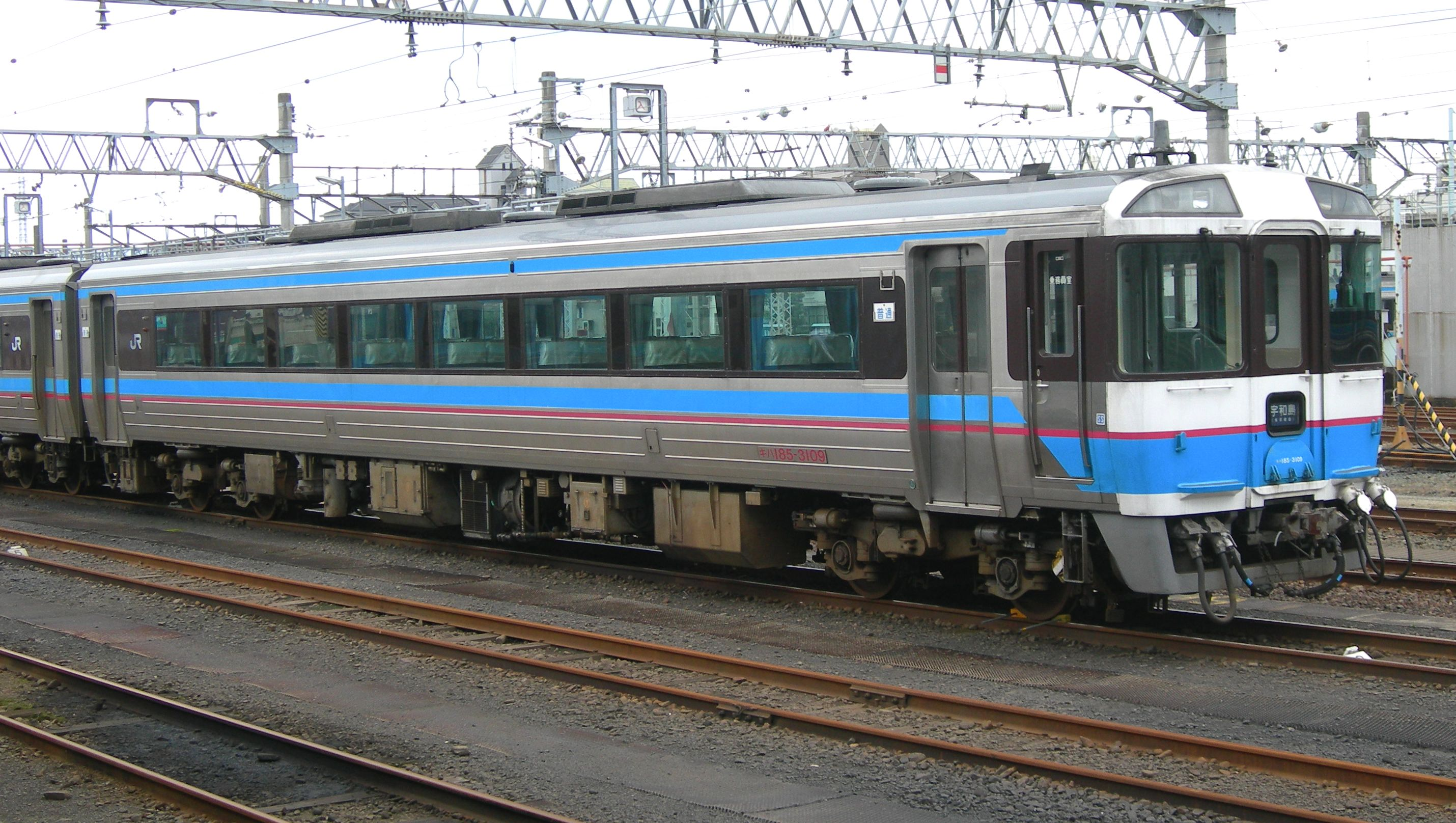
キハ185-3109
（2010年5月25日 松山駅）

キハ185形3000番台 (Mc)
キハ185形0番台を在来の一般形気動車と併結可能にした普通列車仕様の改造車。松山運転所所属。行先表示器を前面と側面に設置。トイレと洗面所はそのまま残された。2000年（平成12年）に2両が改造されたが、2006年（平成18年）6月に2両とも元の仕様に戻されて高松運転所に復帰したため現存しない。座席定員60名、車重39.0t。
- キハ185-9・13→キハ185-3009・3013（原番号+3000）

キハ185形3100番台 (Mc')
キハ185形1000番台を在来の一般形気動車と併結可能にした普通列車仕様の改造車。松山運転所所属。行先表示器を前面に設置、トイレなし、1999年（平成11年）から8両改造。座席定員64名、車重38.3t。
- 3102は2017年（平成29年）4月運行開始の土讃線の観光列車「四国まんなか千年ものがたり」の3号車として再改造された。
- 3113は2022年（令和4年）4月リニューアルの予讃線の観光列車「伊予灘ものがたり」の1号車として再改造された。

- キハ185-1002・1003、1005 - 1007・1009・1010・1013→キハ185-3102・3103・3105 - 3107・3109・3110・3113（原番号+2100）

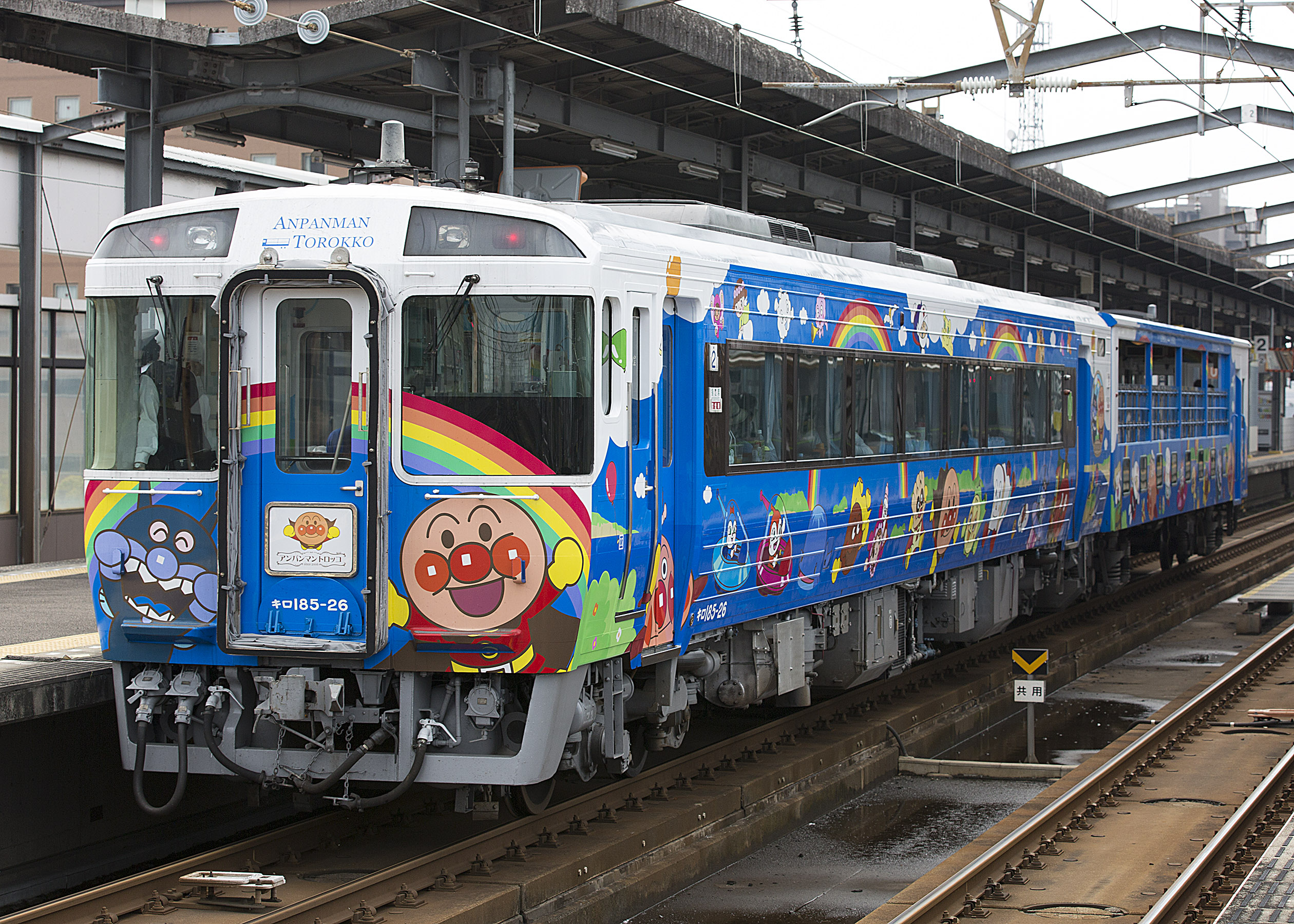
キロ185-26
（2015年5月4日 宇多津駅）

キロ185形0番台 (Msc)
キハ185形0番台のうち、「アンパンマントロッコ」の控車として使用されていた26が2015年（平成27年）のリニューアルに伴い格上げされた。車内はボックスシートに改装されている。
- キハ186-26→キロ185同番号（改番なし）

キロ185形1000番台 (Msc)
2017年（平成29年）4月運行開始の土讃線の観光列車「四国まんなか千年ものがたり」の1・3号車として0番台と3100番台から1両ずつが、2020年（令和2年）7月運行開始の土讃線の観光列車「志国土佐 時代の夜明けのものがたり」として0番台と1000番台から1両ずつが、2022年（令和2年）4月リニューアルの予讃線の観光列車「伊予灘ものがたり」の1・3号車として0番台と3100番台から1両ずつが、それぞれ改造された。「四国まんなか千年ものがたり」では両車とも運転台寄りのデッキを撤去、運転台寄りに窓側を向いた1人席6席、その後に2+1配列のボックス席を配置。1001は種車の和式トイレと洗面所を撤去し、洋式トイレ2カ所（このうち1カ所は女性専用）を設置。定員は1001が24名、1003が22名、1401が27名、1403が8名。
- キハ185-14・23・25・1015・3102・3113→キロ185-1001・1403・1867・1868・1003・1401

## 車歴表

### JR四国
| 車両形式    | 車両形式    | 車両番号     | 種車         | 製造   | 落成 （配置）       | 仕様                                           | 除籍 （配置）       | 備考                    |
| ----------- | ----------- | ------------ | ------------ | ------ | ------------------- | ---------------------------------------------- | ------------------- | ----------------------- |
| キハ185形   | 0番台       | キハ185-1    |              | 日車   | 1986/08/27 （高松） | JR四国色                                       | 1992/02/12 （高松） | JR九州へ譲渡            |
| キハ185形   | 0番台       | キハ185-2    |              | 日車   | 1986/08/27 （高松） | JR四国色                                       | 1992/02/12 （高松） | JR九州へ譲渡            |
| キハ185形   | 0番台       | キハ185-3    |              | 日車   | 1986/08/27 （高松） | JR四国色                                       | 1992/02/12 （高松） | JR九州へ譲渡            |
| キハ185形   | 0番台       | キハ185-4    |              | 日車   | 1986/09/03 （高松） | JR四国色                                       | 1992/02/12 （高松） | JR九州へ譲渡            |
| キハ185形   | 0番台       | キハ185-5    |              | 日車   | 1986/09/03 （高松） | JR四国色                                       | 1992/02/12 （高松） | JR九州へ譲渡            |
| キハ185形   | 0番台       | キハ185-6    |              | 日車   | 1986/09/10 (高松)   | JR四国色                                       | 1992/02/12 （高松） | JR九州へ譲渡            |
| キハ185形   | 0番台       | キハ185-7    |              | 新潟   | 1986/10/13 （高松） | JR四国色                                       | 1992/02/12 （高松） | JR九州へ譲渡            |
| キハ185形   | 0番台       | キハ185-8    |              | 新潟   | 1986/10/13 （高松） | JR四国色                                       | 1992/02/12 （高松） | JR九州へ譲渡            |
| キハ185形   | 0番台       | キハ185-9    |              | 新潟   | 1986/10/13 （高松） | I LOVE しまんと                                |                     | 改番 （キハ185-3009）   |
| キハ185形   | 0番台       | キハ185-9    | キハ185-3009 | 多度津 | 2006/07/18 (高松)   | 剣山・むろと                                   |                     |                         |
| キハ185形   | 0番台       | キハ185-10   |              | 新潟   | 1986/10/13 （高松） | JR四国色                                       | 1992/02/12 （高松） | JR九州へ譲渡            |
| キハ185形   | 0番台       | キハ185-11   |              | 新潟   | 1986/10/17 （高松） | アイランドエクスプレス四国Ⅱ                    |                     |                         |
| キハ185形   | 0番台       | キハ185-12   |              | 新潟   | 1986/10/17 （高松） | アイランドエクスプレス四国Ⅱ                    |                     |                         |
| キハ185形   | 0番台       | キハ185-13   |              | 富士   | 1986/10/16 （高松） | JR四国色                                       |                     | 改番 （キハ185-3013）   |
| キハ185形   | 0番台       | キハ185-13   | キハ185-3013 | 多度津 | 2006/07/18 （高松） | 剣山・むろと                                   |                     |                         |
| キハ185形   | 0番台       | キハ185-14   |              | 富士   | 1986/10/16 （高松） | JR四国色                                       |                     | 改番 （キロ185-1001）   |
| キハ185形   | 0番台       | キハ185-15   |              | 富士   | 1986/10/16 （高松） | JR四国色                                       | 1992/02/12 （高松） | JR九州へ譲渡            |
| キハ185形   | 0番台       | キハ185-16   |              | 富士   | 1986/10/23 （高松） | JR四国色                                       | 1992/02/12 （高松） | JR九州へ譲渡            |
| キハ185形   | 0番台       | キハ185-17   |              | 富士   | 1986/10/23 （高松） | 国鉄色                                         |                     |                         |
| キハ185形   | 0番台       | キハ185-18   |              | 富士   | 1986/10/23 （高松） | 国鉄色                                         |                     |                         |
| キハ185形   | 0番台       | キハ185-19   |              | 新潟   | 1988/04/08 （高松） | JR四国色                                       |                     |                         |
| キハ185形   | 0番台       | キハ185-20   |              | 新潟   | 1988/04/08 （高松） | 藍よしの川トロッコ                             |                     |                         |
| キハ185形   | 0番台       | キハ185-21   |              | 新潟   | 1988/04/08 （高松） | JR四国色                                       |                     |                         |
| キハ185形   | 0番台       | キハ185-22   |              | 富士   | 1988/12/23 （高松） | 剣山・むろと                                   |                     |                         |
| キハ185形   | 0番台       | キハ185-23   |              | 富士   | 1988/12/23 （高松） | 剣山・むろと                                   |                     | 改番 （キロ185-1403）   |
| キハ185形   | 0番台       | キハ185-24   |              | 富士   | 1988/12/23 （高松） | 剣山・むろと                                   |                     |                         |
| キハ185形   | 0番台       | キハ185-25   |              | 富士   | 1988/12/23 （高松） | 剣山・むろと                                   |                     | 改番 （キロ185-1868）   |
| キハ185形   | 0番台       | キハ185-26   |              | 富士   | 1988/12/23 （高松） | 疑似国鉄色                                     |                     | 改番 （キロ185-26）     |
| キハ185形   | 1000番台    | キハ185-1001 |              | 日車   | 1986/08/27 （高松） | JR四国色                                       | 1992/02/12 （高松） | JR九州へ譲渡            |
| キハ185形   | 1000番台    | キハ185-1002 |              | 日車   | 1986/08/27 （高松） | あい                                           |                     | 改番 （キハ185-3102）   |
| キハ185形   | 1000番台    | キハ185-1003 |              | 日車   | 1986/08/27 （高松） | JR四国色                                       |                     | 改番 （キハ185-3103）   |
| キハ185形   | 1000番台    | キハ185-1004 |              | 日車   | 1986/09/03 （高松） | JR四国色                                       | 1992/02/12 （高松） | JR九州へ譲渡            |
| キハ185形   | 1000番台    | キハ185-1005 |              | 日車   | 1986/09/03 （高松） | JR四国色                                       |                     | 改番 （キハ185-3105）   |
| キハ185形   | 1000番台    | キハ185-1006 |              | 日車   | 1986/09/10 （高松） | JR四国色                                       |                     | 改番 （キハ185-3106）   |
| キハ185形   | 1000番台    | キハ185-1007 |              | 新潟   | 1986/10/13 （高松） | JR四国色                                       |                     | 改番 （キハ185-3107）   |
| キハ185形   | 1000番台    | キハ185-1008 |              | 新潟   | 1986/10/17 （高松） | JR四国色                                       | 1992/02/12 （高松） | JR九州へ譲渡            |
| キハ185形   | 1000番台    | キハ185-1009 |              | 富士   | 1986/10/16 （高松） | 剣山・むろと                                   |                     | 改番 （キハ185-3109）   |
| キハ185形   | 1000番台    | キハ185-1010 |              | 富士   | 1986/10/16 （高松） | 剣山・むろと                                   |                     | 改番 （キハ185-3110）   |
| キハ185形   | 1000番台    | キハ185-1011 |              | 富士   | 1986/10/23 （高松） | JR四国色                                       | 1992/02/12 （高松） | JR九州へ譲渡            |
| キハ185形   | 1000番台    | キハ185-1012 |              | 富士   | 1986/10/23 （高松） | JR四国色                                       | 1992/02/12 （高松） | JR九州へ譲渡            |
| キハ185形   | 1000番台    | キハ185-1013 |              | 新潟   | 1988/04/08 （高松） | JR四国色                                       |                     | 改番 （キハ185-3113）   |
| キハ185形   | 1000番台    | キハ185-1014 |              | 新潟   | 1988/04/08 （高松） | JR四国色                                       |                     |                         |
| キハ185形   | 1000番台    | キハ185-1015 |              | 新潟   | 1988/04/08 （高松） | JR四国色                                       |                     | 改番 （キロ185-1867）   |
| キハ185形   | 1000番台    | キハ185-1016 |              | 新潟   | 1988/04/08 （高松） | JR四国色                                       |                     |                         |
| キハ185形   | 1000番台    | キハ185-1017 |              | 富士   | 1988/12/23 （高松） | 剣山・むろと                                   |                     |                         |
| キハ185形   | 1000番台    | キハ185-1018 |              | 富士   | 1988/12/23 （高松） | 剣山・むろと                                   |                     |                         |
| キハ185形   | 3000番台    | キハ185-3009 | キハ185-9    | 多度津 | 2000/06/26 （松山） | 普通列車用                                     |                     | 原番復帰 （キハ185-9）  |
| キハ185形   | 3000番台    | キハ185-3013 | キハ185-13   | 多度津 | 2000/06/26 （松山） | 普通列車用                                     |                     | 原番復帰 （キハ185-13） |
| キハ185形   | 3100番台    | キハ185-3102 | キハ185-1002 | 多度津 | 1999/07/01 （松山） | 普通列車用                                     |                     | 改番 （キロ185-1003）   |
| キハ185形   | 3100番台    | キハ185-3103 | キハ185-1003 | 多度津 | 1999/07/01 （松山） | 普通列車用                                     |                     |                         |
| キハ185形   | 3100番台    | キハ185-3105 | キハ185-1005 | 多度津 | 1999/07/01 （松山） | 普通列車用                                     |                     |                         |
| キハ185形   | 3100番台    | キハ185-3106 | キハ185-1006 | 多度津 | 1999/07/01 （松山） | 普通列車用                                     |                     |                         |
| キハ185形   | 3100番台    | キハ185-3107 | キハ185-1007 | 多度津 | 1999/07/01 （松山） | 普通列車用                                     |                     |                         |
| キハ185形   | 3100番台    | キハ185-3109 | キハ185-1008 | 多度津 | 1999/07/01 （松山） | 普通列車用                                     |                     |                         |
| キハ185形   | 3100番台    | キハ185-3110 | キハ185-1009 | 多度津 | 1999/07/01 （松山） | 普通列車用                                     |                     |                         |
| キハ185形   | 3100番台    | キハ185-3113 | キハ185-1013 | 多度津 | 1999/07/01 （松山） | 普通列車用                                     |                     | 改番 （キロ185-1401）   |
| キロハ186形 | キロハ186形 | キロハ186-1  |              | 日車   | 1986/08/27 （高松） | JR四国色                                       | 2013/03/31 （高松） |                         |
| キロハ186形 | キロハ186形 | キロハ186-2  |              | 日車   | 1986/08/27 （高松） | ゆうゆうアンパンマンカー                       |                     |                         |
| キロハ186形 | キロハ186形 | キロハ186-3  |              | 日車   | 1986/08/27 （高松） | JR四国色                                       | 1992/02/12 （高松） | JR九州へ譲渡            |
| キロハ186形 | キロハ186形 | キロハ186-4  |              | 新潟   | 1986/10/17 （高松） | JR四国色                                       |                     | 改番 （キロ186-4）      |
| キロハ186形 | キロハ186形 | キロハ186-5  |              | 新潟   | 1986/10/17 （高松） | JR四国色                                       | 1992/02/12 （高松） | JR九州へ譲渡            |
| キロハ186形 | キロハ186形 | キロハ186-6  |              | 富士   | 1986/10/16 （高松） | JR四国色                                       | 1992/02/12 （高松） | JR九州へ譲渡            |
| キロハ186形 | キロハ186形 | キロハ186-7  |              | 富士   | 1986/10/23 （高松） | JR四国色                                       | 1992/02/12 （高松） | JR九州へ譲渡            |
| キロハ186形 | キロハ186形 | キロハ186-8  |              | 富士   | 1986/10/23 （高松） | JR四国色                                       |                     | 改番 （キロ186-8）      |
| キロ185形   | キロ185形   | キロ185-26   | キハ185-26   | 多度津 | 2015/03/06 （高松） | 瀬戸大橋アンパンマントロッコ                   |                     |                         |
| キロ185形   | キロ185形   | キロ185-1001 | キハ185-14   | 多度津 | 2017/01/16 （高松） | 四国まんなか千年ものがたり （春萌）            |                     |                         |
| キロ185形   | キロ185形   | キロ185-1003 | キハ185-3102 | 多度津 | 2017/01/16 （高松） | 四国まんなか千年ものがたり （秋彩）            |                     |                         |
| キロ185形   | キロ185形   | キロ185-1401 | キハ185-3113 | 多度津 | 2022/02/21 （松山） | 伊予灘ものがたり （茜）                        |                     |                         |
| キロ185形   | キロ185形   | キロ185-1403 | キハ185-23   | 多度津 | 2022/02/21 （松山） | 伊予灘ものがたり （陽華）                      |                     |                         |
| キロ185形   | キロ185形   | キロ185-1867 | キハ185-1015 | 多度津 | 2020/02/25 （高知)  | 志国土佐 時代の夜明けのものがたり （KUROFUNE） |                     |                         |
| キロ185形   | キロ185形   | キロ187-1868 | キハ185-25   | 多度津 | 2020/02/25 （高知)  | 志国土佐 時代の夜明けのものがたり （SORAFUNE） |                     |                         |
| キロ186形   | キロ186形   | キロ186-4    | キロハ186-4  | 多度津 | 1999/08/25 （高松） | アイランドエクスプレス四国Ⅱ                    |                     | 改番 （キロ186-1002）   |
| キロ186形   | キロ186形   | キロ186-8    | キロハ186-8  | 多度津 | 1999/08/25 （高松） | アイランドエクスプレス四国Ⅱ                    |                     | 改番 （キロ186-1402）   |
| キロ186形   | キロ186形   | キロ186-1002 | キロ186-4    | 多度津 | 2017/01/16 （高松） | 四国まんなか千年ものがたり （夏清・冬清）      |                     |                         |
| キロ186形   | キロ186形   | キロ186-1402 | キロ186-8    | 多度津 | 2022/02/21 （松山） | 伊予灘ものがたり （黄金）                      |                     |                         |

### JR九州
| 車両形式  | 車両形式  | 車両番号     | 種車        | 改造   | 落成 （配置）       | 転属 （配置）                           | 仕様               | 除籍 （配置） | 備考 |
| --------- | --------- | ------------ | ----------- | ------ | ------------------- | --------------------------------------- | ------------------ | ------------- | ---- |
| キハ185形 | 0番台     | キハ185-1    |             | 小倉   | 1992/02/29 （直方） | 1994/03/01 （大分）                     | 九州横断特急・ゆふ |               |      |
| キハ185形 | 0番台     | キハ185-2    |             | 小倉   | 1992/03/21 （直方） | 1994/03/01 （大分）                     | 九州横断特急・ゆふ |               |      |
| キハ185形 | 0番台     | キハ185-3    |             | 小倉   | 1992/05/15 （直方） | 1994/03/01 （大分）                     | 九州横断特急・ゆふ |               |      |
| キハ185形 | 0番台     | キハ185-4    |             | 小倉   | 1992/04/20 （直方） | 1994/03/01 （大分） 2013/03/16 （熊本） | A列車で行こう      |               |      |
| キハ185形 | 0番台     | キハ185-5    |             | 小倉   | 1992/03/21 （直方） | 1994/03/01 （大分）                     | 九州横断特急・ゆふ |               |      |
| キハ185形 | 0番台     | キハ185-6    |             | 小倉   | 1992/05/15 （直方） | 1994/03/01 （大分）                     | 九州横断特急・ゆふ |               |      |
| キハ185形 | 0番台     | キハ185-7    |             | 鹿児島 | 1992/06/10 （熊本） | 1999/03/11 （大分）                     | 九州横断特急・ゆふ |               |      |
| キハ185形 | 0番台     | キハ185-8    |             | 鹿児島 | 1992/05/09 （熊本） | 1999/03/10 （大分）                     | 九州横断特急・ゆふ |               |      |
| キハ185形 | 0番台     | キハ185-10   |             | 鹿児島 | 1992/06/10 （熊本） | 1999/03/13 （大分）                     | 九州横断特急・ゆふ |               |      |
| キハ185形 | 0番台     | キハ185-15   |             | 鹿児島 | 1992/06/06 （熊本） | 1999/03/13 （大分）                     | 九州横断特急・ゆふ |               |      |
| キハ185形 | 0番台     | キハ185-16   |             | 鹿児島 | 1992/05/09 （熊本） | 1999/03/13 （大分）                     | 九州横断特急・ゆふ |               |      |
| キハ185形 | 1000番台  | キハ185-1001 |             | 小倉   | 1992/05/15 （直方） | 1994/03/01 （大分）                     | 九州横断特急・ゆふ |               |      |
| キハ185形 | 1000番台  | キハ185-1004 |             | 小倉   | 1992/04/20 （直方） | 1994/03/01 （大分）                     | 九州横断特急・ゆふ |               |      |
| キハ185形 | 1000番台  | キハ185-1008 |             | 小倉   | 1992/04/20 （直方） | 1994/03/01 （大分）                     | 九州横断特急・ゆふ |               |      |
| キハ185形 | 1000番台  | キハ185-1011 |             | 小倉   | 1992/02/29 （直方） | 1994/03/01 （大分）                     | 九州横断特急・ゆふ |               |      |
| キハ185形 | 1000番台  | キハ185-1012 |             | 鹿児島 | 1992/06/06 （熊本） | 1999/03/13 （大分） 2013/03/16 （熊本） | A列車で行こう      |               |      |
| キハ186形 | キハ186形 | キハ186-3    | キロハ186-3 | 小倉   | 1992/02/29 （直方） | 1994/03/01 （大分）                     | 九州横断特急・ゆふ |               |      |
| キハ186形 | キハ186形 | キハ186-5    | キロハ186-5 | 小倉   | 1992/02/29 （直方） | 1994/03/01 （大分）                     | 九州横断特急・ゆふ |               |      |
| キハ186形 | キハ186形 | キハ186-6    | キロハ186-6 | 小倉   | 1992/06/30 （熊本） | 1999/03/13 （大分）                     | 九州横断特急・ゆふ |               |      |
| キハ186形 | キハ186形 | キハ186-7    | キロハ186-7 | 小倉   | 1992/06/30 （熊本） | 1999/03/13 （大分）                     | 九州横断特急・ゆふ |               |      |

## JR化後

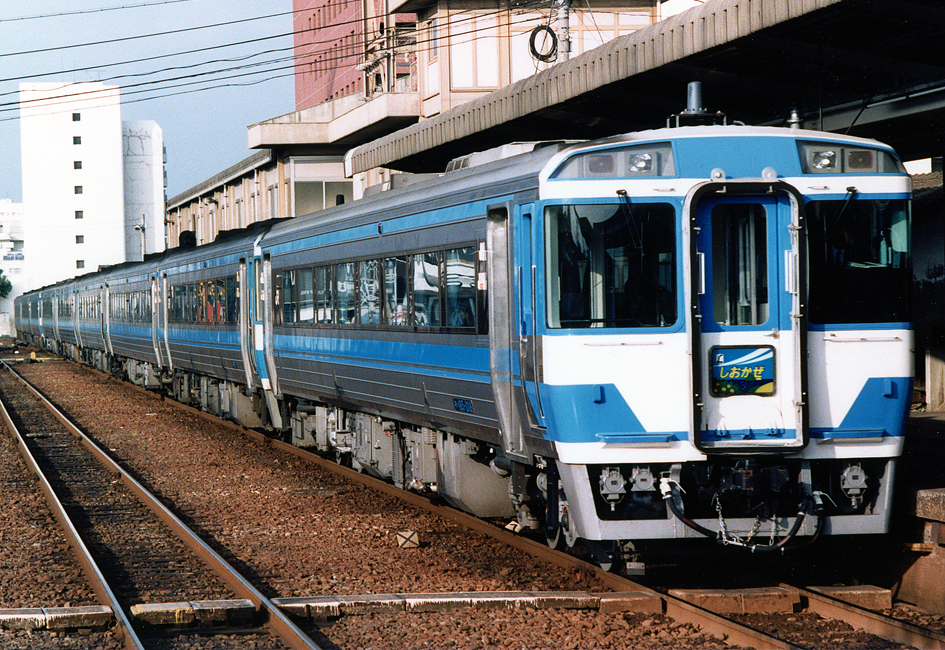
9両編成の「しおかぜ」
（1989年 松山駅）

国鉄末期からJR移行後初期にかけて四国特急のフラッグシップ的存在となった。瀬戸大橋線開通後に騒音問題対策としてキハ181系より車重が軽い本系列が瀬戸大橋線を経由する運用に変更されたが、騒音自体は両系列ともほとんど変わらなかったため後に双方とも減速運転することになった。その後JR四国は1990年代以降、島内で急速に整備の進んだ高速道路への対抗策として、より高速運転が可能な振り子式気動車である2000系の開発と増備を進めた。
JR移行後に製造された14両（キハ185-19 - 26・1013 - 1018）は緑16号使用部をJR四国のコーポレートカラーである水色としている。国鉄時代に製造された車両も、1988年（昭和63年）4月の瀬戸大橋線開業までに、この新塗装に変更された。その後も、用途に応じた塗装変更や改造が進み、2021年（令和3年）現在、JR四国色で残る車両はキハ185-19・21・1014・1016の4両のみに減少している。

### JR四国における2000系投入後の運用
2000系投入後、キハ185系の普通車は座席モケットを交換し背もたれを取っ手付きにして形状を変更し、キロハ186形の普通室は折りたたみテーブルを撤去し座席を交換した。また1998年（平成10年）と2003年（平成15年）には予土線、土讃線・瀬戸大橋線（本四備讃線）のトロッコ列車（キクハ32形）の控車としてキハ185-20・26が緑帯の「疑似国鉄色」となった。本来の国鉄色は運転窓周りがダークグリーンであり、現在の「疑似国鉄色」とは若干異なる。

#### 特急「剣山」「むろと」向け塗装変更
1996年（平成8年）には徳島線特急「剣山」、牟岐線特急「むろと」の運転開始にあわせてキハ185形9両（22 - 26・1009・1010・1017・1018）に塗装変更が実施された。この塗装は水色に、吉野川をイメージした藍色の帯が入ったもので、運転台周りを側面と同じぶどう色に塗装された。側面には同時期登場の6000系電車と同様の、四国をモチーフとした「SERIES 185 JR四国」のエンブレムが追加された。

#### 普通列車仕様への改造
1998年（平成10年）より特急「うずしお」にN2000系気動車が投入され高速運転を開始、本形式はさらに運用数を減らした一方で老朽化したキハ58系は普通列車として使用されていた。そこで2000年（平成12年）よりキハ58系を置き換えるため、ジャンパ栓を増設して在来の一般形気動車と併結可能にした普通列車仕様に改造され松山運転所に配置された。
外観は「剣山」「むろと」仕様と似ているが、6000系電車に準じた水色と赤色のツートンカラーとなった。前面行先表示器を設置したほか、車内設備は特急列車運用への充当をしない前提で収納式テーブルや灰皿の撤去、座席カバーのビニール化、リクライニング機構（バネ式）の固定など、普通列車向けの簡略化・省力化改造がなされた。

#### 特急仕様への再改造
前記したように3000番台が2両、3100番台が8両改造されたが、このうちの3000番台として使用されていた2両が2006年（平成18年）6月からの「むろと」の増発に伴い、原仕様（塗装は剣山・むろと仕様）に戻されたうえで高松運転所に転出し、座席も8000系電車のリニューアルで捻出されたものに取り替えられた。このため、他車と異なり、センターアームレストと跳ね上げ式フットレストが装備されている。

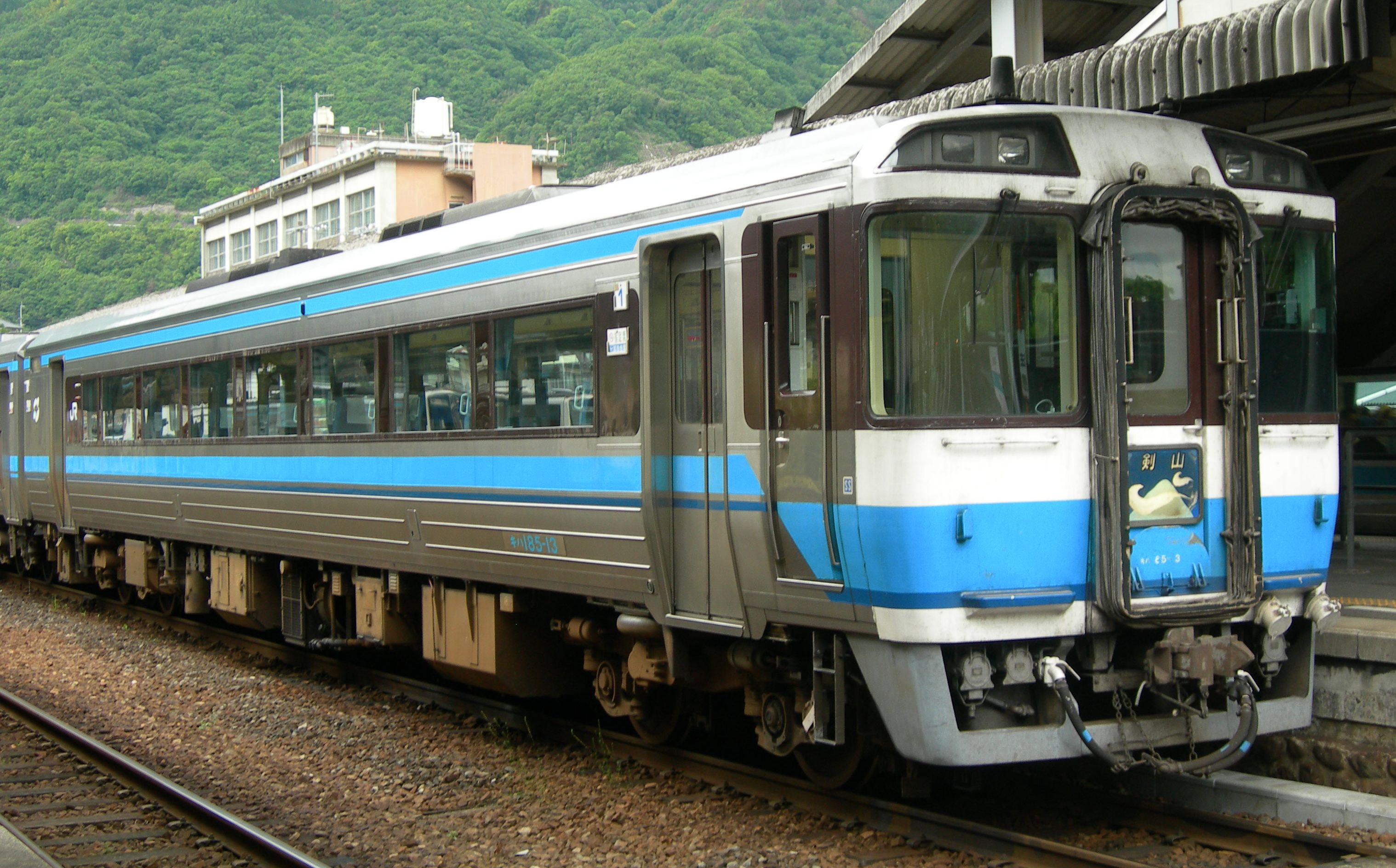
キハ185系剣山色「剣山」 （2010年5月26日 阿波池田駅）
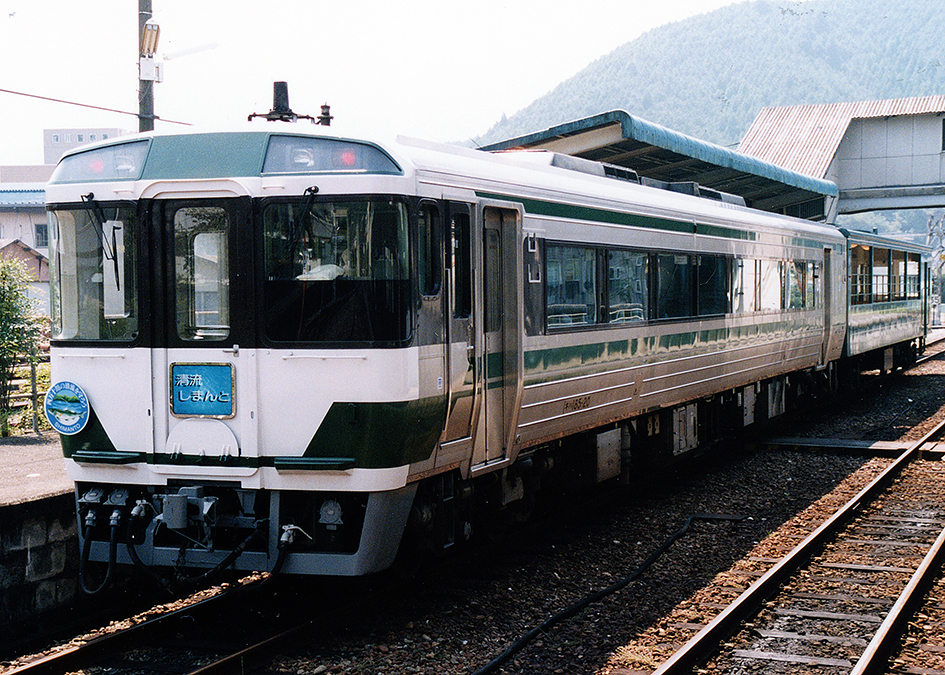
「清流しまんと」51号 キハ185-20＋キクハ32 501 （1997年 窪川駅）
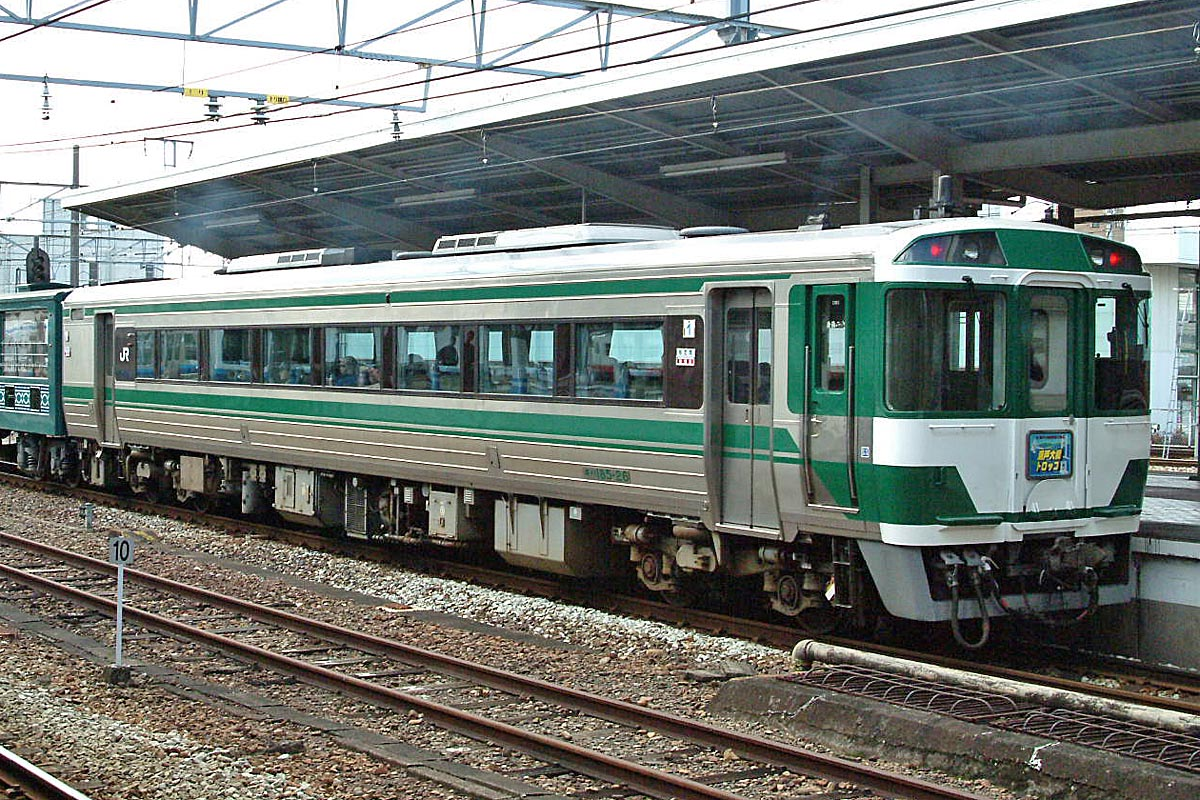
「トロッコ列車」キハ185-26 （2003年11月23日 岡山駅）
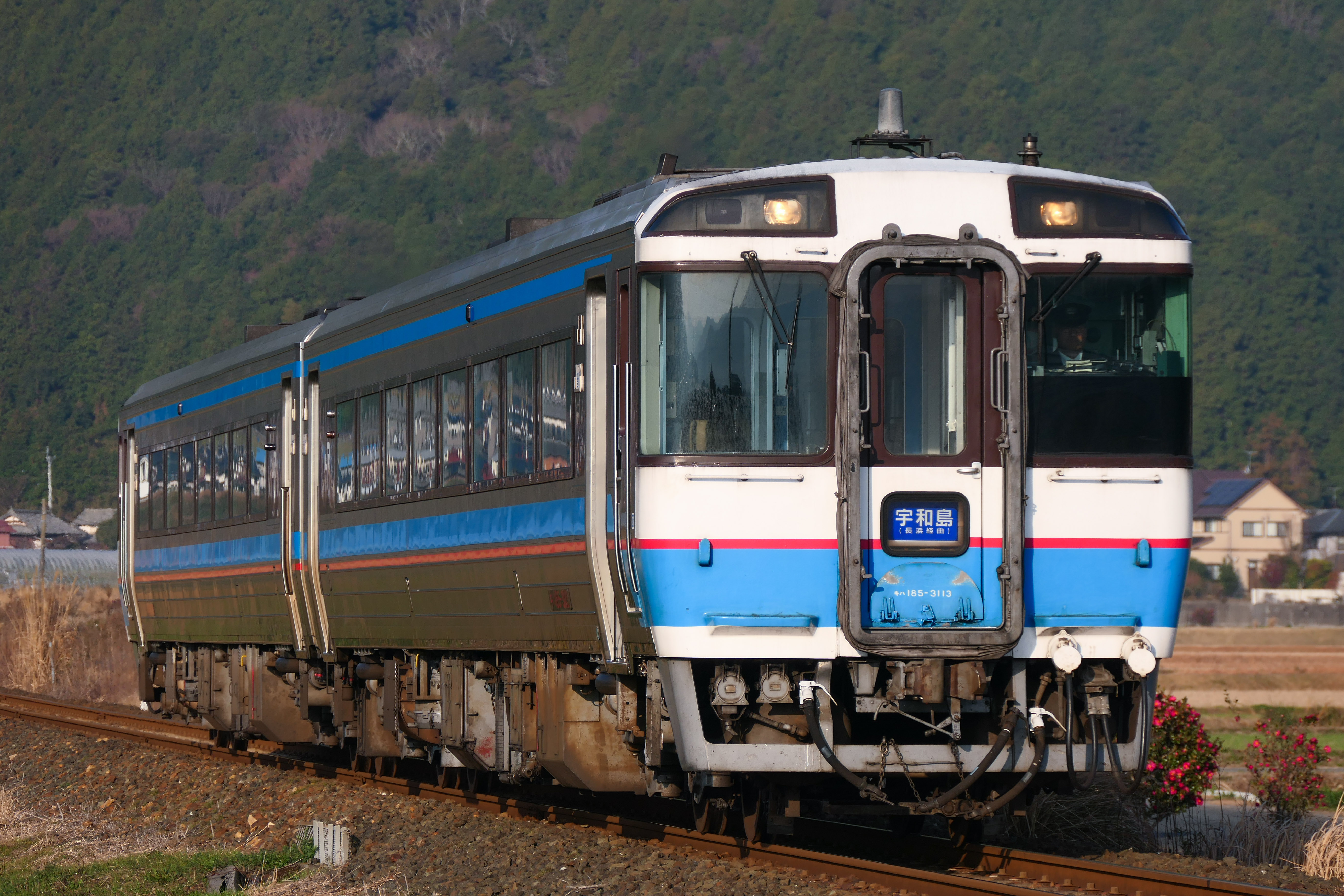
3100番台普通列車仕様車 （2019年12月31日 双岩駅 - 伊予石城駅）
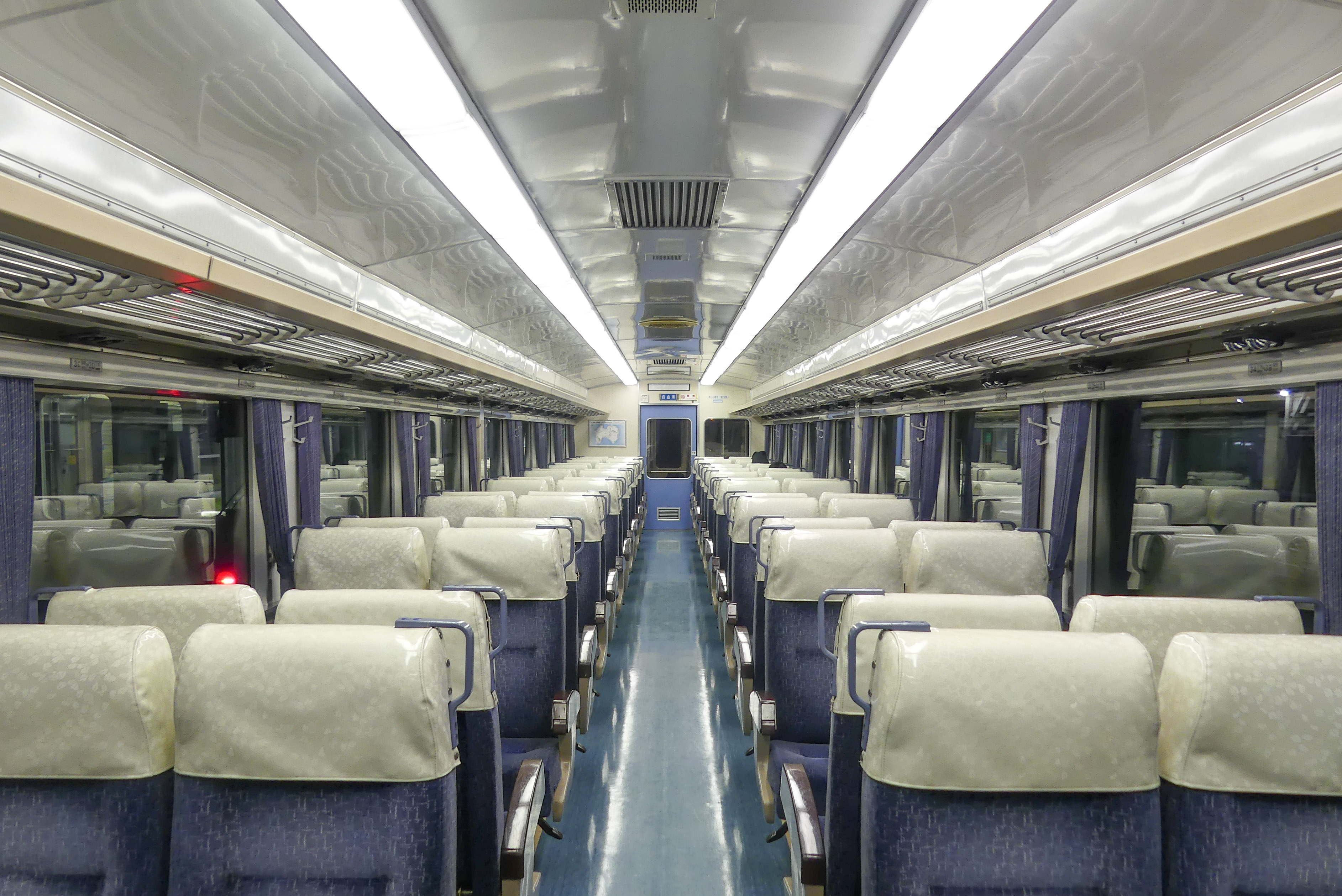
3100番台普通列車仕様車内 （2019年1月4日 八幡浜駅）
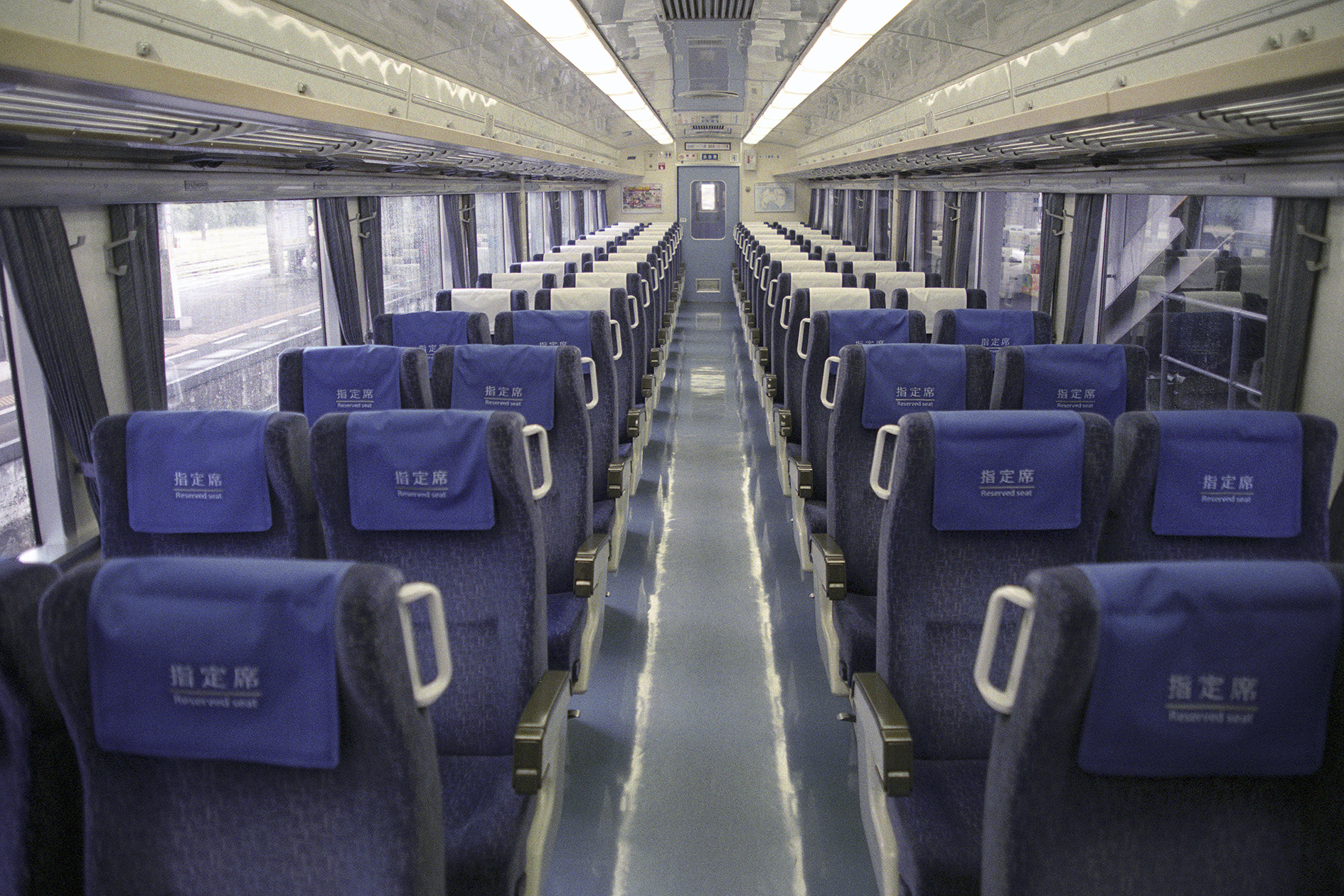
特急仕様への再改造をした キハ185-9 車内 （2016年）

#### 観光列車への改造
JR四国としては「伊予灘ものがたり」に続く第2弾の観光列車として、2017年（平成29年）4月1日より土讃線多度津駅 - 大歩危駅駅間で、観光列車「四国まんなか千年ものがたり」を運転を開始した。車両は大歩危側（多度津寄り）からキロ185-1001（キハ185-14）+キロ186-1002（キロ186-4）+キロ185-1003（キハ185-3102）であり、すべての車両がグリーン車の3両編成で、特急列車かつ全席グリーン車指定席である。キロ185-1001は1号車「春萌（はるあかり）の章」とし車体を緑、キロ186-1002は2号車「夏清（なつすがし）の章」とし車体を側面の2-4位側を青、側面の1 - 3位側を白、キロ185-1003は「秋彩（あきみのり）の章」とし車体を赤と黄のカラーリングとしている。車内は「伊予灘ものがたり」同様全席大型テーブルを備え付けた食堂車に類似する設計とされ、各車天井を古民家の囲炉裏上部にある火棚をモチーフとした格子状の天井デザインとし、1・3号車に6名分の1人席・6名分の2人席・12名分の4人ボックス席と、2号車は7 mのベンチソファのロングシートとダイニングカウンターが配置されており、各車前位側（キロ185-1003は多度津側）の客室扉を撤去してガラス張りとし、車内のここにあったデッキは客室化されている。また、1号車には洋式トイレ2ヵ所（その内の1つは女性専用）と2号車に多目的トイレを設置している。
さらに第3弾の観光列車として、2020年（令和2年）7月4日より土讃線高知駅 - 窪川駅駅間で、観光列車「志国土佐 時代の夜明けのものがたり」を運転を開始した。車両は高知側（多度津寄り）からキロ185-1868（キハ185-25）+キロ185-1867（キハ185-1015）で、すべての車両がグリーン車の2両編成で、特急列車かつ全席グリーン車指定席である。利用するには高知駅から土佐久礼駅または窪川駅までの乗車券のほか、特急券・指定席グリーン券が必要となる。1号車（キロ185-1867）の愛称は「KUROFUNE（クロフネ）」、2号車（キロ185-1868）の愛称は「SORAFUNE（ソラフネ）」である。デザインのコンセプトは「文明開化ロマンティシズム」で、ヘッドマークは「船の舵」、坂本家の家紋を模した「組あい角」、時代を刻む「時計」をモチーフとした太陽を表わすデザインとなっている。車内インテリアのデザインは、「KUROFUNE」は大海を行く蒸気船をモチーフに19世紀末芸術をイメージしたデザイン、「SORAFUNE」は未来への夢をコンセプトにしたレトロSF小説で描かれる空想 科学上の宇宙船をイメージしたデザインとなっている。1号車は土佐弁で宴会を意味する言葉「おきゃく」をイメージした対面座席となっており、3名から4名で利用できるBOX席と、1名で利用でき誰とでも交流することのできる「高知家の団らんシート」がある。
また、「伊予灘ものがたり」も2021年（令和3年）12月のキハ47形改造車の退役に伴い、2022年（令和4年）4月2日から本系列の改造車（3両編成）に置き換えた。

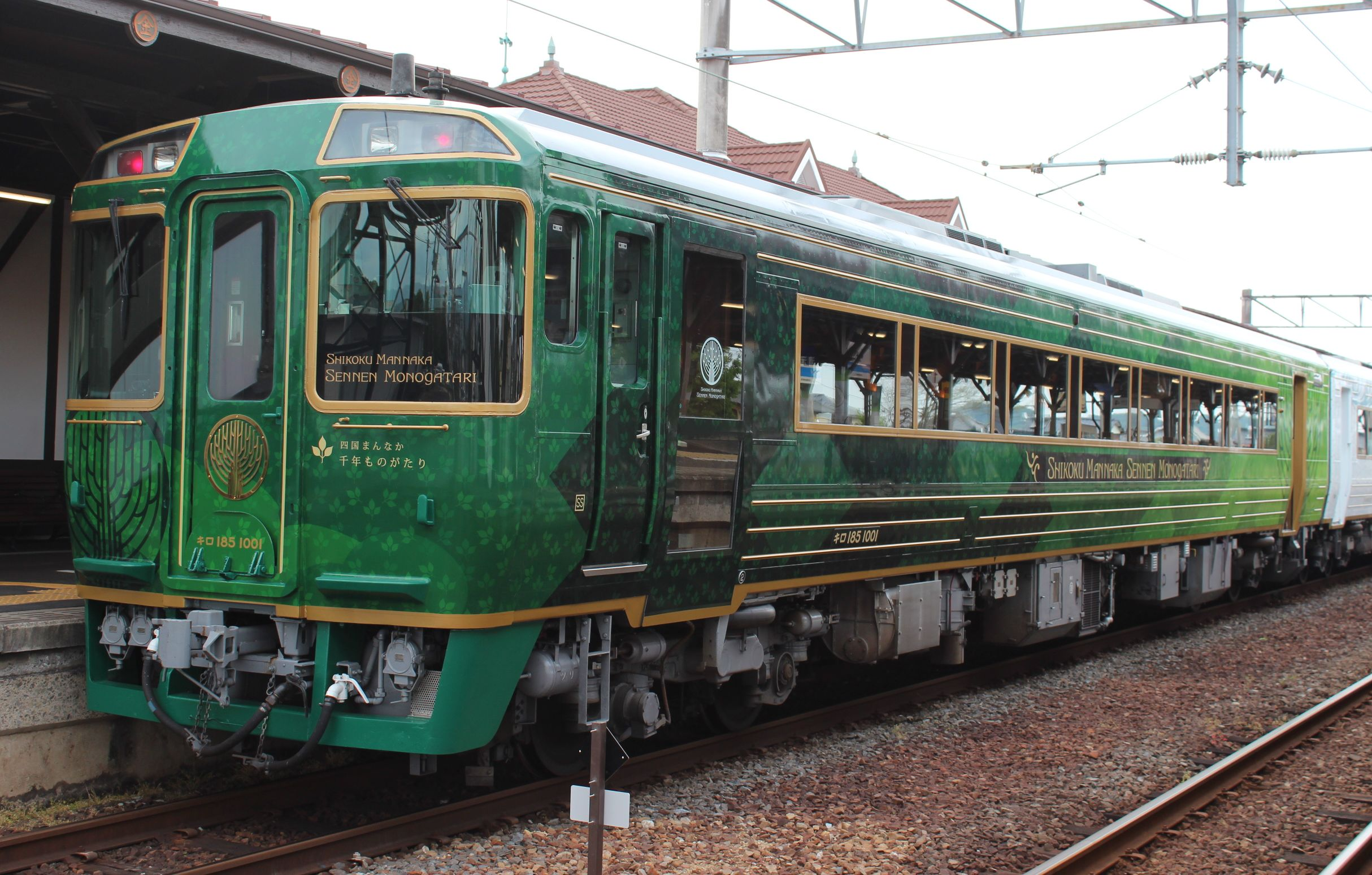
「四国まんなか千年ものがたり」 （1号車 キロ185-1001） （2017年5月3日 琴平駅）
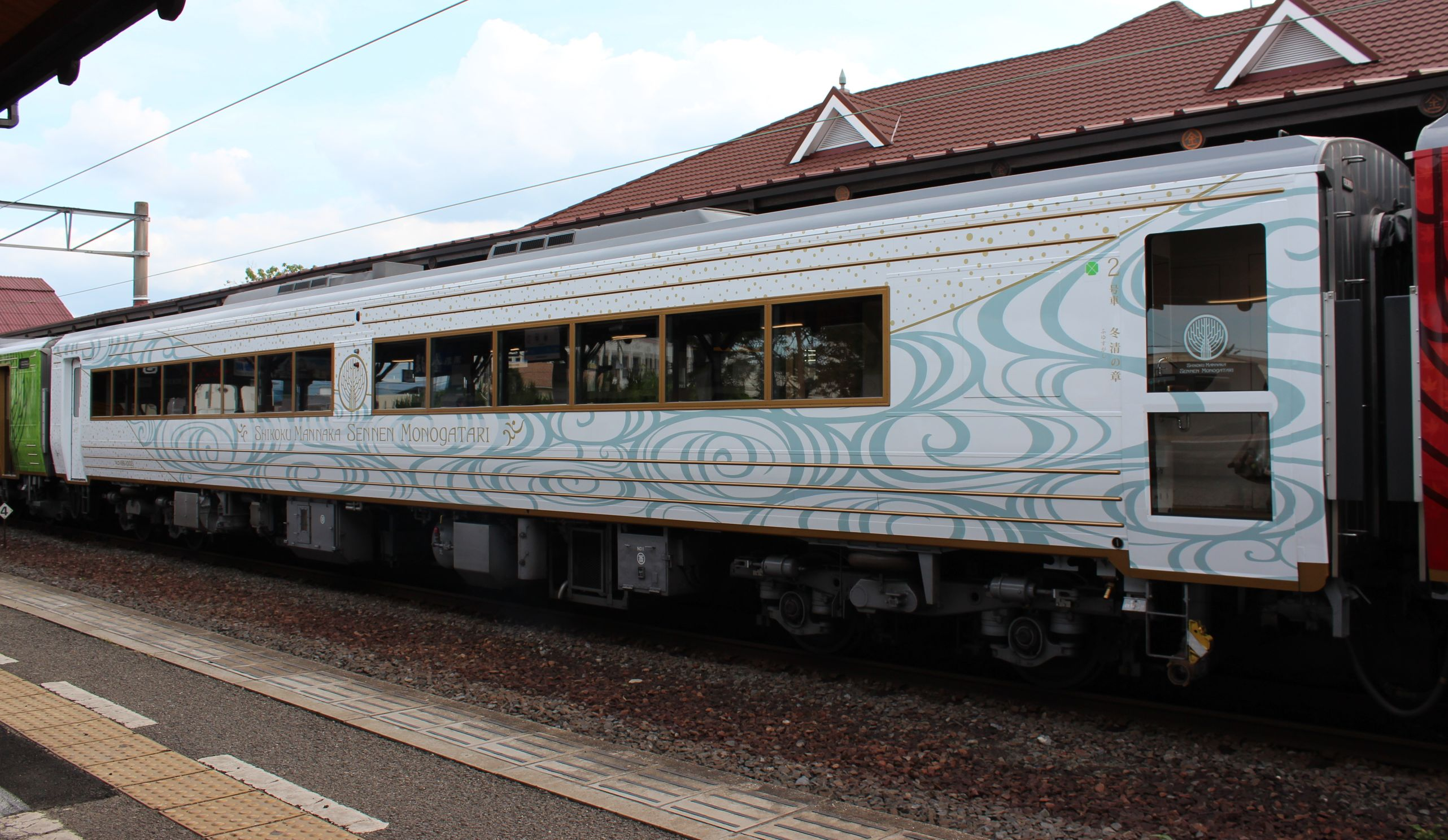
「四国まんなか千年ものがたり」 （2号車 キロ186-1002） （2017年5月3日 琴平駅）
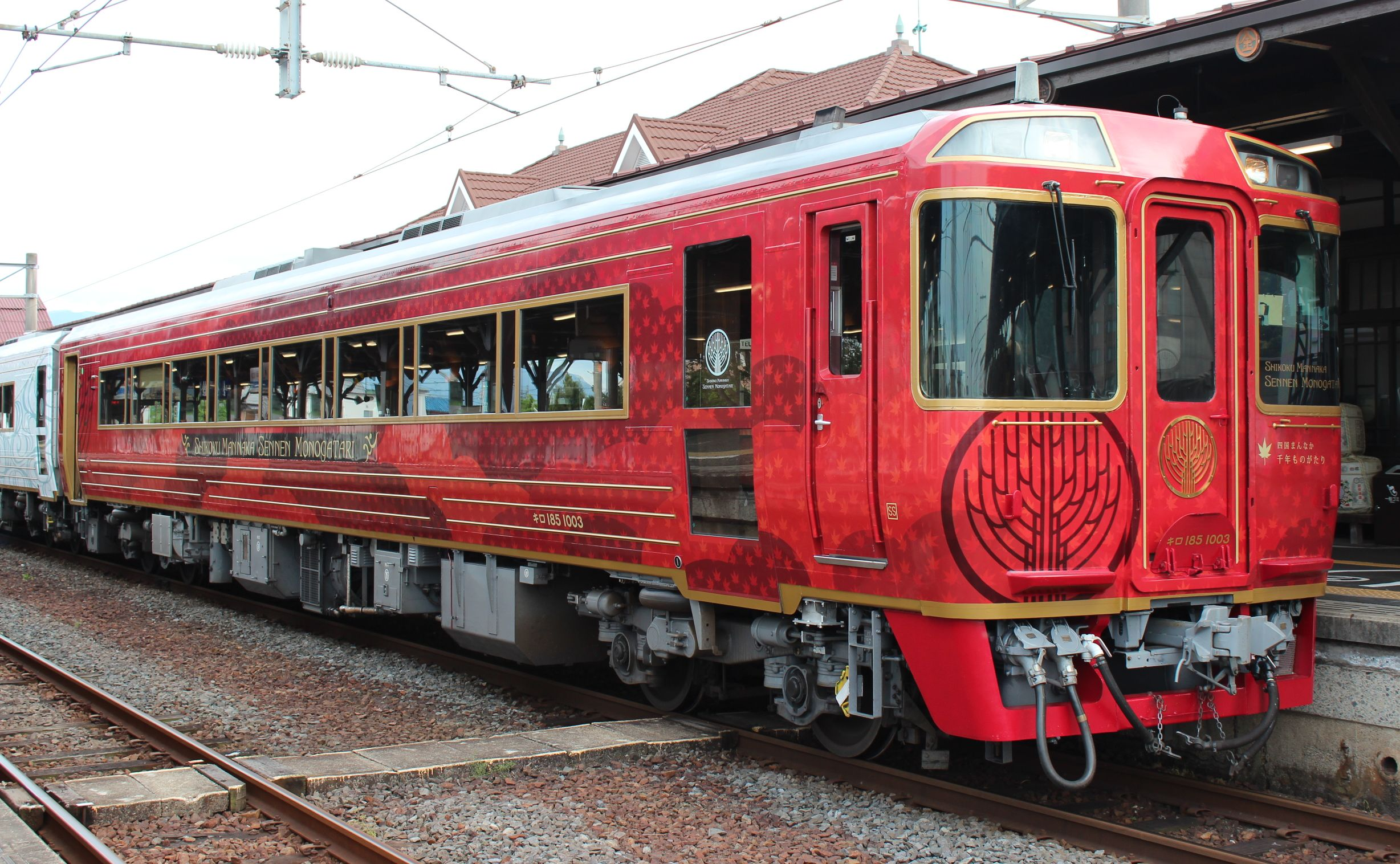
「四国まんなか千年ものがたり」 （3号車 キロ185-1003） （2017年5月3日 琴平駅）
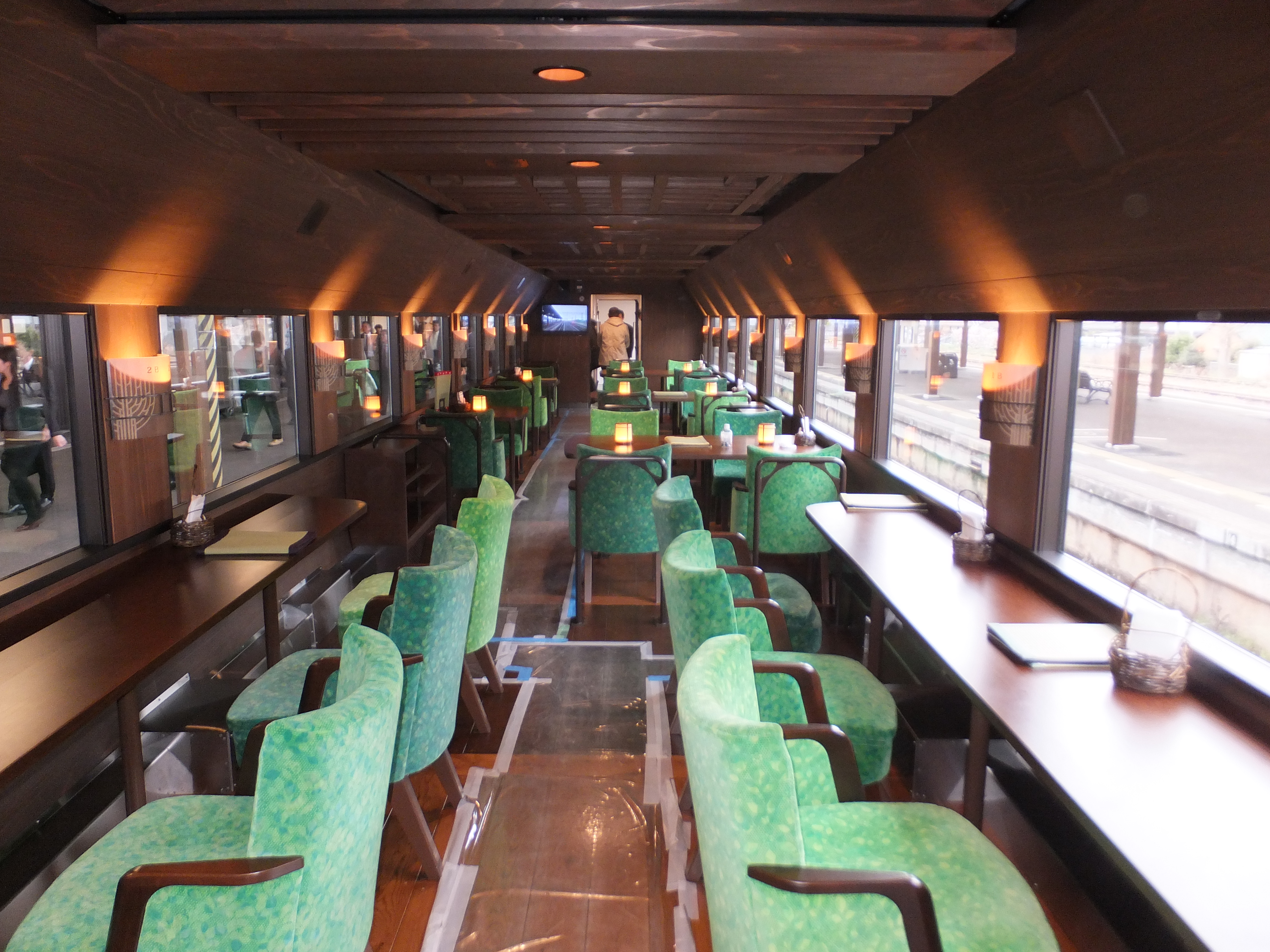
「四国まんなか千年ものがたり」 1号車車内 （2017年3月23日 琴平駅）
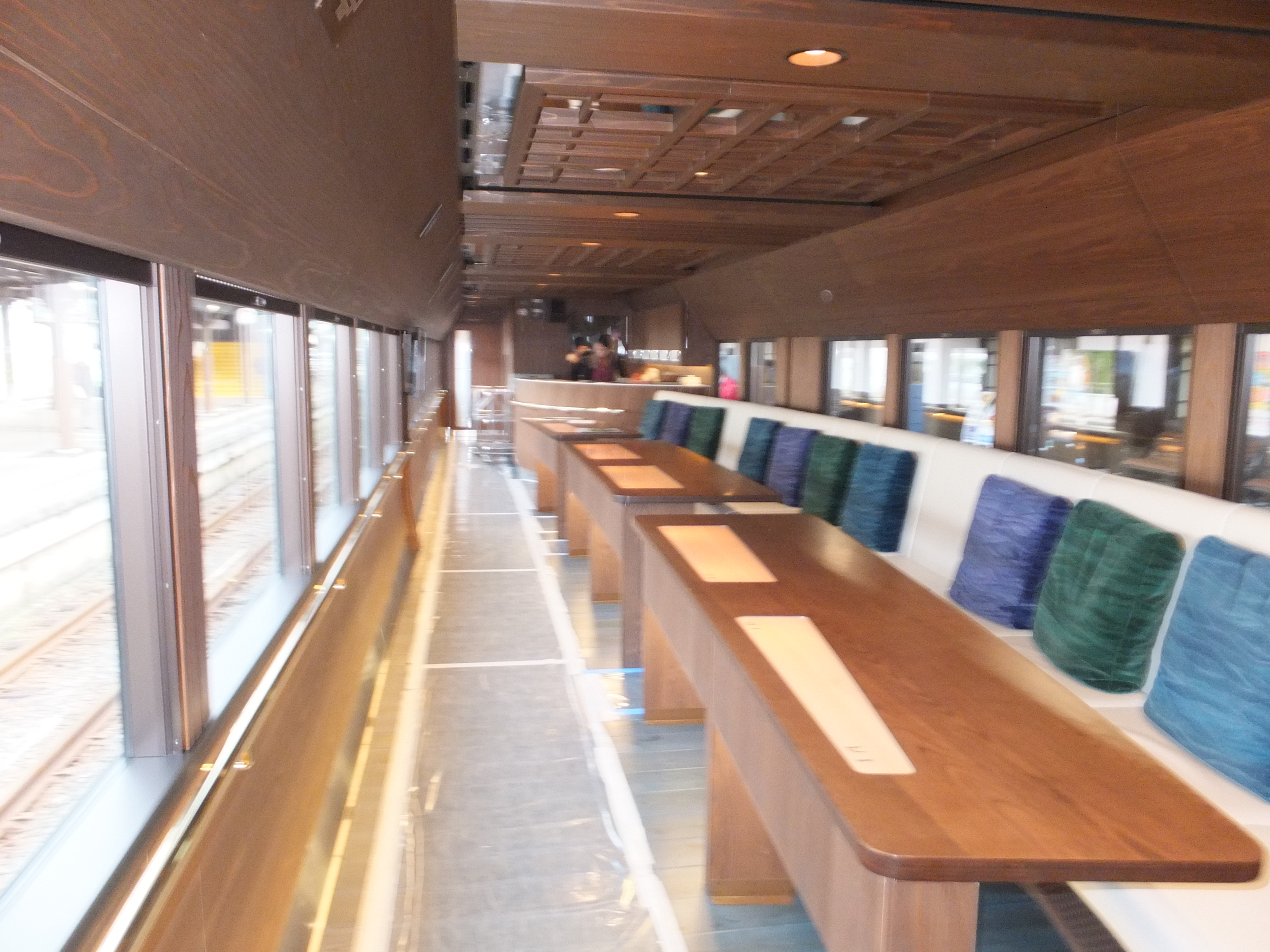
「四国まんなか千年ものがたり」 2号車車内 （2017年3月23日 琴平駅）
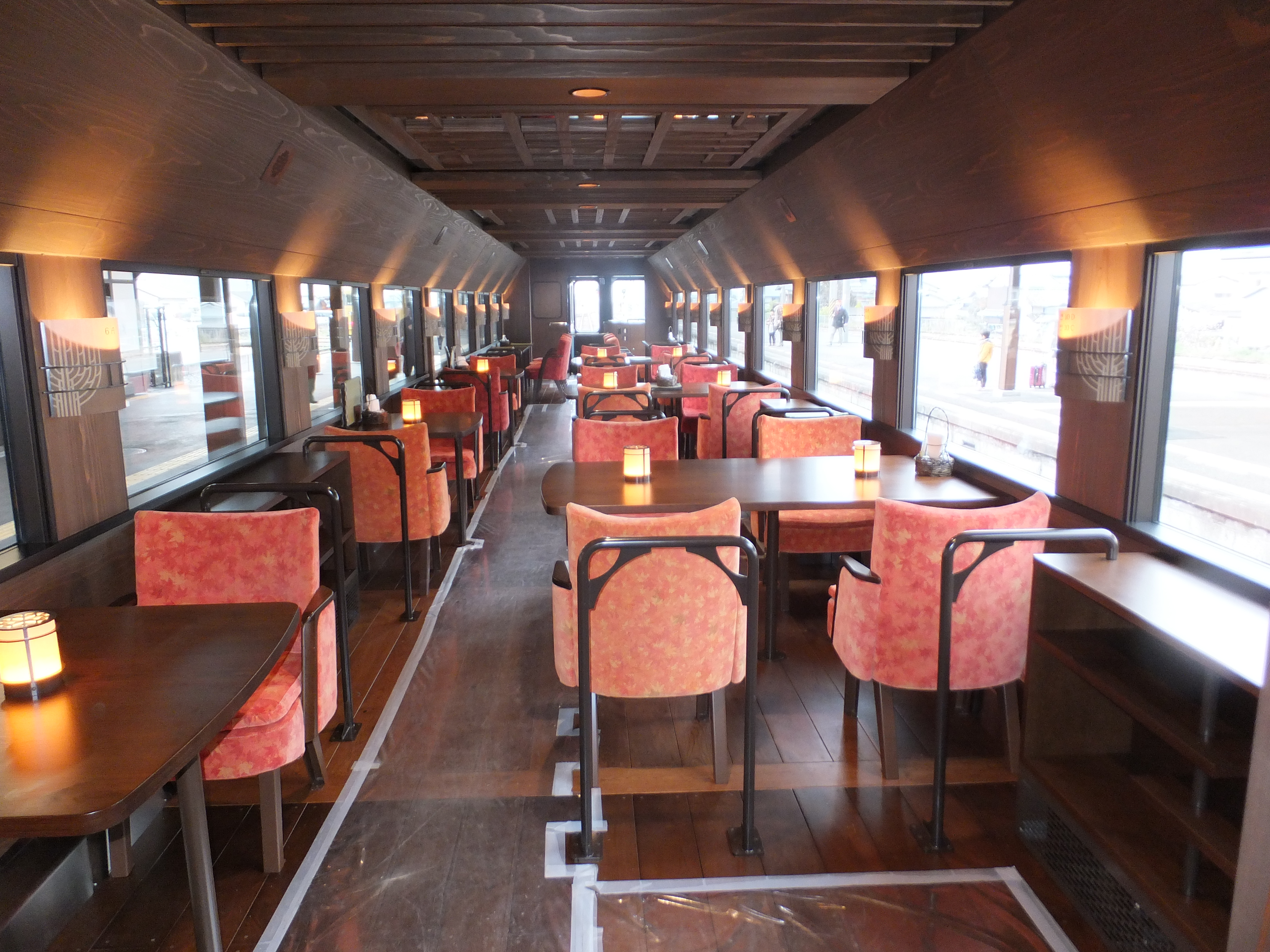
「四国まんなか千年ものがたり」 3号車車内 （2017年3月23日 琴平駅）
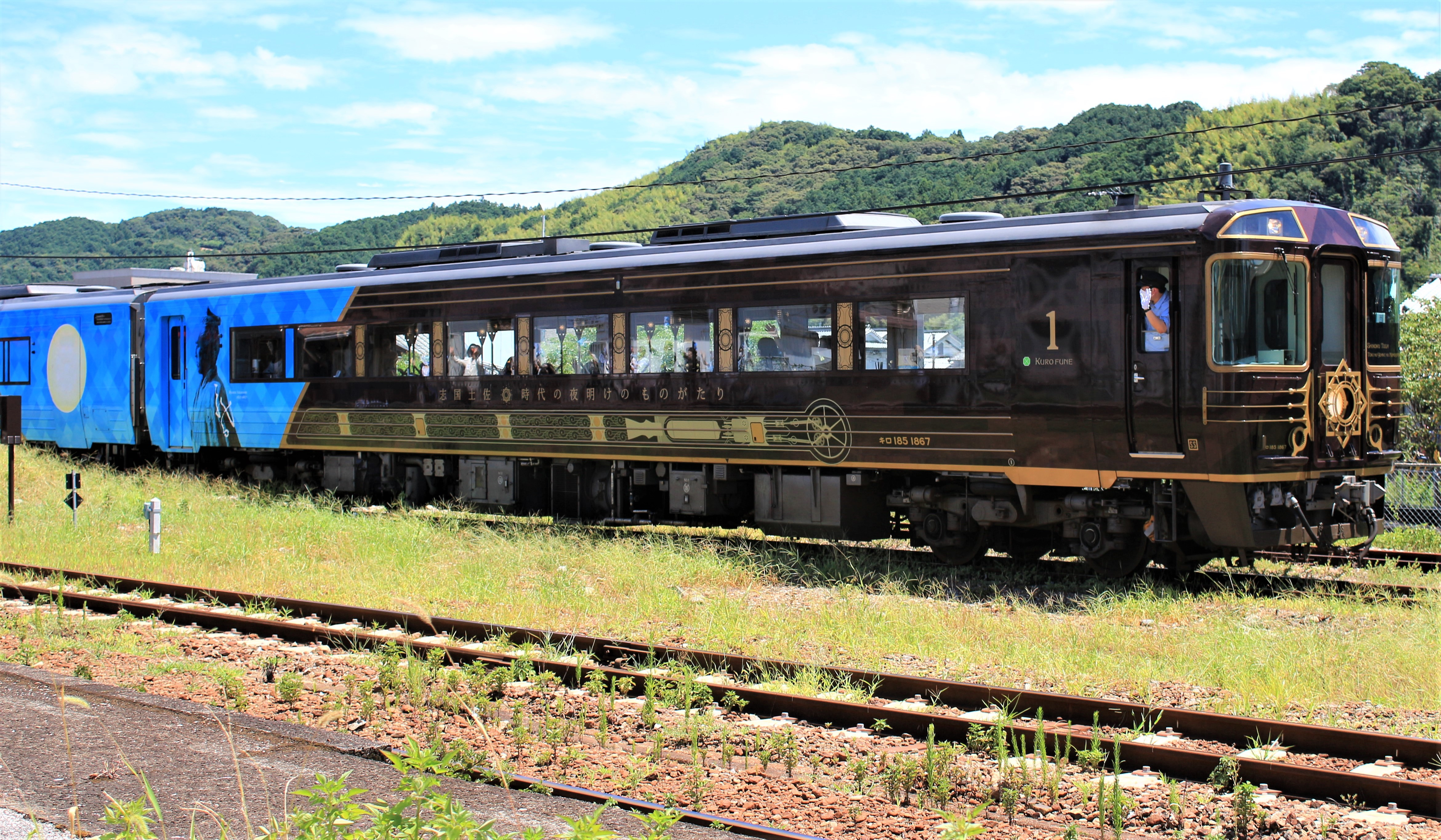
「志国土佐 時代の夜明けのものがたり」 （キロ185-1867） （2021年8月7日 伊野駅）
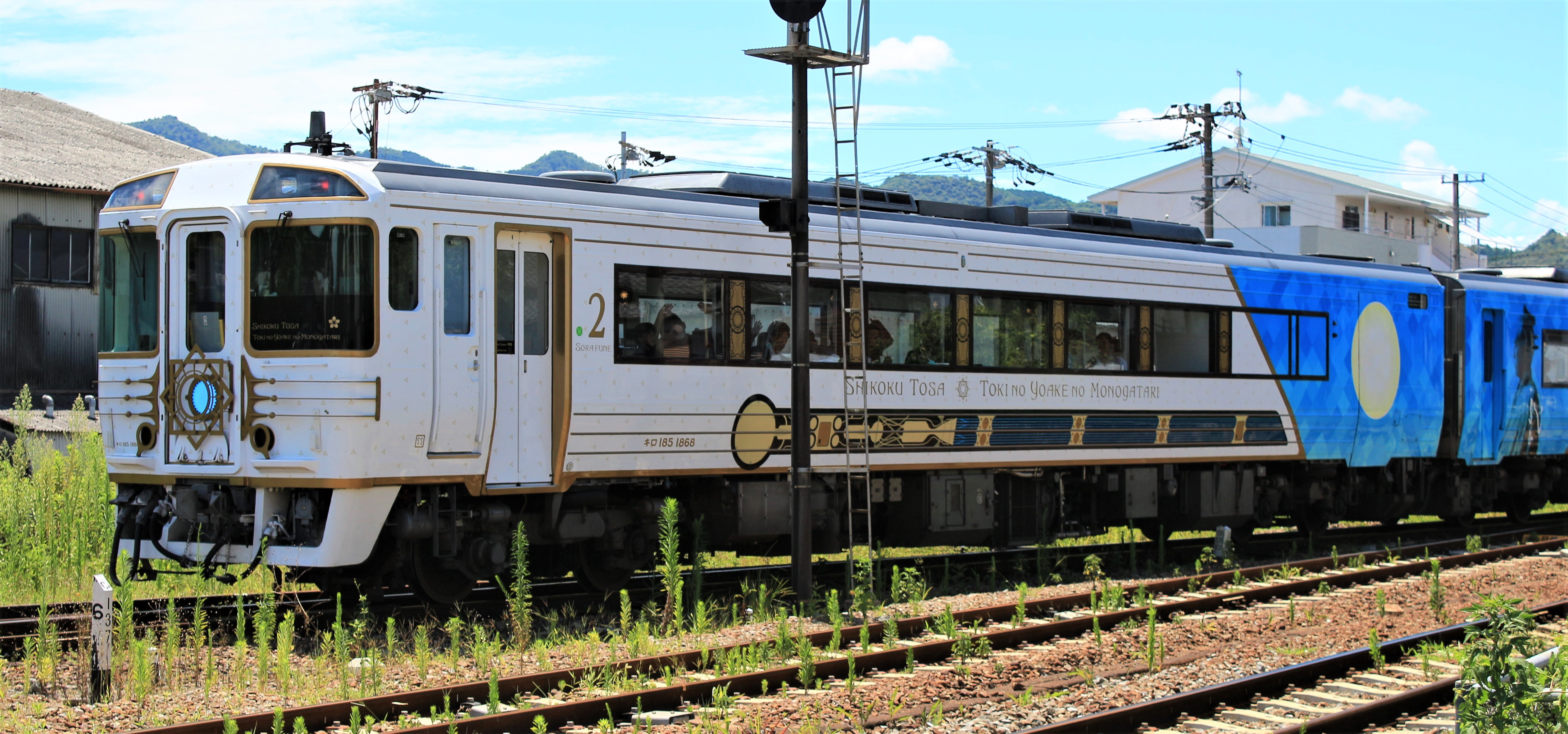
「志国土佐 時代の夜明けのものがたり」 （キロ185-1868） （2021年8月7日 伊野駅）
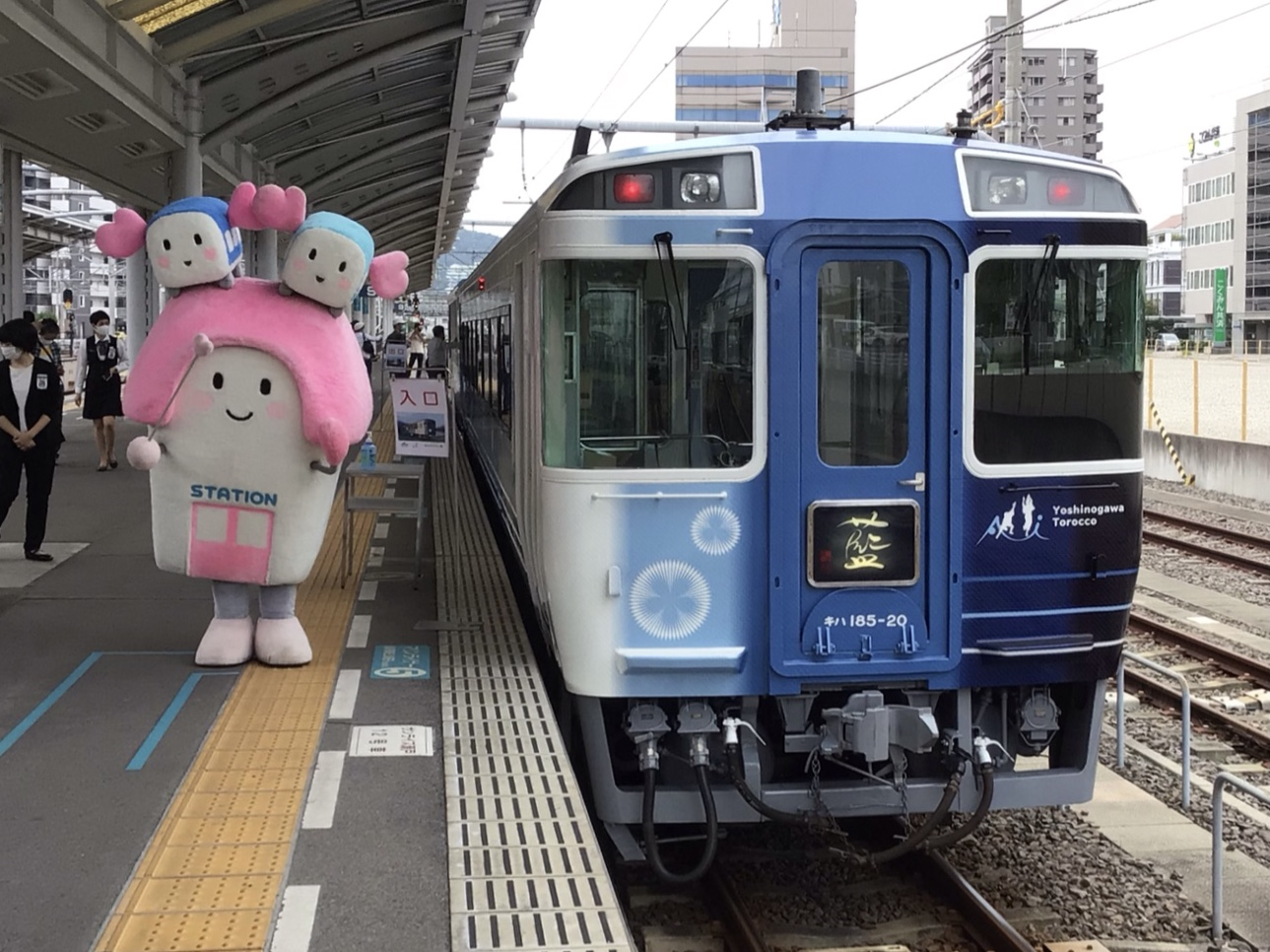
「藍よしのがわトロッコ」 1号車前面 （2020年10月3日 高松駅）
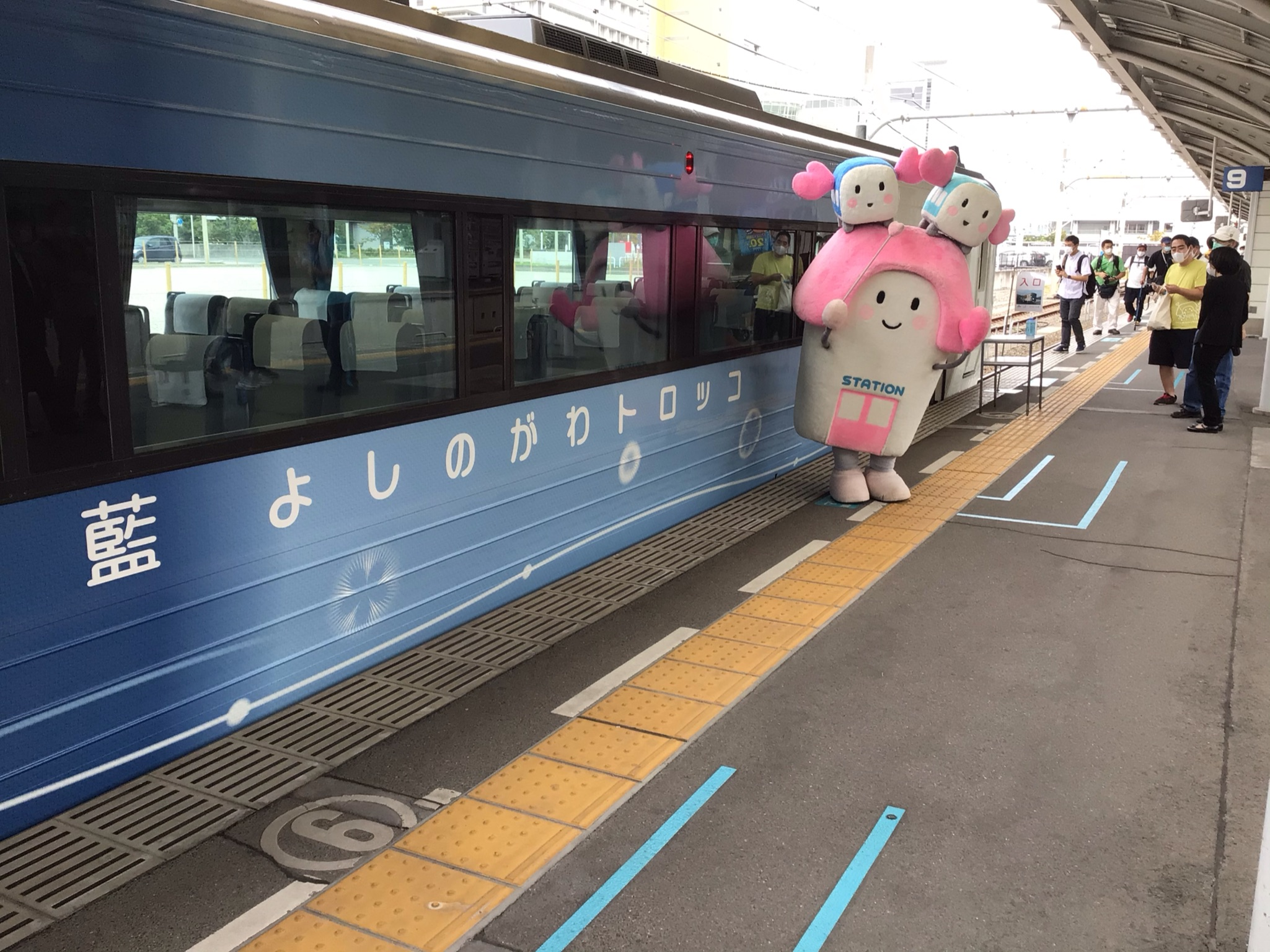
「藍よしのがわトロッコ」 1号車側面 （2020年10月3日 高松駅）

### JR九州のキハ185系
JR四国では2000系の登場以降、性能面で見劣りする本形式は次第に第一線から退いていった。本形式は余剰気味となり、一方でJR九州は急行「由布」・「火の山」の車両置き換えを検討していた。ここで双方の思惑が一致し、1992年（平成4年）にJR九州へ20両が売却された。その後同年7月のダイヤ改正より、特急「ゆふ」・「あそ」での運用が開始された。

#### JR九州への売却車両
JR九州に売却された車両は以下のとおりである。いずれもJR四国の車籍抹消は1992年（平成4年）2月12日付、JR九州の再登録は営業運転開始と同日の同年7月15日付である。
- キハ185-1 - 8・10・15・16・1001・1004・1008・1011・1012
- キロハ186-3・5 - 7（譲受後全車キハ186形に改造）

#### JR九州での改造工事
JR九州へ売却された車両は「ゆふ」・「あそ」用に赤と銀を用いた塗色へと変更され、キハ185形の一部（2・4・6・8・10・16）は電話室と車販準備室を設置した。車内は787系とあわせたグレーを基調とした内装に変更。洋式トイレが新たに設置されたほか、シートモケットも787系にあわせた黒色ベースのものとなり車内の雰囲気は大きく変化している。また先述のように譲受したキロハ186形は豊肥本線や久大本線の勾配対策でエンジンを1基追加して2基搭載し、グリーン席を廃止したキハ186形に改造された。
さらに2004年（平成16年）には「あそ」の廃止と「九州横断特急」・「くまがわ」の運転開始により該当車両ではワンマン運転対応工事が施工されるとともに、客室内装は木材を多用した明るい雰囲気へと再リニューアル、あわせてフォグランプ設置、外板塗装の変更といった改装が施された。加えて2008年（平成20年）からは、順次エンジンを低公害のDMF11HZ系エンジン（コマツ製 SA6D125HE-1）に換装され、液体変速機もあわせて高出力・高トルク対応の新型変速機（日立ニコトランスミッション社製 TACN-22-1612C、変速1段・直結2段）のものに換装されている。なお、機関の最高出力は355 psだが、車体強度やブレーキ性能の関係上、更新前機関と同じ250 psにデチューンした上で運用されているが、新型機関の高トルクにより加減速性能は大幅に向上している。
また、ATS改造工事を受けて、ATS-S 形からATS-SK 形に更新。その後、ATS-DK形への更新を受けている。2018年（平成30年）からは、「九州横断特急」の塗装をベースにした「AROUND THE KYUSHU」仕様の車両が登場。「ゆふ」・「九州横断特急」にそれぞれ投入された。

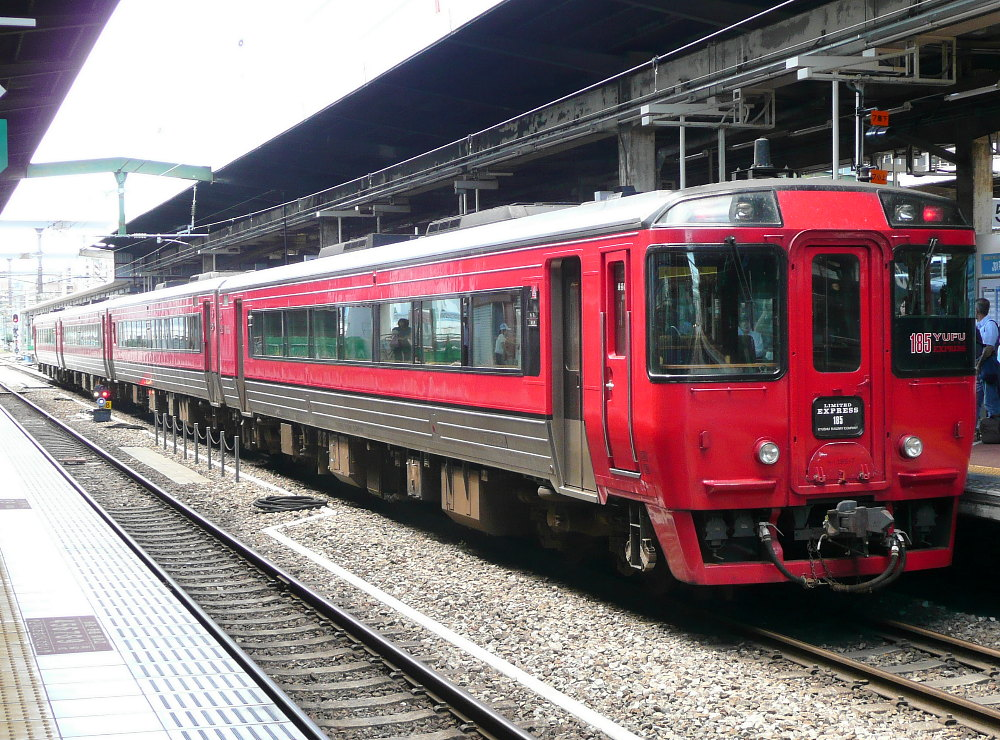
「ゆふ」塗色車（現在） （2007年 博多駅）
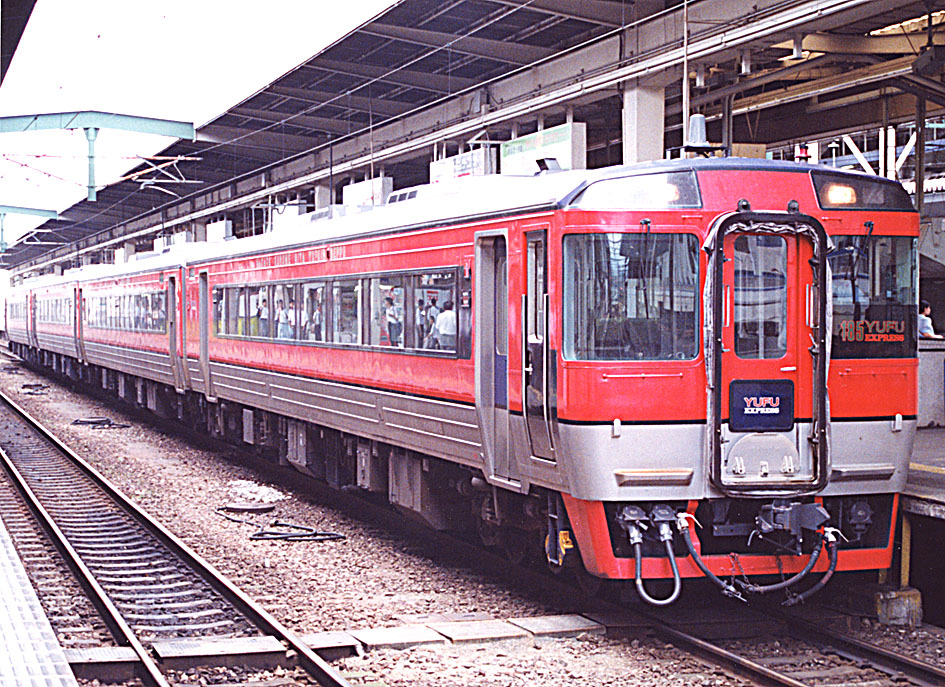
「ゆふ」塗色車（初代） （1993年 博多駅）
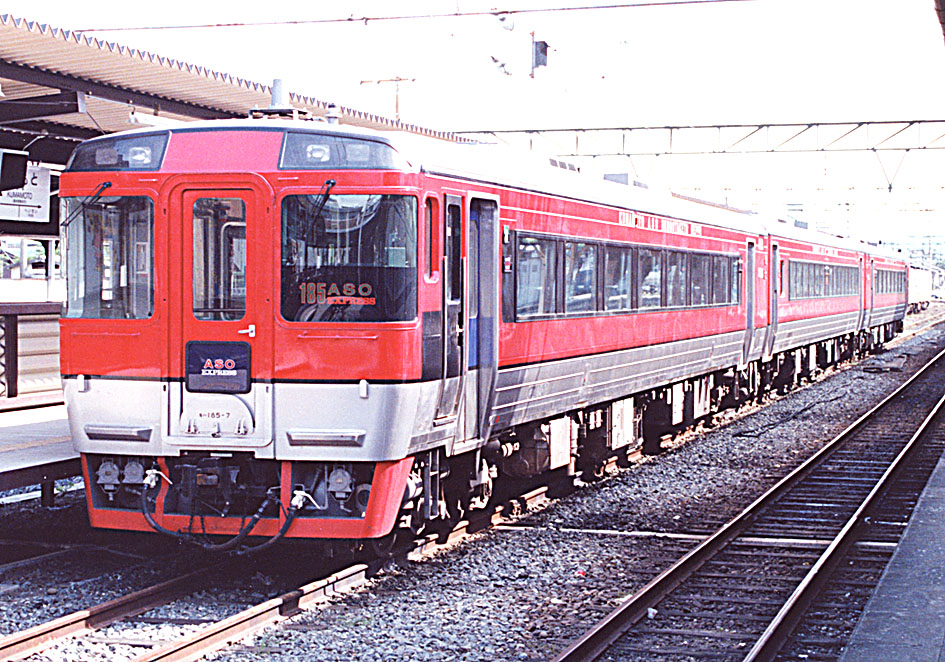
「あそ」塗色車（初代） （1993年 熊本駅）
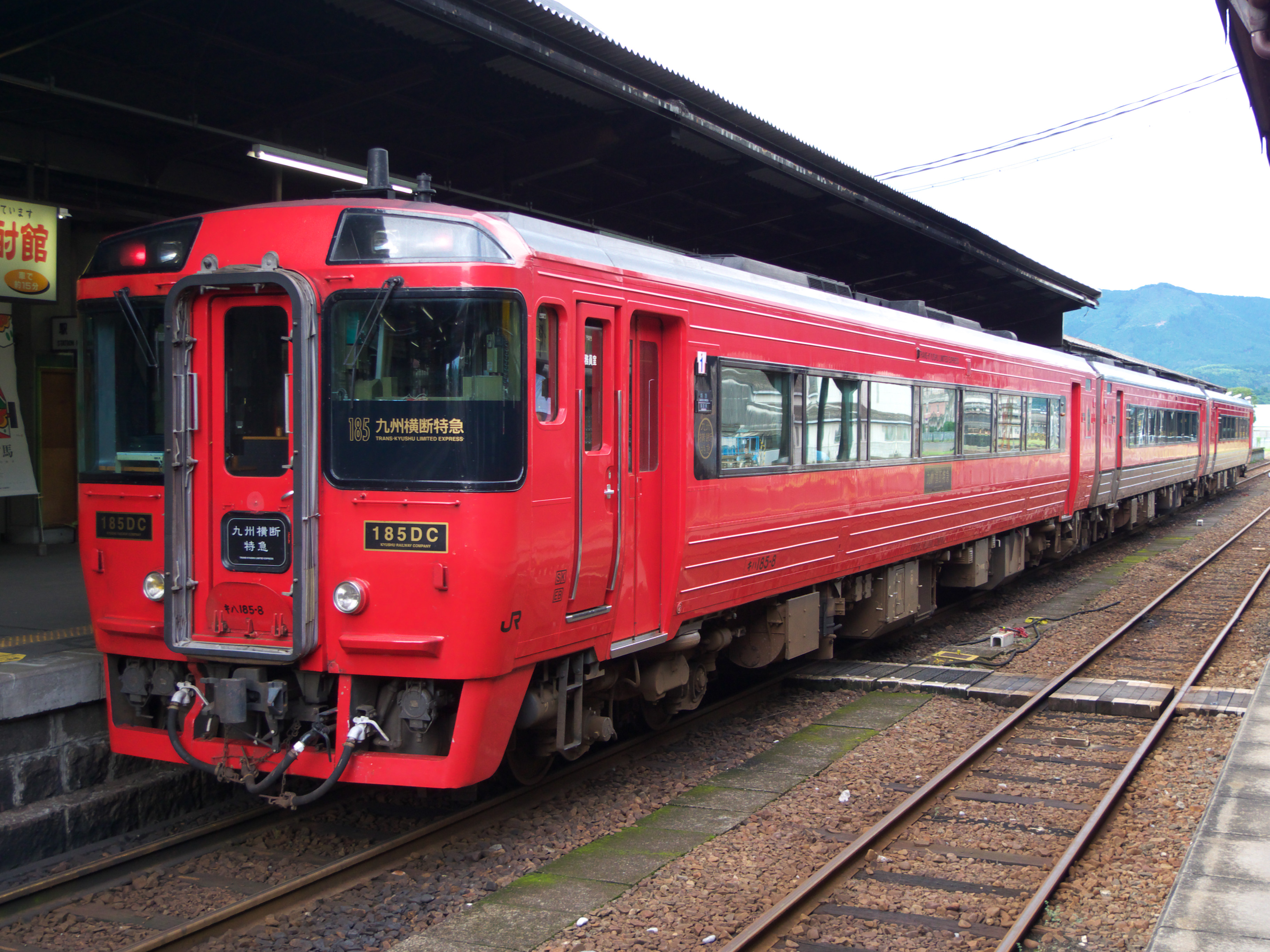
「九州横断特急」塗色車 （2010年 人吉駅）
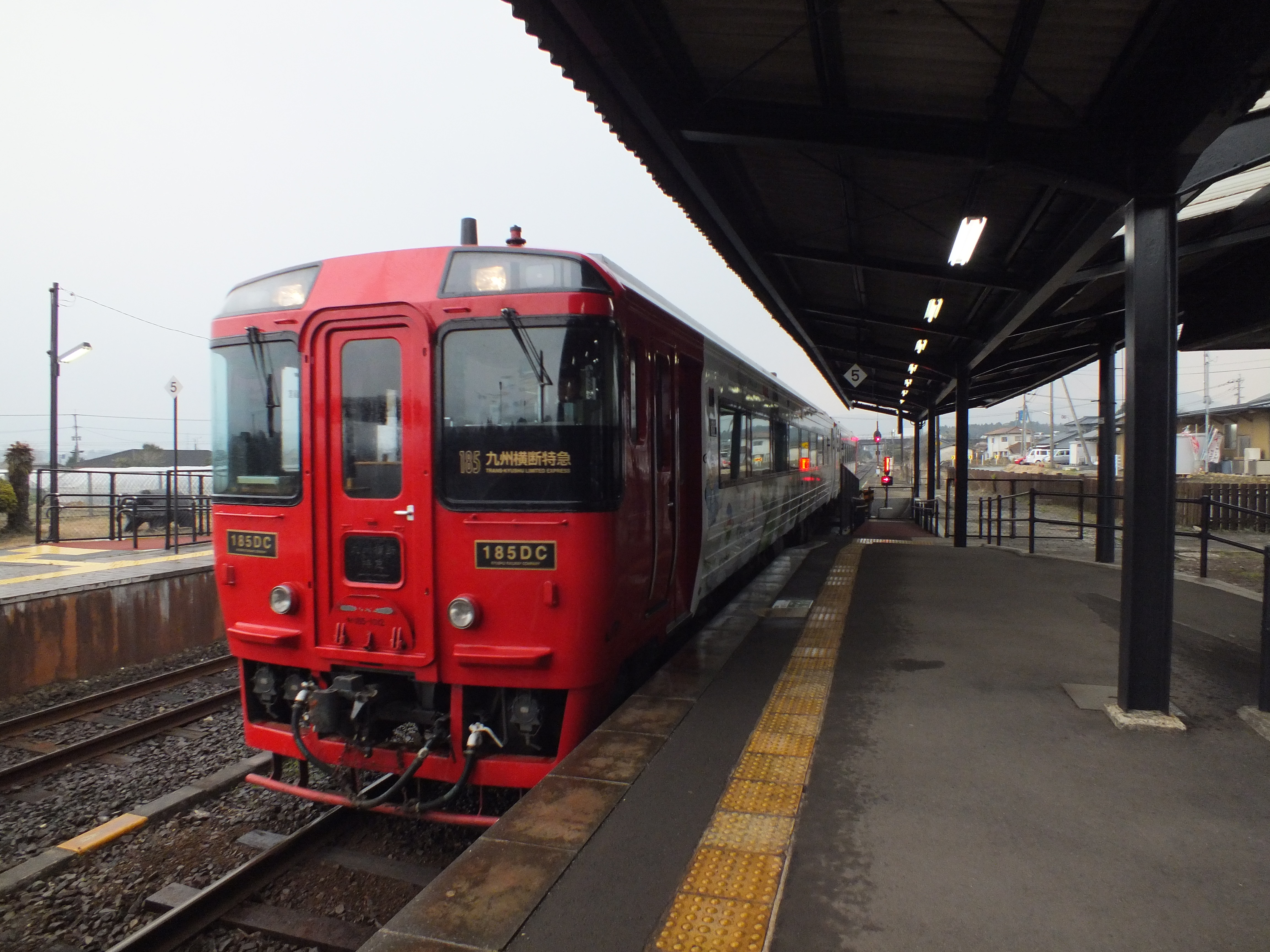
「阿蘇ゆるっと博」塗色車 （2011年 阿蘇駅）
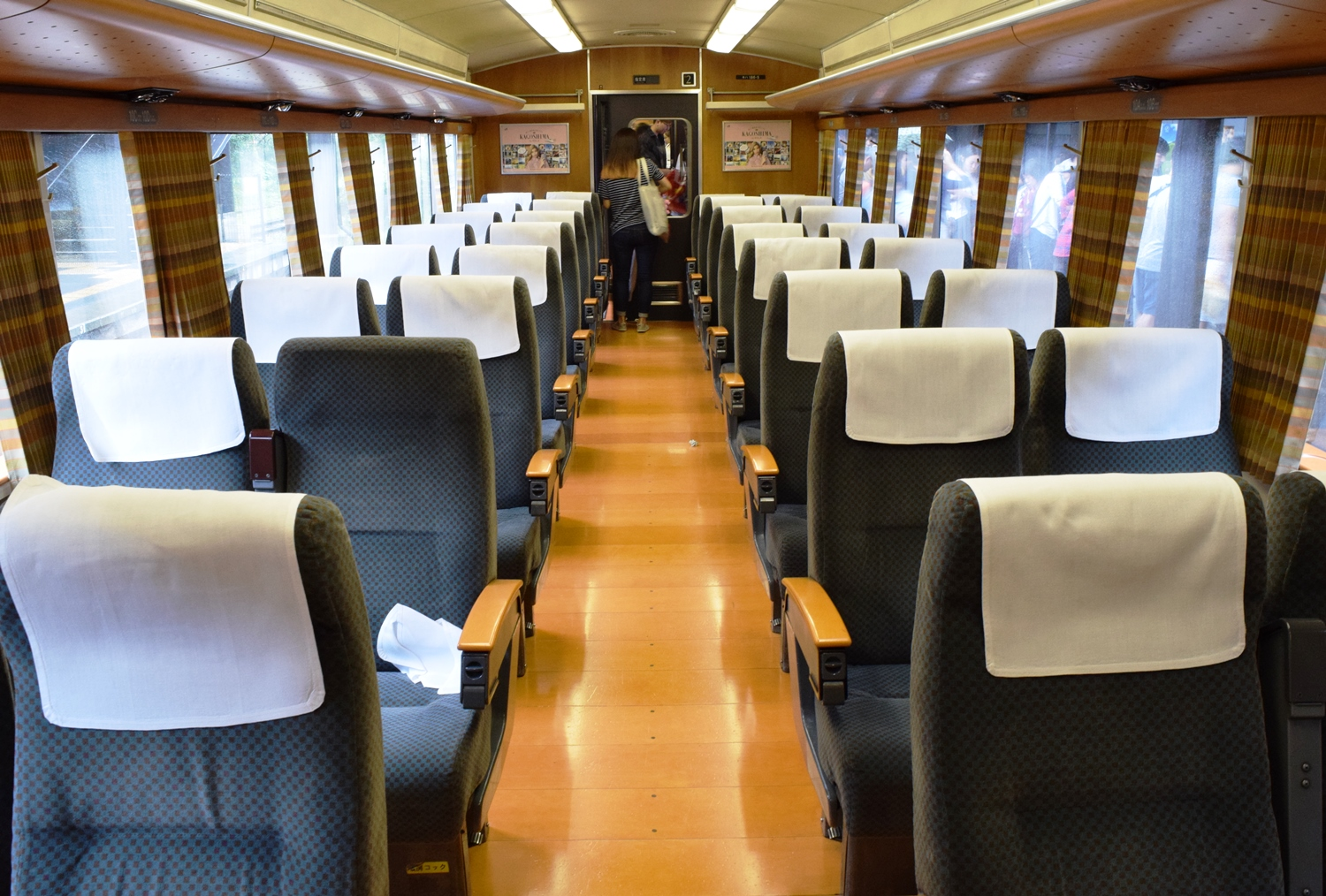
「ゆふ」塗色車 キハ186-5 車内
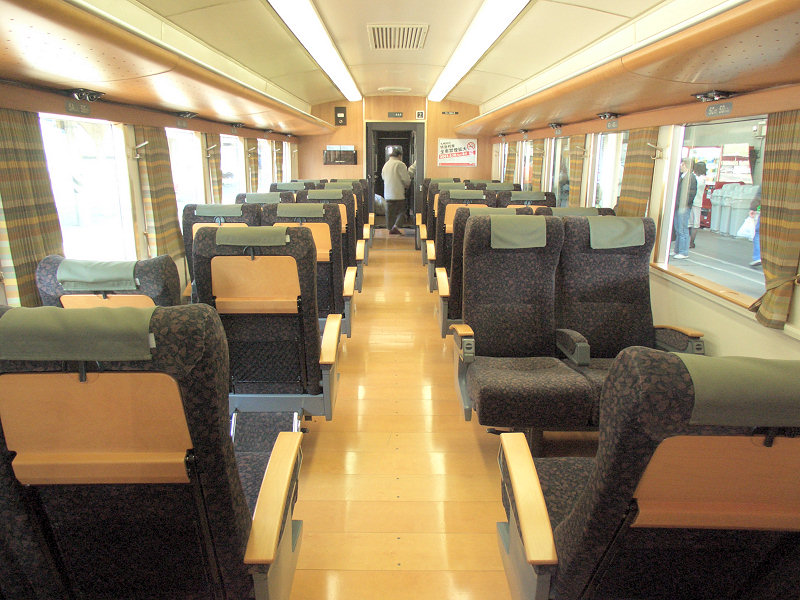
「ゆふ」塗色車 キハ186-6 車内 （旧グリーン室部分）
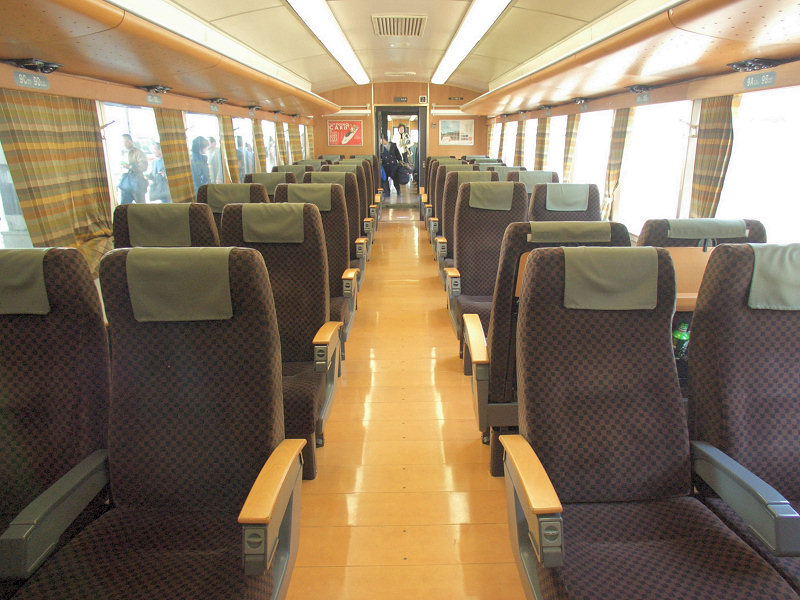
「ゆふ」塗色車 キハ186-6 車内
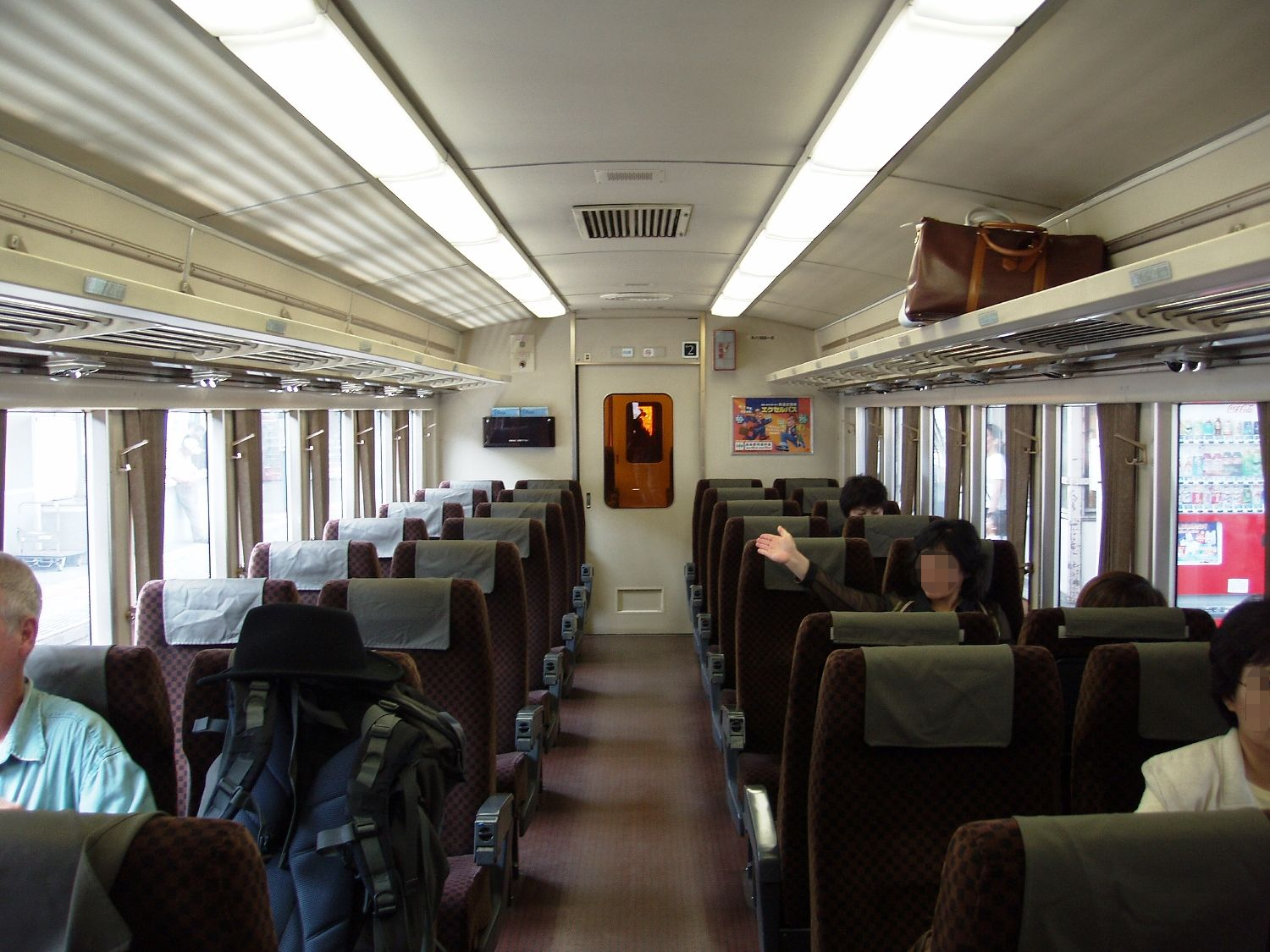
「ゆふ」塗色車 キハ186-6 車内 再更新前
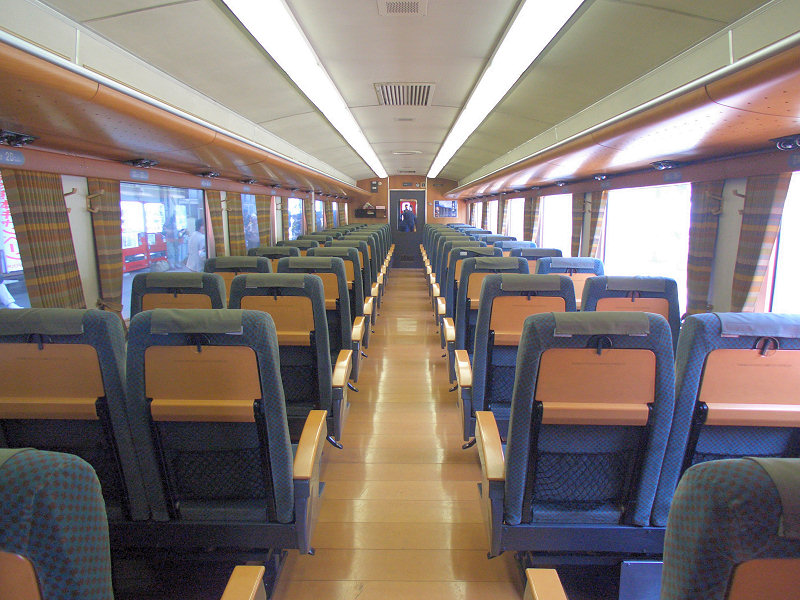
「ゆふ」塗色車 キハ185-4 車内
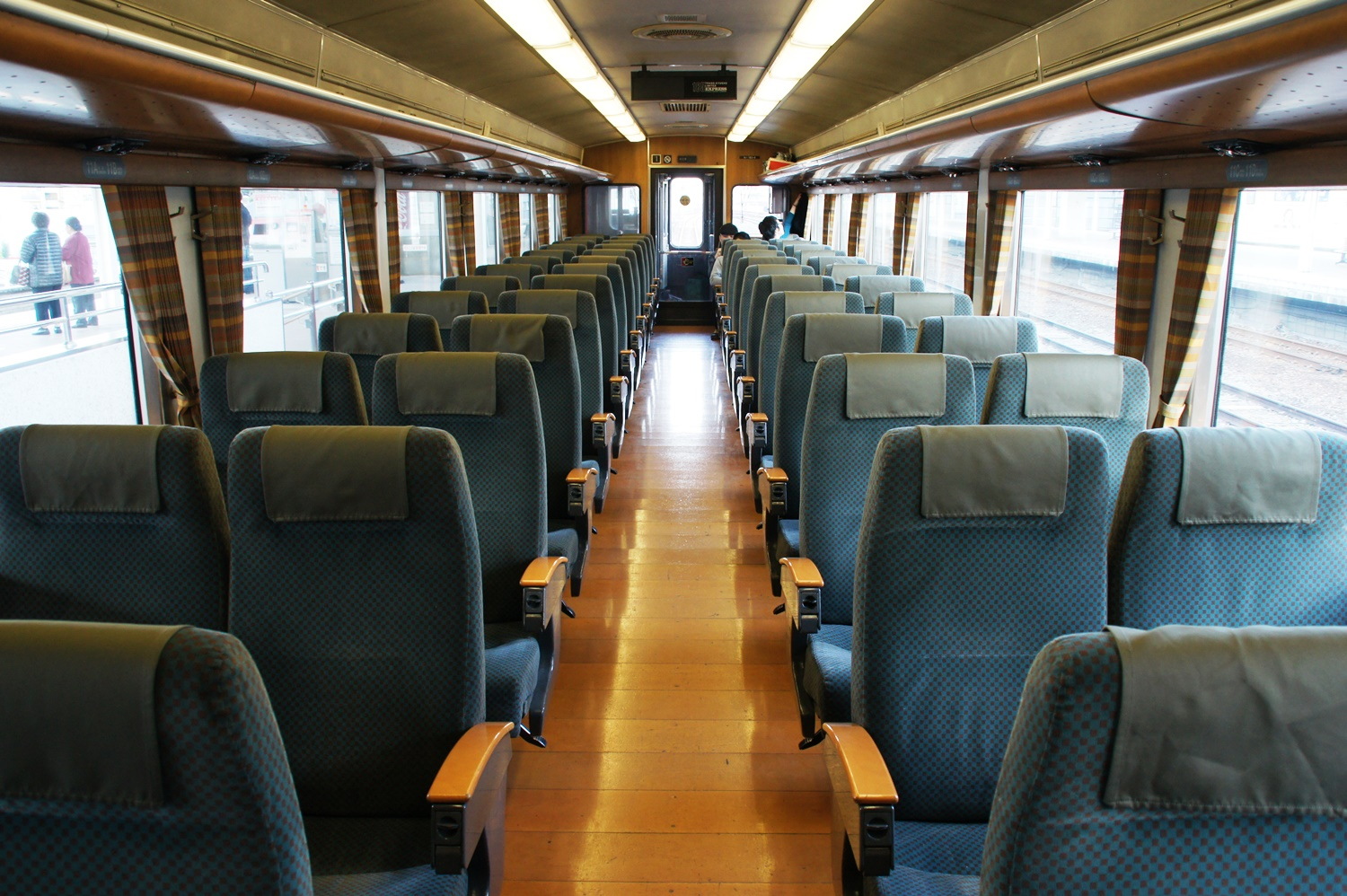
「九州横断特急」塗色車 キハ185-6 車内

#### A列車で行こう向け改造工事
キハ185系のうち2両（キハ185-4・キハ185-1012）を改造し、臨時特急列車「A列車で行こう」専用車両としている。車両デザインは水戸岡鋭治が担当した。なお、この車両は豊肥本線の特急「あそぼーい!」の車両改造工事が終わるまで運行されていた「阿蘇ゆるっと博号」に充当されていたものである。
「16世紀大航海時代のヨーロッパ文化」と「古き良き“あまくさ”」をテーマにしたというデザインは黒とゴールドのツートンカラーで、車内は教会などをイメージしたというカウンターバーやステンドガラスで彩られる。
定員は1号車28人、2号車56人の計84人で、全席普通車座席指定席で運行される。1号車にはソファーやベンチのほか、カウンター形式のバー「A-TRAIN BAR」が設けられている。2号車には4人用セミコンパートメント席が4区画設置されている。バーではビールやハイボールのほか、当列車限定のオリジナルカクテルなどといったアルコール類が提供されている。車内での演出として、BGMに向谷実アレンジによるジャズのスタンダードナンバー「A列車で行こう」などが用いられている。

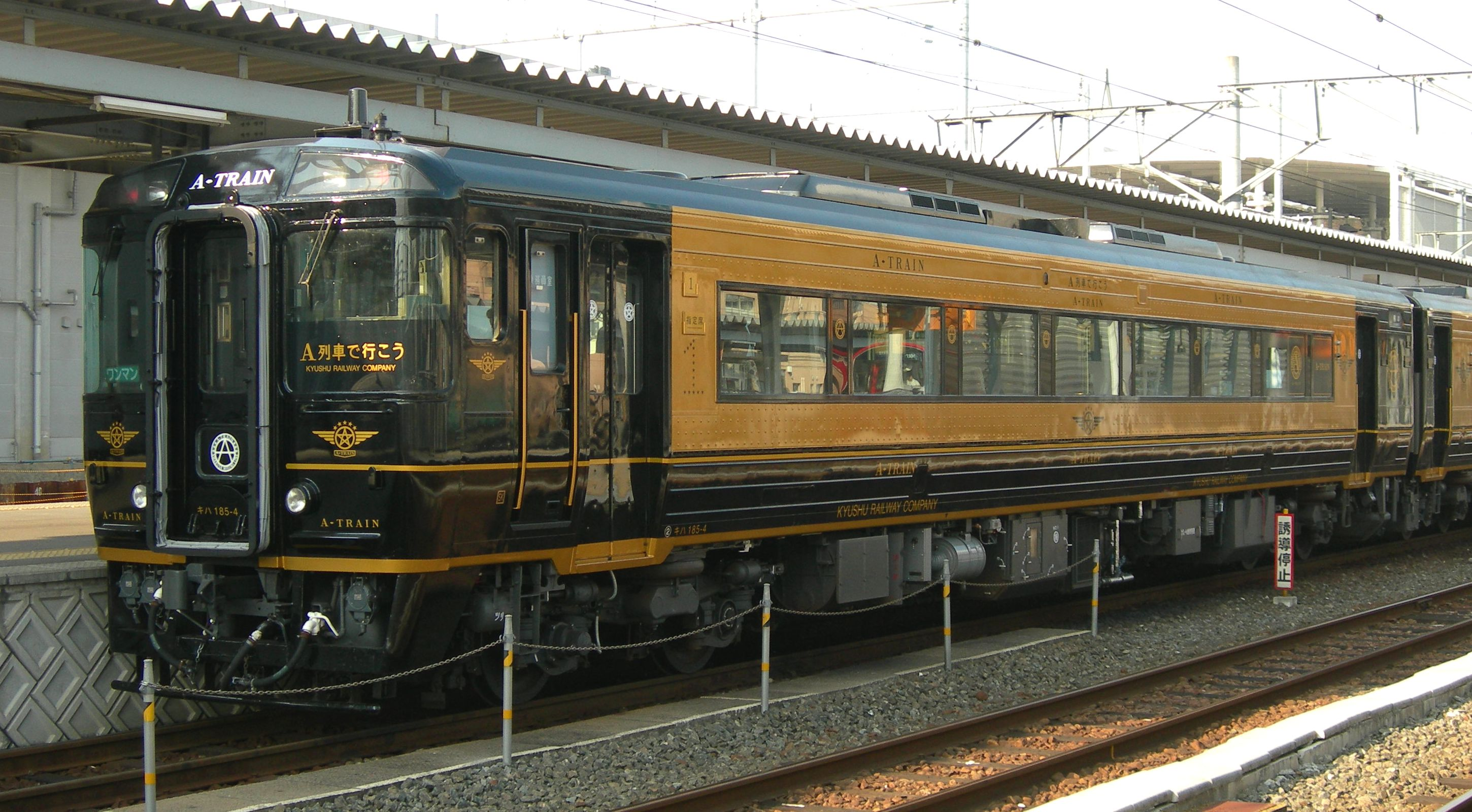
1号車 キハ185-4
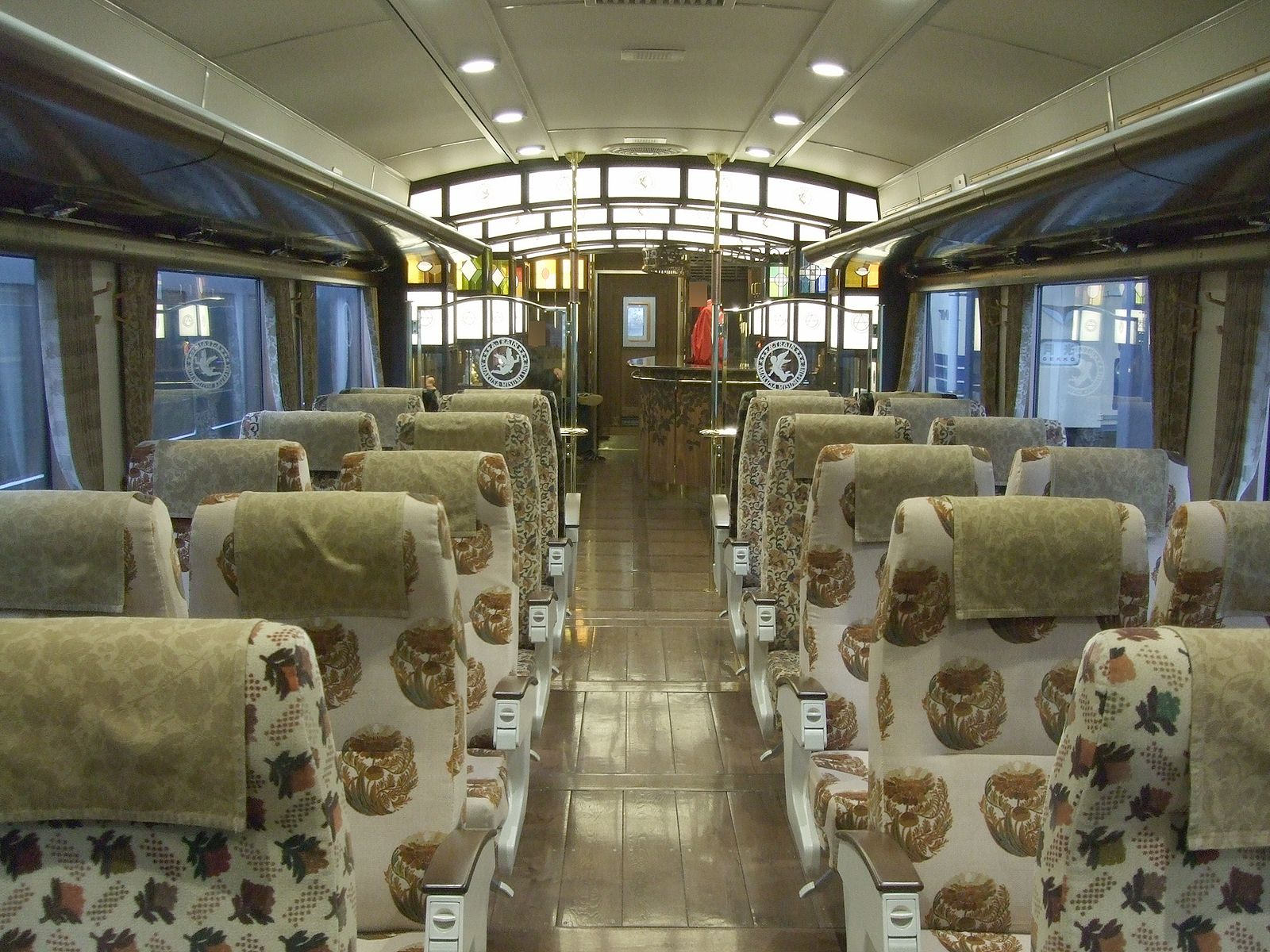
キハ185-4 車内
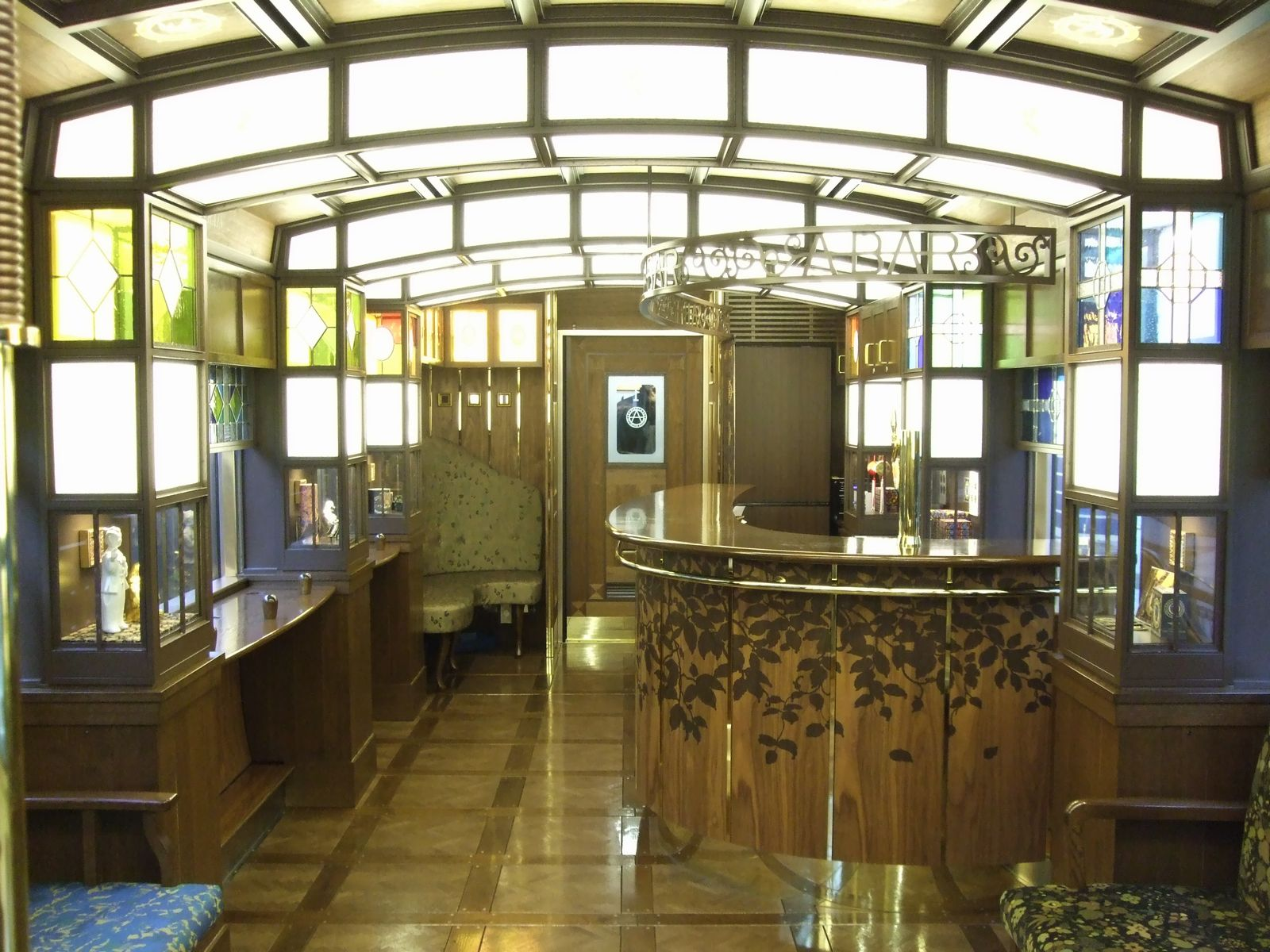
キハ185-4の連結面寄りに 設けられているカウンターバー 「A-TRAIN BAR」
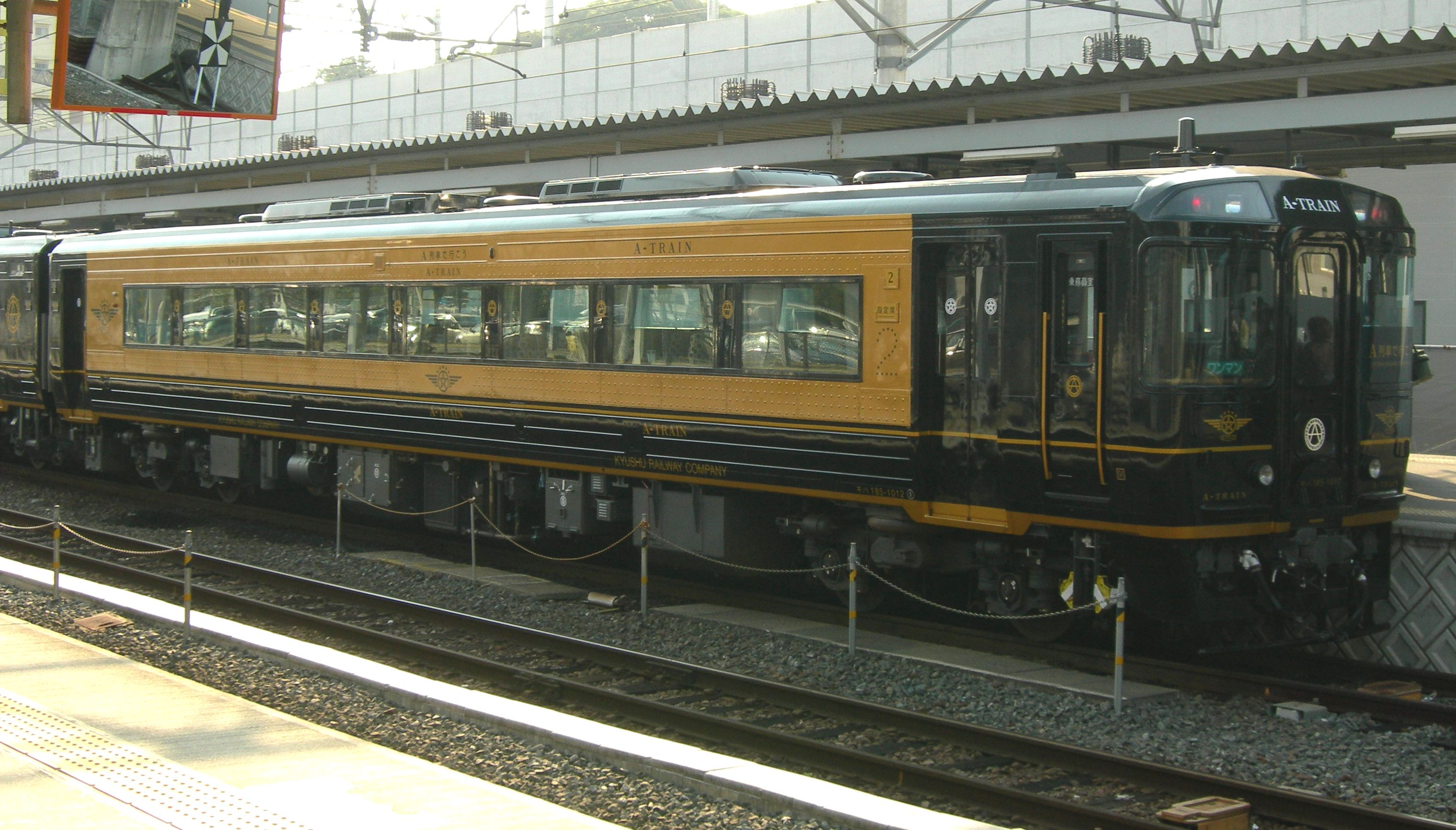
2号車 キハ185-1012
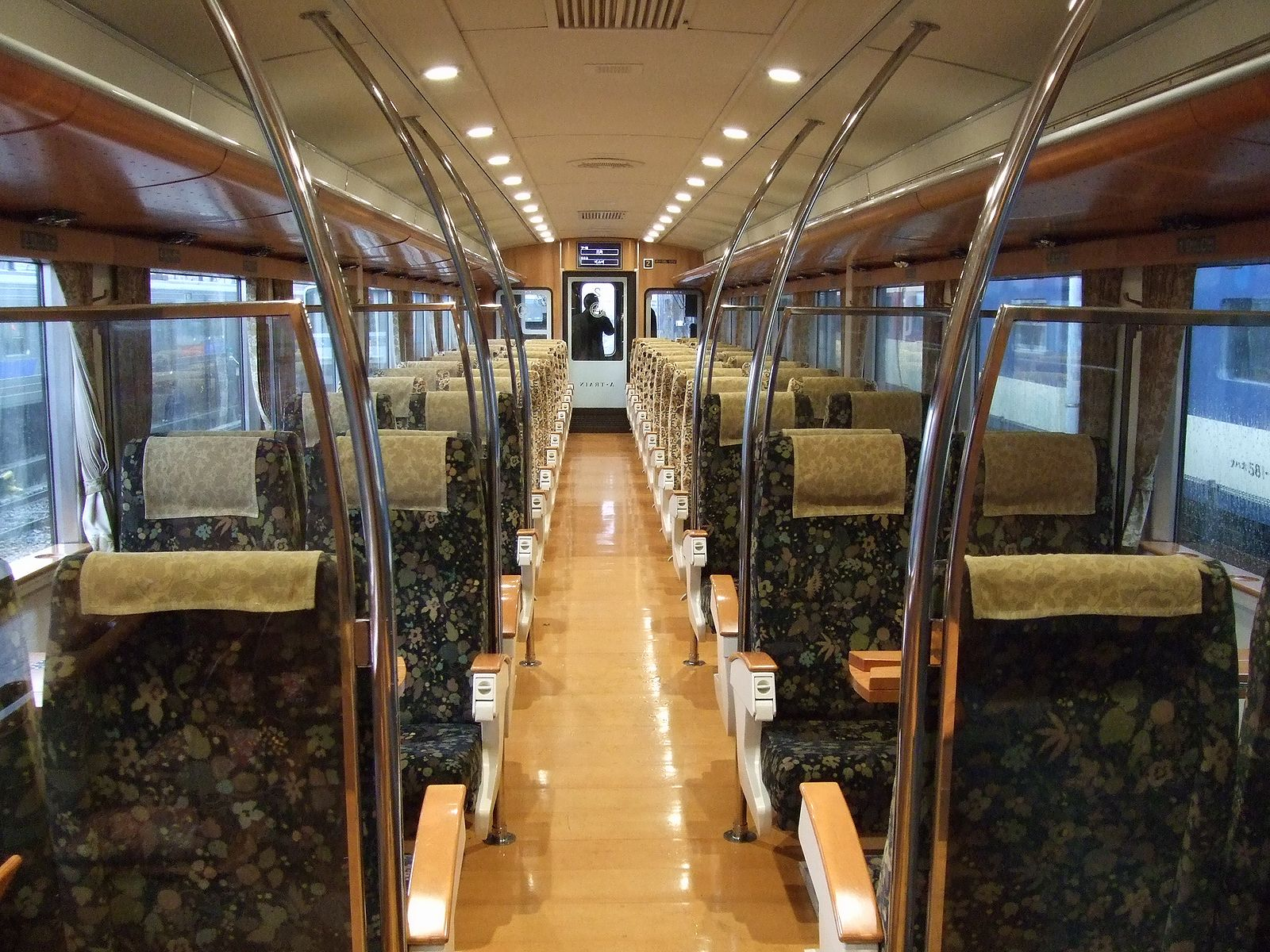
キハ185-1012車内 （写真手前にセミコンパートメント席がある）

## 運用

### JR四国
2025年3月15日現在、特急仕様車は徳島線の特急列車および牟岐線の臨時特急列車で使用されている。また2025年3月14日まで牟岐線では牟岐駅 - 阿波海南駅間において普通列車1往復にも使用されていた。なお、多客期などで「いしづち」が高松駅 - 多度津駅間の単独運転となるときに運用される列車があるほか、キハ185系使用列車については喫煙コーナーを設置するスペースがなく、また定期列車での岡山駅までの運行がないため、2008年（平成20年）3月15日のダイヤ改正時に全面禁煙化された。ただし、2006年（平成18年）末の多客輸送から高松駅 - 多度津駅間を単独運転する「いしづち」はキハ185系についても先行して全面禁煙化された。2014年（平成26年）3月15日のダイヤ改正時に徳島線・牟岐線の特急列車の運転区間・愛称の整理が行われた。また、トロッコ列車のシーズンオフ時には稀にトロッコ仕様車が特急運用に充てられることがある。

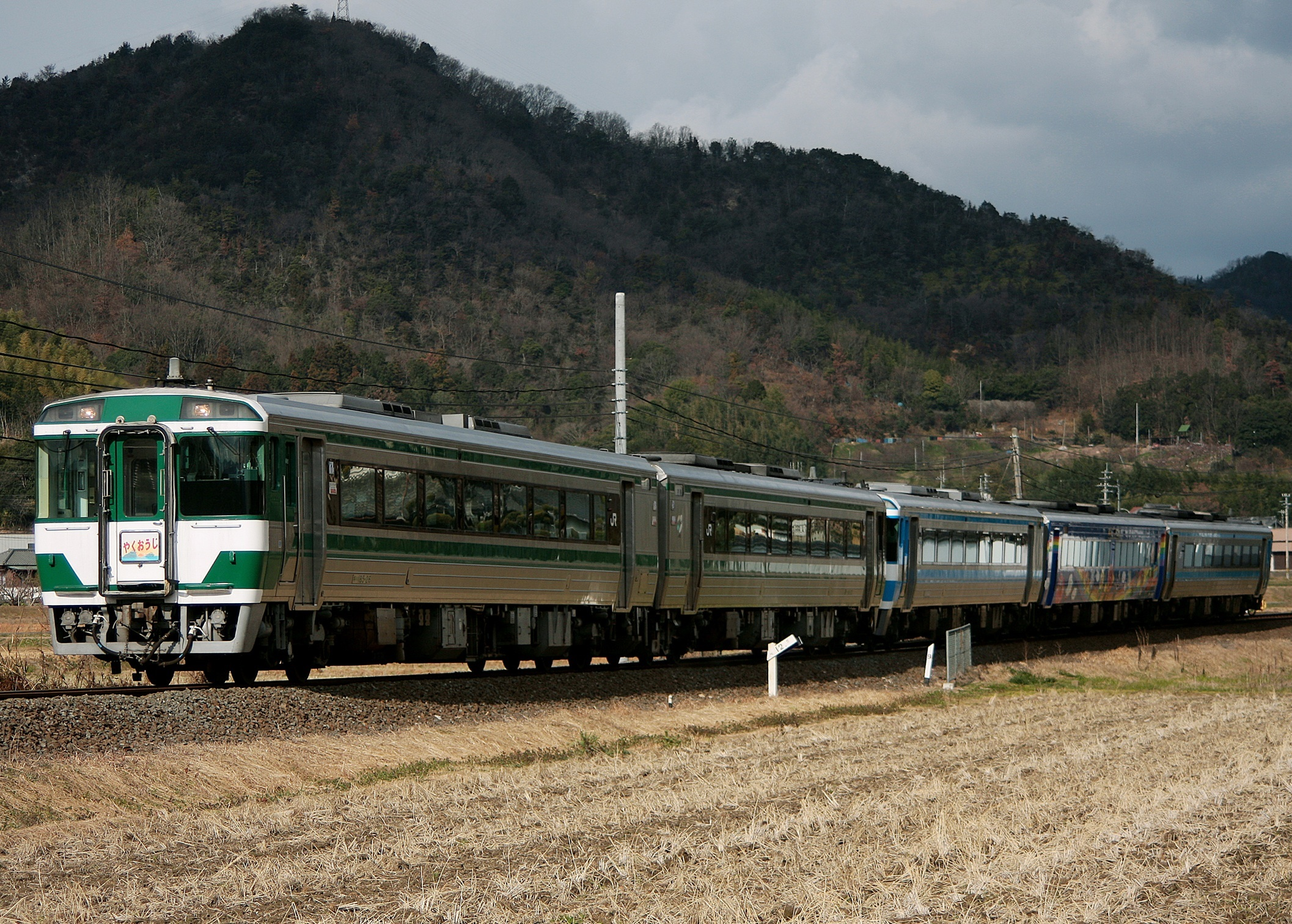
特急「やくおうじ」1号と特急「うずしお」7号
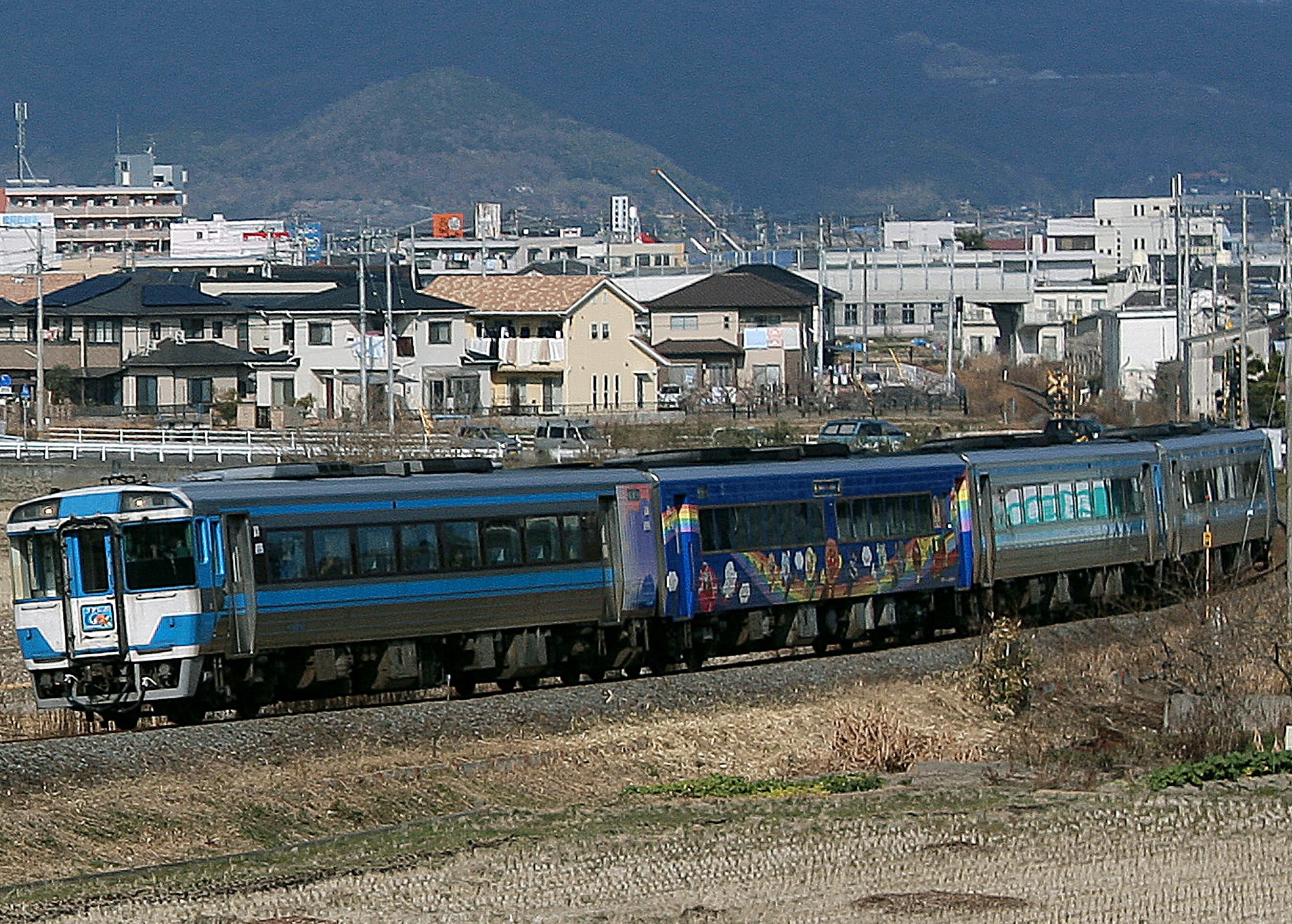
特急「うずしお」7号 アンパンマン列車

#### 所有車両
普通仕様車と「伊予灘ものがたり」仕様車は松山運転所（四マツ）、「志国土佐 時代の夜明けのものがたり」仕様車は高知運転所（四コチ）、それ以外は高松運転所（四カマ）配置である。 
特急仕様車

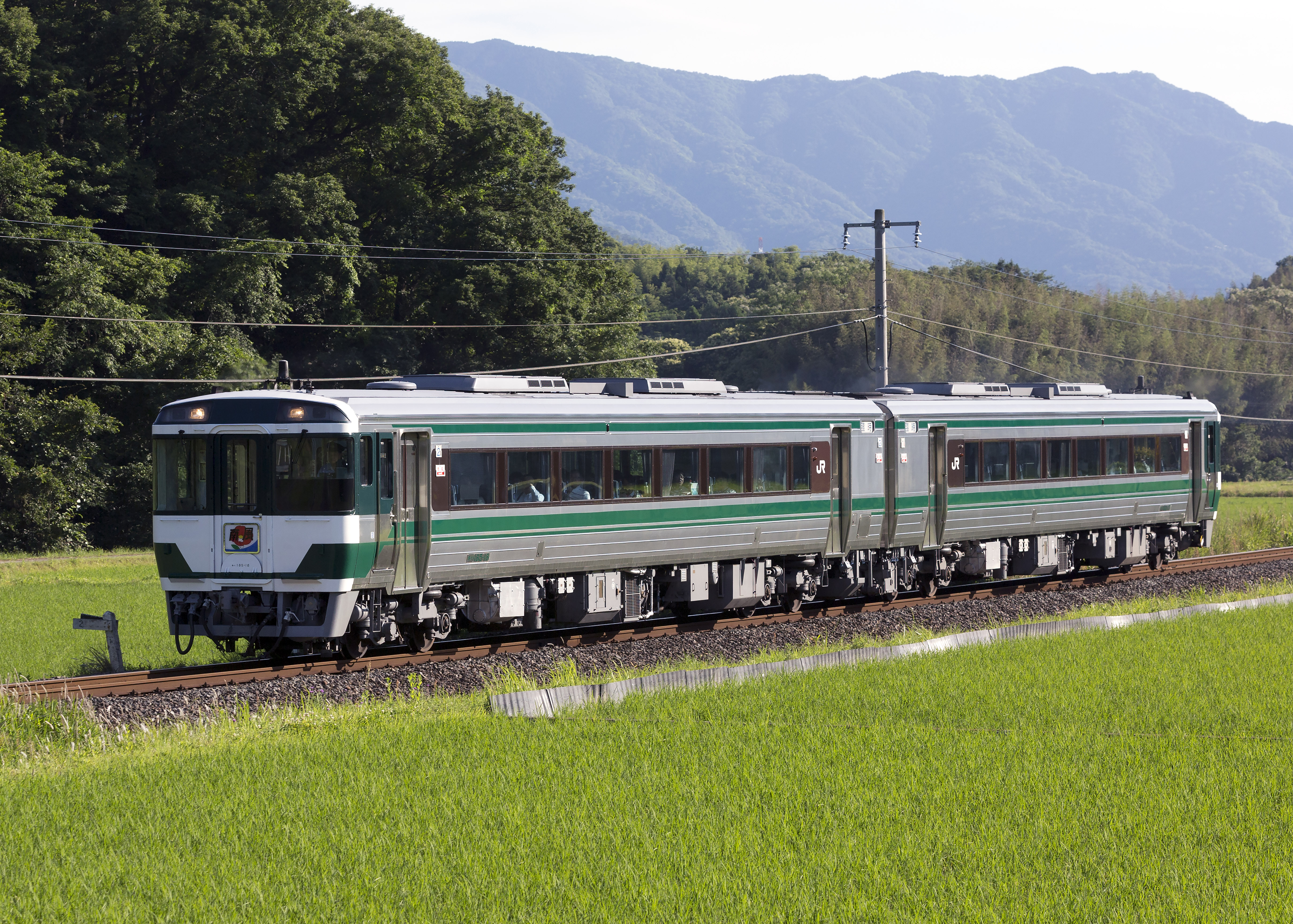
キハ185-18+キハ185-17
南風（団体専用列車）

- キハ185形0番台（Mc）定員60名：10両（9・11・12・13・17・18・19・21・22・24） 
  - 9・13 は0番台を3000番台に改造した車両を特急仕様に再改造した車両。
  - 11・12 は洗面所・トイレの外装部のみ「アイランドエクスプレス四国Ⅱ」仕様。
  - 17・18 は車体帯色が緑色となっている。登場時の色に準じているが、細部が異なる。観光キャンペーンに関連した団体専用列車で使用するために塗装変更された。
- キハ185形1000番台（Mc'）定員64名：4両（1014 ・1016 - 1018）
- キロハ186形（Mhs）定員20名： 1両（2）※「ゆうゆうアンパンマンカー」

トロッコ列車控車仕様
- キハ185形0番台（Mc）定員60名： 1両（20）
  - 車体色は「藍よしのがわトロッコ」に合わせて藍色（ラッピング）としている。当初は新製トロッコ車両に合わせて帯のみ緑色とされた。
- キロ185形（Msc）： 1両（26）
  - 改番はされていない。車体色はアンパンマントロッコのキクハ32-502の塗装に合わせ、内装もリクライニングシートを撤去の上ボックスシート風の座席を新設したものとなっている。このリニューアルに合わせ、グリーン車へ格上げされた。2015年（平成27年）3月21日より営業運転に投入[12]。

普通仕様車
- キハ185形3100番台（元キハ185形1000番台）（Mc'）定員64名：6両（3103・3105 - 3107・3109・3110）（原番号+2100）

「四国まんなか千年ものがたり」仕様車
- キロ185形1000番台（1001、元キハ185-14）（Msc）定員24名
- キロ185形1000番台（1003、元キハ185-3102）（Msc'）定員22名
- キロ186形1000番台（1002、元キロ186-4）（Ms）定員11名
  - 2017年（平成29年）4月1日より運転を開始した。

「志国土佐 時代の夜明けのものがたり」仕様車
- キロ185形1000番台（1867、元キハ185-1015）（Msc）定員28名
- キロ185形1000番台（1868、元キハ185-25）（Msc'）定員19名
  - 2020年（令和2年）7月4日より運転を開始した。

「伊予灘ものがたり」仕様車
- キロ185形1400番台（1401、元キハ185-3113）（Msc）定員27名
- キロ185形1400番台（1403、元キハ185-23）（Msc'）定員8名
- キロ186形1400番台（1402、元キロ186-8）（Ms）定員23名
  - 2022年（令和4年）4月2日より「伊予灘ものがたり」の2代目車両として運転を開始した。

### JR九州
豊肥本線・久大本線系統の特急列車に使用されている。三角線では「A列車で行こう」用に改造された編成（キハ185-4 + キハ185-1012）が使用される。2009年（平成21年）3月からは、車内にあった喫煙コーナーを撤去して全面禁煙としている。
- 「九州横断特急」「ゆふ」用の車両は大分鉄道事業部大分車両センター（分オイ）に、「A列車で行こう」用の車両は熊本鉄道事業部熊本車両センター（熊クマ）に配置。ただし、運用は久大本線系統・豊肥本線系統・三角線系統で分離されている。
- 2018年（平成30年）6月より、「ゆふ」「九州横断特急」用の塗装を統一した、「AROUND THE KYUSHU」デザインに逐一変更している[14]。2011年（平成23年）3月 - 5月末までは観光特急「あそぼーい!」の代走として「阿蘇ゆるっと博号」に使用された。2016年（平成28年）3月25日までは肥薩線人吉駅まで乗り入れ、特急「九州横断特急」の熊本 - 人吉間および特急「くまがわ」にも使用されていた。

#### 所有車両
- キハ185形0番台（Mc）定員60名：11両（1 - 8・10・15・16）
  - 2・4・6・8・10・16 には車販準備室と電話室を設置。
- キハ185形1000番台（Mc'）定員64名：5両（1001・1004・1008・1011・1012）
- キハ186形（元キロハ186形）（M）定員56名：4両（3・5 - 7）（改番なし）

## 特異な運用

### 国鉄時代・JR四国
- 1986年（昭和61年）10月5日、「特急しおかぜ安全祈願列車」として松山駅から宇和島駅を往復、宇和島駅では和霊神社による安全祈願が行われた。往路は内子線経由だったが、復路は優等列車の運転がすでになくなっていた伊予長浜駅経由で運転された。
- 落成間もない1986年（昭和61年）10月12日には、団体専用列車「坂出市民号」として坂出駅 - 坂出港駅間の予讃本線貨物支線に入線し、同年11月1日に廃止[注 17]された同線の最後を飾っている。
- JR四国が発足した1987年（昭和62年）4月1日に、高松駅を0時50分に発車していた急行「うわじま」1号に所定であればキハ58系が使用されるところをJR四国発足後の1番列車として特別にキハ185系が使用された[15]。
- 1989年（平成元年）夏から1990年（平成2年）春の間、2000系試作車「TSE」が故障や試験、検査などで運用を外れたときに臨時列車の「南風」51号・52号、「しまんと」51号・52号に2両または3両編成で使用された。これに伴い「南風」5号が坪尻駅で「南風」52号の通過待ちをするなど、一部ダイヤの変更も行われた。
- 1990年（平成2年）頃、踏切事故の被害を受けたキハ185-8が中間車代用として使用された。前照灯、尾灯、排障器が撤去されており、運転席スペースは車販準備室として使用されていた。しばらくして元通りに復旧された。
- 1993年（平成4年）10月に高徳線徳島駅 - 高松駅間にてお召し列車に使用された。「うずしお」14号（普通車のみの4両編成）の前にキハ185形+キロハ186形+キハ185形を併結する形で運転された。
- 1997年（平成9年）7月28日から8月18日の間、臨時特急「I LOVE しまんと」が高知駅 - 宇和島駅 - 松山駅間を2日間で1往復するダイヤで運転された。同年9月以降の運転は高知駅 - 宇和島駅間1日1往復になり1999年まで運行された。キハ185-9+キハ185-1016が専用車両とされ、前面にはかわうその顔が、側面にはアマゴ、とんぼなどが描かれ、車内天井、床面もペイントが施されていた。なお、宇和島寄り1号車が禁煙指定席（12席は自由席）、高知・松山寄り2号車が喫煙自由席であった。運転終了後もしばらくの間そのままの外装で主に団体専用列車や臨時運用で使用されていた。

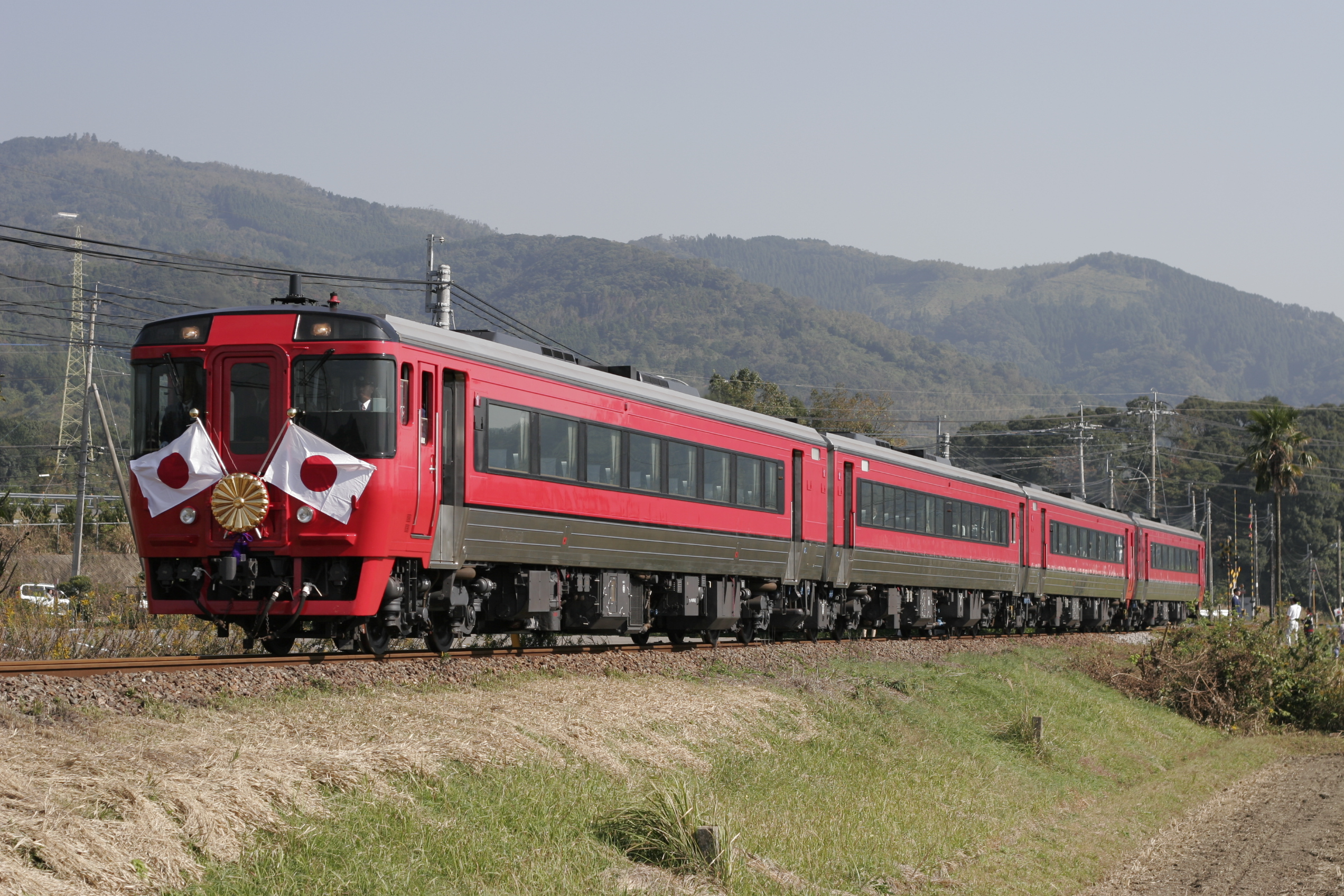
唐津線を走行するお召し列車
（2006年10月30日）

- 1998年（平成10年）3月14日から1999年（平成11年）3月13日の間、臨時特急「あい」が徳島駅 - 阿波池田駅間で3往復運転された。キハ185-12+キハ185-1002が専用車両とされ、前面にはたぬきの顔が、側面には阿波踊りを踊る女性のシルエットが描かれ、車内天井、床面もペイントが施されていた。徳島寄り1号車が禁煙指定席（12席は自由席）、阿波池田寄り2号車が喫煙自由席であった。運転終了後はJR四国カラーに戻された。
- 2003年（平成15年）8月から9月にかけて土讃線土佐山田駅 - 窪川駅間で特急仕様車が2両編成で普通列車として運用された。当時、高知運転所配置のキハ28 3013が火災を起こし（同車は廃車）、車両不足が発生したことにも関係するがJR側は「運用の都合」としている。
- 2008年（平成20年）6月16日に高徳線で通常はキハ47形が運用に入る普通列車（高松発徳島行317D）が車両故障を起こしたためにその代走として急遽、本系列の特急仕様車が2両編成で普通列車として運用された。また、大雨による線路脇の土砂崩れで牟岐線が不通となった際にも通常はキハ47形などで運用される普通列車の突発代走に当系列が牟岐線や鳴門線で運用されることもあった。
- 2009年（平成21年）10月18日、国鉄色のキハ185系3両（キハ185-26・キハ185-1014・キハ185-20）を使用したリバイバルトレイン「リバイバル・南風1986」が運行された。このうちキハ185-1014はJR四国色であるため、カッティングシートを貼り付けることで国鉄色を再現した[16]。
- 2012年（平成24年）には、東北地方太平洋沖地震（東日本大震災）の被災地復興支援のために、JR四国、東日本旅客鉄道（JR東日本）、日本貨物鉄道（JR貨物）共同により、「アンパンマントロッコ」を東北・関東各県で運行することとなり、控車としてキハ185-26が使用され、同年3月24日より運行を開始した[17]。列車は常磐線ではEF510形500番台（「北斗星」色）の牽引、それ以外の路線ではDE10形のプッシュプルでの牽引となっている[18][19]。
- 過去に予讃線・土讃線では以下のケースなどで本系列の特急仕様車が運用に就いたことがある。
  - 2008年（平成20年）3月15日のダイヤ改正まで高松駅 - 阿波池田駅間の普通列車（高松行きは快速「サンポート」）に運用されていたキハ58・65形が車両故障などを起こした際、ごく稀ではあったがその代走で本系列の特急仕様車が充当された。
  - 2016年（平成28年）8月13日と翌14日には高松駅 - 琴平駅間で「サンライズ瀬戸」の琴平駅延長時における土讃線内の電化容量逼迫の対策で、通常は電車として運行の普通列車を、土讃線内における「サンライズ瀬戸」の運行前後の2往復[注 18]に限って気動車が代走するが、うち1往復の代走に本系列の特急仕様車が充当された（同様の列車は、翌2017年（平成29年）8月12・13日にも運行された）[注 19][20]。

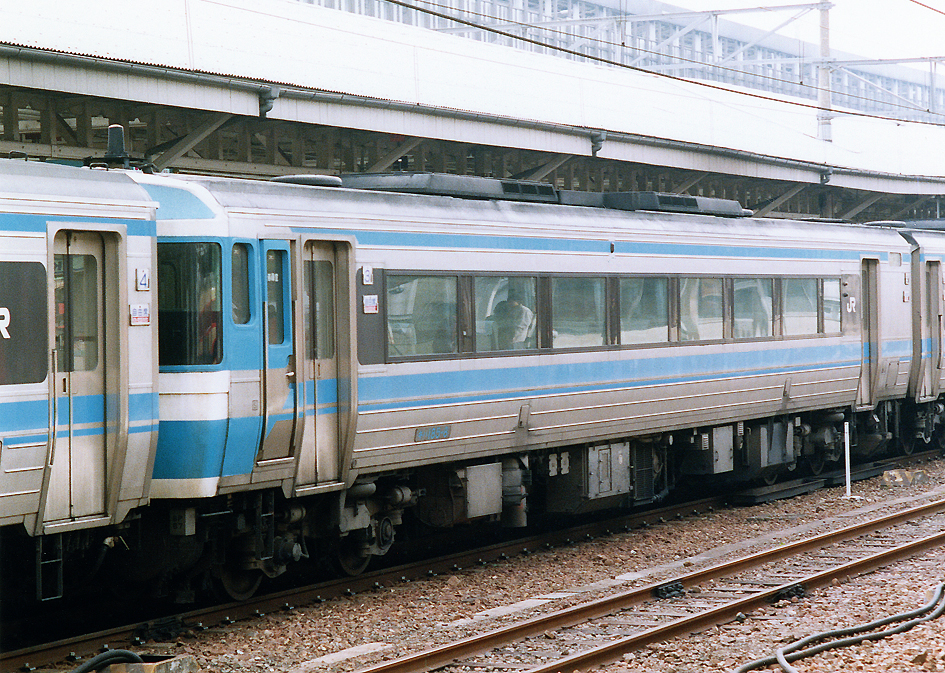
中間車代用のキハ185-8（1990年 岡山駅）
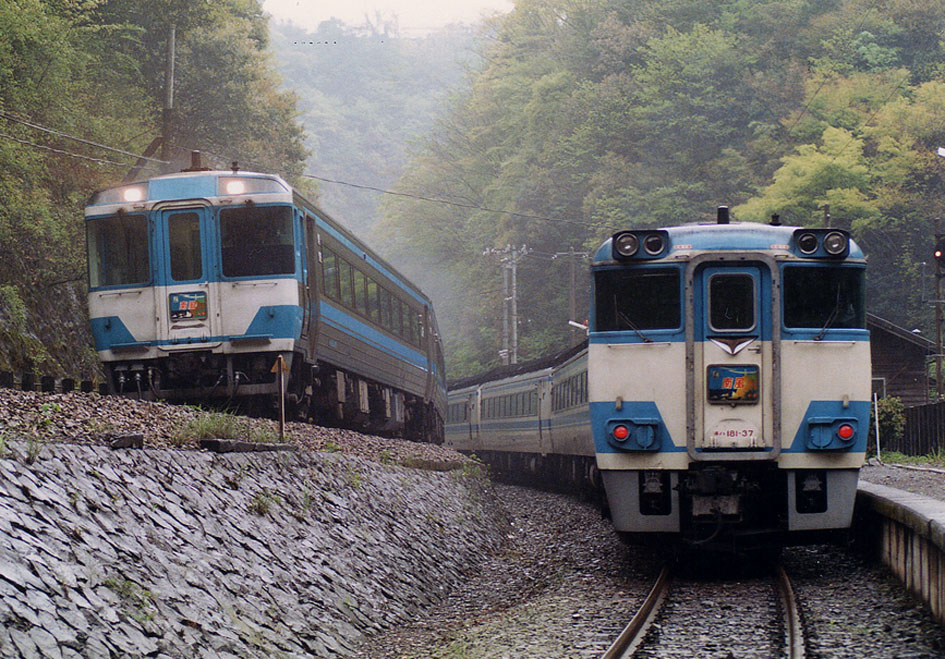
坪尻駅で交換する キハ185系「南風」52号（左）と キハ181系「南風」5号（右） （1990年 坪尻駅）
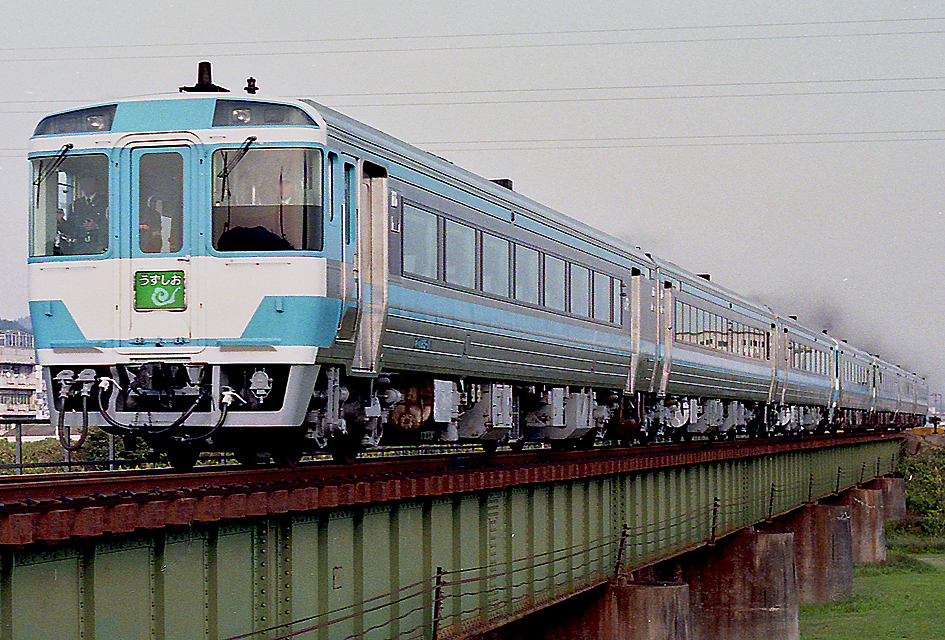
キハ185系気動車 「うずしお」14号（お召し列車） （1993年 木太町駅付近）
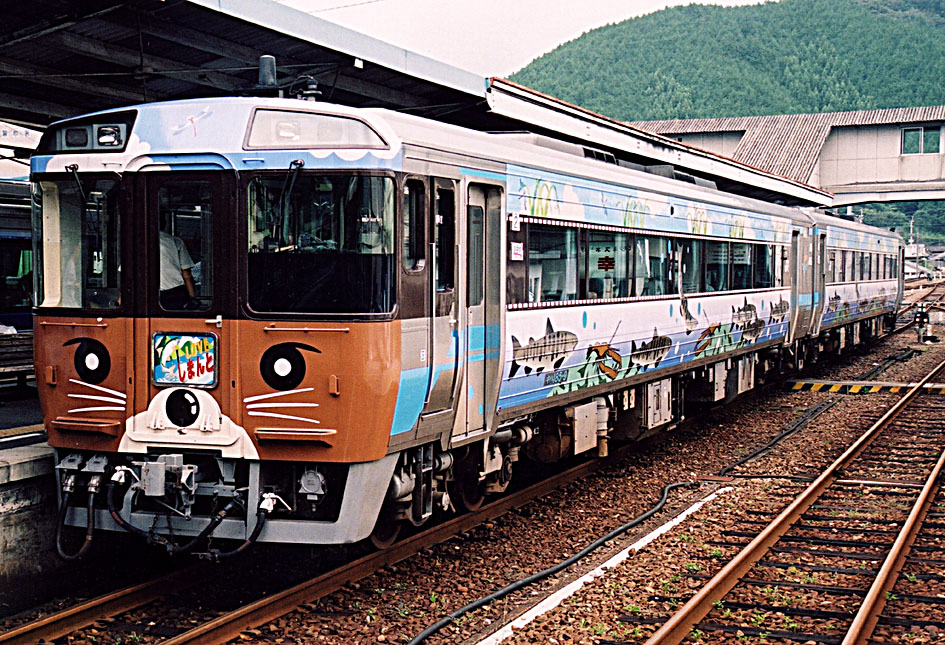
キハ185系気動車 「I LOVE しまんと」 （1997年 窪川駅）
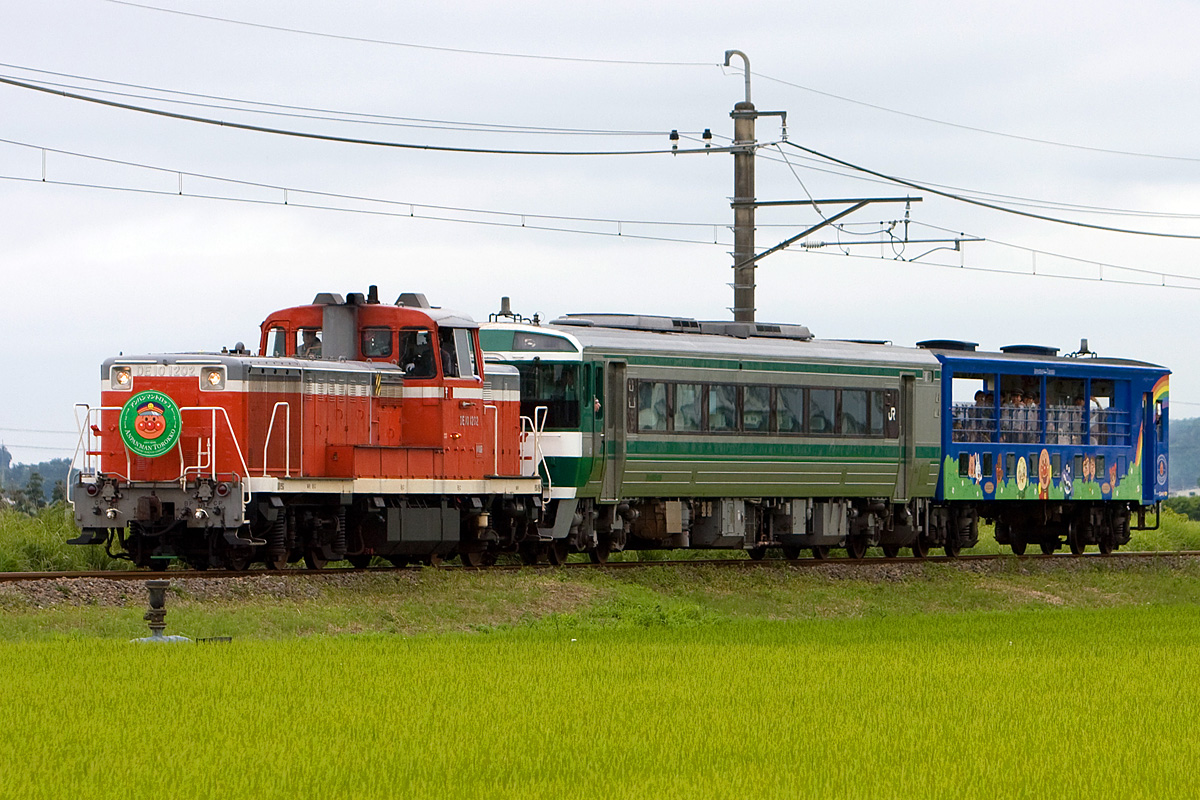
JR東日本に貸し出されたキハ185-26（アンパンマントロッコ） （2012年 成田線下総神崎駅 - 大戸駅間）
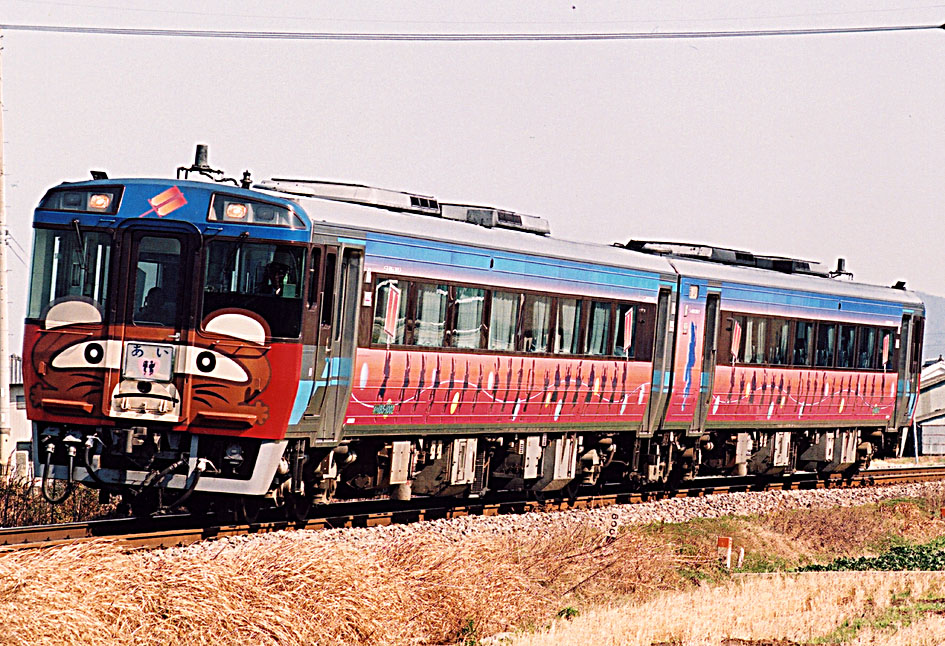
キハ185系気動車 「あい」 （1997年 牛島駅付近）
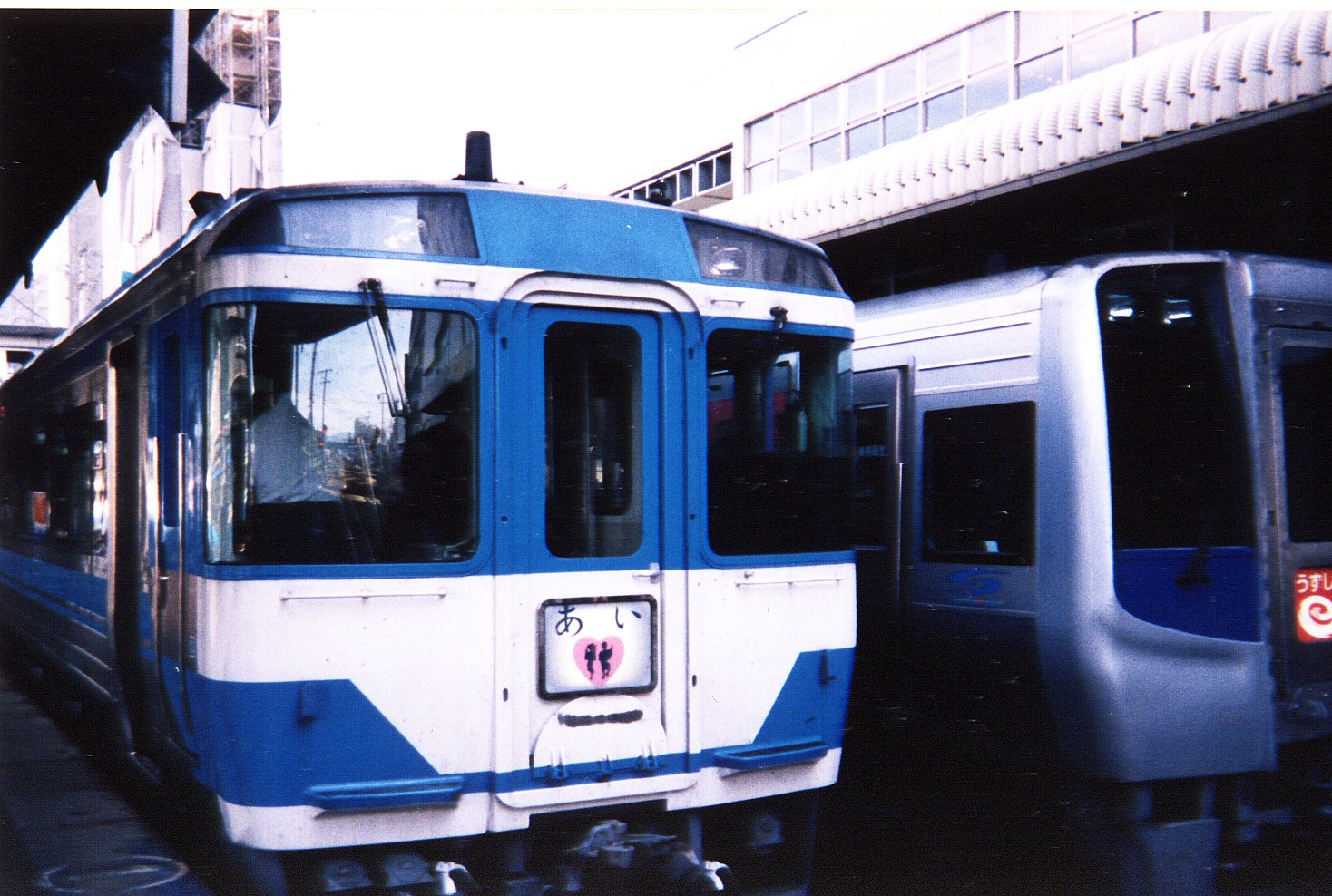
一時的に四国一般色での「あい」も運転された
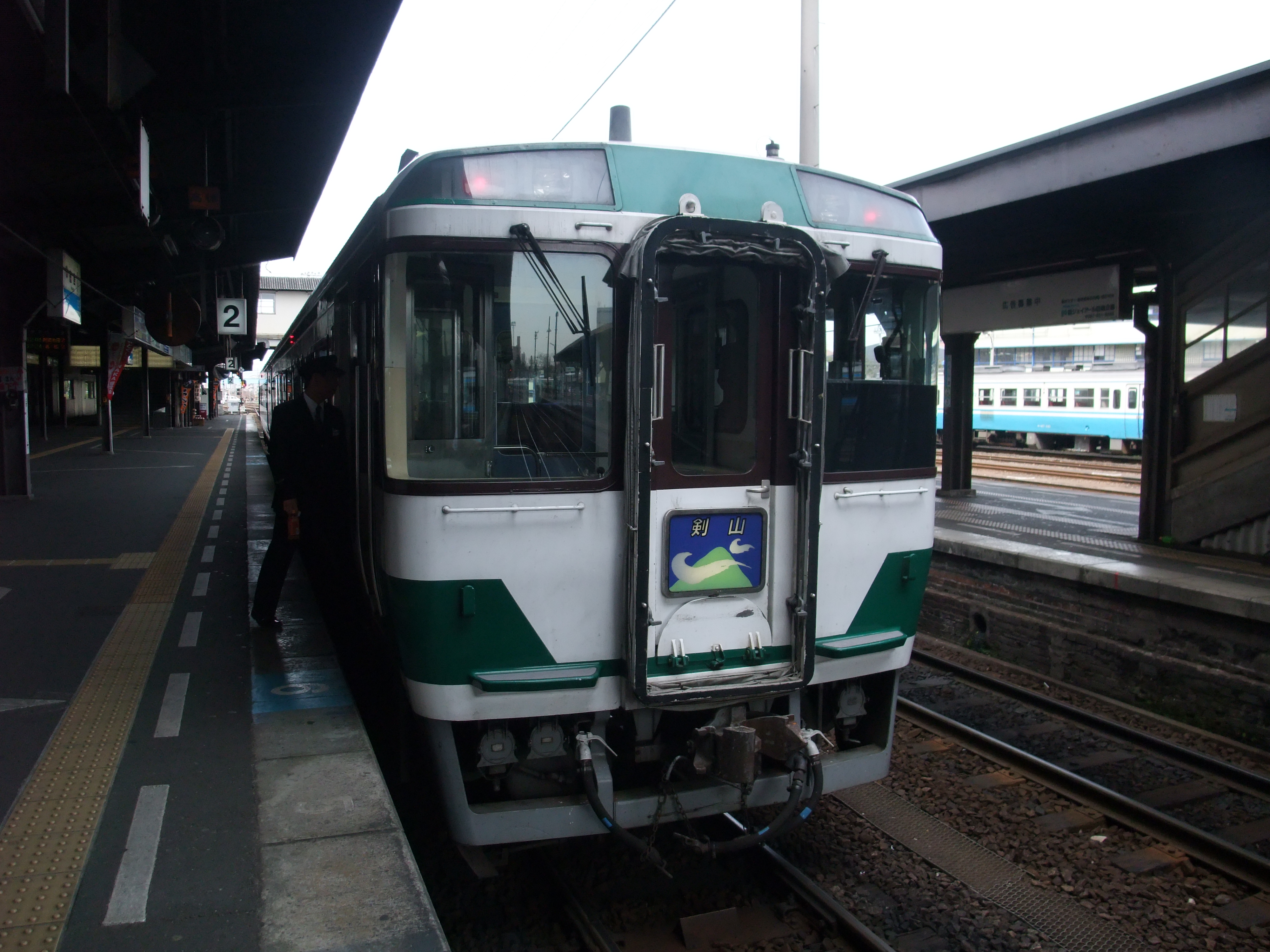
国鉄時代の帯色のキハ185系「剣山」 国鉄時代には存在しなかった列車である。

### JR九州
- 1999年（平成11年）から2003年（平成15年）にかけて運行されていた大村線の特急「シーボルト」の代走にも充当された[注 20]。代走での時期は閑散期がほとんどで、所定の4両編成から1両減車の3両編成で運転された。

- JR九州では、これまでに2回お召し列車に使用された。
  - 2002年（平成14年）11月18日：松浦鉄道西九州線たびら平戸口駅→大村線大村駅間
  - 2006年（平成18年）10月30日 - 10月31日：長崎本線佐賀駅 - 唐津線唐津駅間
- 1994年（平成6年）から1995年（平成7年）にかけて、阿蘇観光キャンペーンに合わせ「阿蘇浪漫号」が宮地駅 - 熊本駅 - 博多駅間で運行された。
- 2007年（平成19年）10月7日 - 11月25日の土曜日・休日に臨時特急列車「佐賀キャンペーン号」が鳥栖駅 - 唐津駅間で1日2往復（そのうち1往復は佐賀駅発着）運行され、唐津線初の特急列車として同線に入線した。
- 2012年（平成24年）の九州北部豪雨、2020年（令和2年）7月の豪雨では、豊肥本線・久大本線での車両不足に伴い、大分地区において普通列車に充当された[21]。
- キハ72系、キハ71系が検査時には「ゆふ」下り73号・上り74号で代走運用に入る。